# Humanitäre Aspekte der Militärintervention im Jemen seit 2015
| Situation während der Militärintervention | Situation während der Militärintervention | vor der Eskalation                                                         |
| Dringende Notwendigkeit humanitärer Hilfe | Dringende Notwendigkeit humanitärer Hilfe | Dringende Notwendigkeit humanitärer Hilfe                                  |
| --- | --- | -------------------------------------------------------------------------- |
| Betroffene Personen | 24,1 Millionen. (Stand: Juni 2020) | 15,9 Mio. (Dez. 2014)                                                      |
| Notwendigkeit humanitärer Hilfe mit Wasser, Sanitär- und Hygienebedingungen (WASH)                                                                             | |                                                                            |
| Betroffene Personen, die WASH-Grundbedarf nicht decken können                                                                                                  | 19,3–20,4 Millionen (75 % der Bevölkerung) (davon etwa 10 Mio. Kinder) (Stand: März 2016) | 9,5 Mio. bis 13,4 Mio.                                                     |
| Ernährungssicherheit | |                                                                            |
| Versorgungsgefährdet in Bezug auf Ernährung | 14,4 Millionen (davon 7,7 Mio. Kinder) (Stand: März 2016) | 10,6 Mio.                                                                  |
| Stark versorgungsgefährdet in Bezug auf Ernährung | 7,6 Millionen (Stand: November 2015) |                                                                            |
| Mangelernährung | |                                                                            |
| Mangelernährte Personen | 2,1 Millionen (Stand: November 2015) |                                                                            |
| davon Kinder unter 5 Jahren | 1,3 Millionen (Stand: November 2015) | 690.000 bis 850.000                                                        |
| Moderat akut mangelernährte Kinder (MAM) | 1 Million (Stand: November 2015) |                                                                            |
| Schwer akut mangelernährte Kinder (SAM) | 320.000(Stand: März 2016) |                                                                            |
| Von Mangelernährung bedrohte Personen | 3 Millionen, davon 33,5 % MAM und 10,7 % SAM (jeweils Kinder unter 5 Jahren), 26,1 % schwangere und stillende Frauen mit MAM sowie 29,7 % Präventivfälle (Kindern unter 2 Jahren mit Risiko der Mangelernährung) (Stand: März 2016) | 1,8 Mio. (Ende 2014)                                                       |
| Von Mangelernährung bedrohte Kinder | 1,8 Millionen (Stand: November 2015) |                                                                            |
| Von schwerer akuter Mangelernährung bedrohte Kinder | 850.000 (Stand: August 2015, mit Erwartung von Anstieg auf 1.2 Millionen innerhalb weniger Wochen) |                                                                            |
| Von schwerer akuter Mangelernährung bedrohte Kinder unter 5 Jahren                                                                                             | 537.000 (jedes Achte) (Stand: Oktober 2015) | 160.000                                                                    |
| Notwendigkeit medizinischer Grundversorgung | |                                                                            |
| Betroffene Personen | 14,1–15,2 Millionen (davon 8,3 Mio. Kinder) | 8,4 Mio.                                                                   |
| davon schwangere Frauen | 522.000 (bei denen in 15 % der Fälle Komplikationen bei der Entbindung erwartet werden) (Stand: November 2015) |                                                                            |
| Ausbildungssicherheit | |                                                                            |
| Kinder im Schulalter, die nicht die Schule besuchen | 3,4 Millionen (47 % aller schulfähigen Kinder) (Stand: März 2016) | 1,6 Mio.                                                                   |
| Aufgrund des Konflikts seit Ende März 2015 geschlossene Schulen                                                                                                | 3584 (jede vierte) (Stand: November 2015) | 3584 (jede vierte) (Stand: November 2015)                                  |
| Interne Vertreibung Es wurden nicht alle Distrikte berücksichtigt. Hohe Dunkelziffern möglich.                                                                 | |                                                                            |
| Binnenflüchtlinge | 2,8 Millionen (seit 26. März 2015 vertriebene) (davon etwa 800.000 Kinder) (Stand: April 2016) | 334.000 (Dez. 2014) bis 584.000                                            |
| Flucht und Migration aus dem Jemen (seit Ende März 2015) Nur beim UNHCR registrierte Fälle berücksichtigt. Hohe Dunkelziffern möglich.                         | |                                                                            |
| Aus dem Jemen Geflüchtete | 173.000(Stand: März 2016) | 173.000(Stand: März 2016)                                                  |
| Flucht in den Jemen | |                                                                            |
| Insgesamt im Jemen lebende Flüchtlinge aus dem Ausland | 264.000 (davon 250.000 Somali) (Stand: Oktober 2015) | 250.000                                                                    |
| davon seit März 2015 in den Jemen Geflüchtete | 90.000 oder mehr (vorwiegend aus Äthiopien und Somalia) (Stand: März 2016) | 90.000 oder mehr (vorwiegend aus Äthiopien und Somalia) (Stand: März 2016) |
| Opfer an Zivilisten durch unmittelbare Gewaltwirkung des Konflikts (seit 26. März 2015) Konservative Angaben (verifizierte Fälle). Hohe Dunkelziffern möglich. | |                                                                            |
| Getötete Zivilisten | 4.667 (bis 9. August 2018) | 4.667 (bis 9. August 2018)                                                 |
| Verletzte Zivilisten | 10.470 (bis 9. August 2018) | 10.470 (bis 9. August 2018)                                                |
| Getötete Kinder | 2.398 (bis Juni 2018) | 2.398 (bis Juni 2018)                                                      |
| Verletzte Kinder | 3.652 (bis Juni 2018) | 3.652 (bis Juni 2018)                                                      |

Die humanitären Aspekte der Militärintervention im Jemen seit 2015 behandeln die humanitären Auswirkungen, die Schäden an historischem Kulturgut und Infrastruktur, die Vorwürfe in Bezug auf Verstöße gegen das humanitäre Völkerrecht und andere internationale Konventionen sowie die Maßnahmen zur humanitären Hilfe u. a. während und infolge der Militärintervention im Jemen seit dem Jahr 2015. Im April 2018 bezeichnete UN-Generalsekretär António Guterres die Lage im Jemen als „die schlimmste humanitäre Krise der Welt“.
Laut United Nations und Handicap International sind im Juni 2020 mehr als 24 Millionen Jemeniten (80 % der Bevölkerung) auf humanitäre Hilfe angewiesen.

## Einleitung
Die saudisch geführte Militärkoalition und die Vereinten Nationen erlegten dem stark von Importen abhängigen Jemen während der Militärintervention eine als Waffenembargo begründete, nahezu totale De-facto-Blockade des Landes auf, die landesweit zu kritischen Engpässen und enormen Preissteigerungen in der Strom- und Treibstoffversorgung führte. Der landesweite Treibstoffmangel führte daraufhin zur Ausbreitung von Krankheiten und Not im ariden Jemen, in dem der Zugang zu Wasser in der Regel von mit Treibstoff betriebenen Pumpen abhängt und in dem über 20 Millionen Menschen – 80 Prozent der Bevölkerung – auf Hilfe von außen angewiesen waren. Menschenrechtsorganisationen kritisierten die saudisch geführte Militärkoalition für ihre Seeblockade des Jemen, die das Land an den Rand einer Hungersnot gebracht habe. Ende Februar 2016 forderte das Europäische Parlament (EP) aufgrund der destabilisierenden Auswirkung der Luftangriffe und Seeblockade gegen den Jemen per Resolution ein Waffenembargo gegen Saudi-Arabien.
Am 1. Juli 2015 riefen die Vereinten Nationen (UN) für eine vorangekündigte Dauer von sechs Monaten den Level-3-Emergency (Notstand der Stufe 3) für den Jemen aus, die höchste Notstandsstufe der UN. Hilfsorganisationen wie Oxfam verglichen die humanitäre Lage im Jemen wenige Monate nach Beginn der Militärintervention mit der Situation in Syrien nach mehrjährigem Krieg und bezeichneten sie als den Zahlenangaben zufolge weltweit „zurzeit größte humanitäre Krise“.
Am 2. Juli 2015 erklärte die UNESCO zwei Welterbestätten im Jemen, die Altstadt von Sanaa und die Festungsstadt Schibam, aufgrund des bewaffneten Konflikts im Jemen für bedroht, nachdem die UNESCO-Generaldirektorin bereits im Mai die Zerstörungen der Luftangriffe in der Altstadt von Sanaa und anderen dicht besiedelten Gebieten verurteilt und die UNO im Juni 2015 gewarnt hatte, dass das bedeutende archäologische und historische Erbe seit einer Welle von Luftangriffen der saudi-arabisch angeführten Militärkoalition in der Altstadt von Sanaa in Gefahr geraten war.
Bis April 2016 stieg die Anzahl der durch den bewaffneten Konflikt im Jemen seit Beginn der Militärintervention in die Binnenflucht getriebenen Menschen nach UN-Angaben auf rund 2,8 Millionen (über 10 Prozent der Gesamtbevölkerung) an. Mehr als 168.000 Menschen sind bis Ende 2015 aus Jemen nach Saudi-Arabien, Dschibuti, Somalia, Äthiopien, nach Sudan und Oman geflohen, über 23.000 ausländische Bürger wurden aus dem Jemen evakuiert.
Menschenrechtsgruppen haben die saudisch geführte Militärkoalition wiederholt beschuldigt, mit ihren Luftangriffen Zivilisten zu töten und Gesundheitseinrichtungen sowie andere Infrastruktur zu zerstören. Ende Oktober 2015 beklagten die UN und das Internationale Komitee vom Roten Kreuz (IKRK) in ihrem ersten derartigen gemeinsamen Appell an die Weltgemeinschaft, dass „die Welt“ angesichts der Tatenlosigkeit der Politik gegenüber dem Leid selten da gewesenen Ausmaßes in Konflikten wie im Jemen an einem „Wendepunkt“ stehe. Im Konflikt im Jemen würden wie in den Konflikten in Afghanistan, im Irak, in Nigeria, im Südsudan und in Syrien die elementarsten Regeln der Menschlichkeit verletzt und die Zivilbevölkerung bei weitem nicht ausreichend geschützt. Menschenrechtler beschuldigten wiederum den UN-Sicherheitsrat selbst sowie die USA der Untätigkeit in Bezug auf die ausbleibende Untersuchung möglicherweise rechtswidriger Luftangriffe der saudisch geführten Militärallianz.
Trotz der verbreiteten Kritik über die hohe Zahl der Todesopfer unter Zivilisten genehmigte das US-Außenministerium im November 2015 ein milliardenschweres Waffengeschäft über rund 20.000 lasergelenkte Bomben (smart bombs), um das saudische Luftwaffenarsenal „wiederaufzufüllen“. Die Menschenrechtsorganisation Human Rights Watch bezeichnete die USA im November 2015 als Konfliktpartei und beschuldigte den UN-Sicherheitsrat im Dezember 2015, der saudisch geführten Militärallianz einen „Freibrief“ ausgestellt zu haben, wofür sie als mögliches Motiv finanzielle Abhängigkeit von Saudi-Arabien nannte. Zur gleichen Zeit kritisierte der UN-Hochkommissar für Menschenrechte die Kriegsführung der saudisch geführten Militärkoalition angesichts der zahlreichen getöteten Zivilisten und stellte deren monatelang andauernde Luftangriffe als hauptsächlich und unverhältnis stark verantwortlich für die Zerstörung der zivilen Infrastruktur, darunter selbst Krankenhäuser und Schulen, dar. Nachdem das Büro des Hohen Kommissars für Menschenrechte (OHCHR) über Vorwürfe von Streubomben-Einsatz der saudisch geführten Militärkoalition berichtet und die Regierung Hadi den UNHCHR-Repräsentanten zur Persona non grata erklärt hatte, verurteilte der UN-Generalsekretär Anfang Januar 2016 die Ausweisung des UNHCHR-Repräsentanten durch die Regierung Hadi als einen möglicherweise die Rückkehr zur Stabilität verhindernden Schritt.

## Humanitäre Auswirkungen und Folgen des Konflikts
Nachdem der Jemen bereits Ende 2014 einem enormen Bedarf an humanitärer Hilfe ausgesetzt war, führten seit März 2015 die Eskalation des Konflikts und eine Zunahme von Angriffen auf zivile und ökonomische Infrastruktur dazu, dass die soziale Grundversorgung dem Zusammenbruch nahestand und die Wirtschaft zum Erliegen kam. Dies hatte eine bedeutende Verschärfung der humanitären Notlage zur Folge.
Seit dem 26. März 2015 kam es neben den Luftangriffen der saudisch geführten Militärkoalition auch zu eskalierenden Kämpfen zwischen gegnerischen Gruppen im Jemen, die große Bevölkerungsteile in Mitleidenschaft zogen. Zivilisten sind von den Kämpfen überproportional stark betroffen und stellen über die Hälfte der Todesopfer im Jemen. Die Anzahl der Menschen, die nach UN-Angaben seit Beginn der Militärintervention zum Verlassen ihrer Häuser als Binnenflüchtlinge gezwungen worden, stieg bis Ende Mai auf über eine Million, bis Anfang August auf über 1,4 Millionen bis Mitte Oktober auf 2,3 Millionen und bis Dezember 2015 auf 2,5 Millionen. Die wichtigsten Triebkräfte für die Vertreibung der Menschen hingen mit dem Konflikt zusammen: anhaltende Luftangriffe der saudisch geführten Militärkoalition, Bodenangriffe und ein zunehmend unberechenbares Sicherheitsumfeld. Die Notwendigkeit für humanitäre Hilfe stammte dagegen auch bereits aus der bereits vor der Militärintervention bestehenden Krise im Jemen mit Armut, Unterentwicklung, schwacher staatlicher Autorität und Rechtsstaatlichkeit.
Die saudische Bombardierung und Seeblockade gegen die Huthi-Milizen ab Ende März 2015 verschärfte die humanitäre Lage im Jemen und führte bereits in den ersten Wochen und Monaten der Militärintervention zu einer dramatischen Verschlechterung der Versorgungslage der Bevölkerung. Der starke Anstieg des auf Hilfe angewiesenen Bevölkerungsanteils um 5 Millionen Menschen innerhalb einer Woche unterstrich nach UNICEF-Angaben und Medienberichten von Juni 2015, dass die Luft- und Seeblockade durch die saudisch geführte Militärkoalition nicht nur die Versorgung mit Nahrungsmitteln, sondern auch mit Treibstoff für Pumpen abgeschnitten hatte, auf die der wasserarme Jemen angewiesen war, um Wasser zum Trinken und für die Hygiene bereitzustellen. Über 20 Millionen Menschen im Jemen waren bereits im Juni 2015 von einer komplexen Krise betroffen, die der anhaltende Konflikt und das strikte Embargo auf den Import von vielen lebenswichtigen Waren mit sich brachte.
Die Luftangriffe der saudisch geführten Militärallianz trafen Berichten zufolge nicht nur militärische Ziele der Huthis, sondern auch Schulen, Krankenhäuser und Lebensmittellager und führten zu extensiven Schäden der zivilen Infrastruktur und zur Gefährdung des Lebens von Zivilisten. Der bewaffnete Konflikt in den südlichen Städten, darunter Aden und Schabwa, eskalierte seit dem 2. April 2015, wobei zivile Infrastruktur und internationale Entwicklungshelfer sowohl von Huthis als auch von Hadi-treuen Kräfte ins Ziel genommen wurden. Nach einem Bericht von Human Rights Watch wurden bei den saudisch geführten Luftangriffen auch die international geächteten Streubomben eingesetzt. Die Huthis wurden im Laufe der Militärintervention beschuldigt, wahllos zivile Gebiete zu beschießen und mit Heckenschützen auf Zivilisten zu feuern. Schwere Bombardements durch die Luftwaffe der saudisch geführten Militärkoalition und Bodenoperationen führten im Jemen seit Ende März 2015 zu einem dramatischen Anstieg der Opfer unter Kindern und zeigten verheerende Auswirkungen auf den Zugang zu Bildung in einer bereits hochprekären Umgebung. Fast alle Konfliktparteien betrieben in ausgedehntem Masse Rekrutierung von Kindern, die in den sechs Monaten von März bis September 2015 nach UN-Schätzungen die Zahlen des gesamten Jahres 2014 um das Vierfache übertraf.
Der Jemen ist in hohem Maße von gewerblichen Importen von Nahrung und Treibstoff abhängig. Da vor dem Konflikt 90 Prozent der Lebensmittel und der größte Teil des Treibstoffs im Jemen aus dem Ausland importiert wurden, traf die Blockade aller Importe über Flug- und Seehäfen während der Militärintervention die Nahrungsmittelversorgung besonders stark, zeigte nach UN-Angaben „dramatische Auswirkungen“ auf den Zugang der Menschen zu Nahrung und führte zu ausgedehnter Verknappung und steilen Preisanstiegen bei Nahrung, Treibstoff, Wasser und anderen Grundgütern für die Zivilbevölkerung. Die Importbeschränkungen durch den Konflikt verschärften 2015 die humanitäre Situation und brachten die Wirtschaft in die Nähe des Zusammenbruchs. Mitte Juni 2015 sagte der Leiter der Ärzte-ohne-Grenzen-Mission im Jemen, Andre Heller-Perache, die Lage übersteige bei weitem die Fähigkeit des internationalen Hilfssystems, sie zu bewältigen. In 19 der 22 Provinzen herrschte nach UN-Angaben akuter Notstand. „Der bewaffnete Konflikt sowie der Mangel an Lebensmitteln und Benzin treiben den Jemen in einen totalen Zusammenbruch bei der Versorgung“, hieß es.
Mit Stand von Januar 2016 herrschten im Jemen schwere Engpässe an elementaren Güten, einschließlich Wasser, Elektrizität, Medizin und Treibstoff. Bei der Hälfte der schätzungsweise über 21,1 Millionen davon betroffenen Menschen handelte es sich um Kinder und bei über 10 Prozent um Binnenflüchtlinge. Zusätzlich wurden Armut und Mangelernährung bei den am wenigsten geschützten Gruppen durch die steilen Nahrungsmittelpreisanstiege in Verbindung mit dem Verlust der Arbeitsplätze und einem Mandel an Arbeitsmöglichkeiten verschärft. Jamie McGoldrick, seit Dezember 2015 UN-Nothilfe-Koordinator in Jemen und zugleich Repräsentant des UN-Entwicklungsprogramms (UNDP), forderte im Januar 2016 nach einem Besuch in dem seit Monaten belagerten Taizz ungehinderten Zugang von Hilfsorganisationen zu allen Notleidenden und sagte, im Jemen seien vier von elf Millionen dringend hilfsbedürftiger Menschen unerreichbar für Hilfsorganisationen.
Die am schwersten vom Konflikt betroffenen Regionen im Jemen sind (mit Stand von Januar 2016) Saʿda, Haddscha, Abyan, ad-Dāliʿ, Lahidsch, Taʿizz, ʿAdan und Sanaa. Die Hälfte der 2,5 Millionen zu diesem Zeitpunkt in der Binnenflucht befindlichen Menschen stammte aus den Provinzen Saʿda, Taʿizz und Sanaa (Amanat Al Asimah). Anfang März 2016 zählten die UN Taʿizz, Saʿda, Haddscha und Aden zu den am stärksten notleidenden Provinzen und Taʿizz, Saʿda, Haddscha und al-Baidā' zu den Provinzen mit dem am stärksten erschwerten humanitären Zugang. Beispiele für die Lage in verschiedenen Regionen:
Aden: Durch die Bodenkämpfe und Luftangriffe wurde die Infrastruktur Adens mit ehemals einer Million Einwohnern Medienangaben zufolge systematisch zerstört. Am Adener Hafen wurden Getreidesilos bombardiert, weil sie den Huthi-Rebellen als Versteck dienten, so dass den Bäckereien der Stadt das Mehl ausging. Andere Bombardierungen zielten auf Hotels, Schulen und das wichtigste Einkaufszentrum, weil die Huthis sie als Sammelpunkte nutzten.
Saʿda: Seit dem Beginn der Luftangriffe durch die saudisch-geführte Militärkoalition Ende März 2015 zählte die Saʿda zu den Provinzen, die am stärksten getroffen wurden. Nach Angaben der Agency for Technical Cooperation and Development (ACTED) von August 2015 forderte die Krise dort einen „unermesslich hohen Zoll an Zivilisten in diesem armen, ländlichen Gouvernement und verursachte Tod, Verletzung und vielfache Beschädigung und Zerstörung der Infrastruktur“. Bei dem Versuch, sich in Sicherheit zu bringen, flohen Tausende in nahegelegene Provinzen und ländliche Gebiete. Das enorme Ausmaß an Leid in der ganzen Provinz Saʿda wurde seit März noch verstärkt durch die anhaltenden Importrestriktionen. Als Folge daraus wurde Saʿda als eine von zehn Provinzen im Jemen eingestuft, die eine Stufe vor der Hungersnot standen.
Michael Seawright, ein Projektkoordinator von Ärzte ohne Grenzen, berichtete im Januar 2016 über die Situation in Saʿda aus seiner Erfahrung in dem von Ärzte ohne Grenzen mitbetriebenen und bei einem Luftangriff im Januar 2016 teilweise zerstörten Shiara-Krankenhaus als faktisch einzigem Krankenhaus mit Kapazität für Notfallchirurgie im größten Teil Nordjemens. Das Ausmaß der Verwundungen sowohl an Anzahl als auch an Schweregrad sowie die Zerstörungen durch die nahezu täglichen Luftangriffe überträfen alles, was er in seiner über zehnjährigen Arbeit in einigen der schwersten Konflikte wie in Syrien gesehen habe.
Taʿizz: Die drittgrößte jemenitische Stadt Taʿizz galt während des sogenannten Arabischen Frühlings als Zentrum des Widerstandes gegen die staatliche Obrigkeit. Im November wurde sie von Rebellen belagert und war bereits seit Monaten Schauplatz heftiger Kämpfe zwischen Rebellen und Pro-Regierung-Hadi-Truppen. Kaum eine Klinik stand Kranken und Verwundeten noch offen. Die Pro-Regierung-Hadi-Truppen starteten Mitte November mit Unterstützung der von Saudi-Arabien angeführten arabischen Militärkoalition eine Offensive zur Rückeroberung der Provinz. Am 24. November 2015 erklärte sich UN-Nothilfekoordinator Stephen O’Brien in einer Stellungnahme „tief besorgt“ über die sich verschlechternde humanitäre Lage in der Stadt, in der rund 200.000 „gefährdete Zivilisten“ in einem „faktischen Belagerungszustand“ lebten. Nach monatelangen Kämpfen waren Ende 2015 weite Teile der Stadt zerstört und viele ihrer Einwohner geflohen.
Hadramaut: Die von der AQAP und anderen salafistischen Gruppen kontrollierte Hafenstadt al-Mukalla, die wie das ganze „AQAP-Emirat“ der Provinz Hadramaut seit Beginn des Krieges im Jemen nicht von der Royal Saudi Air Force und ihren Partnern der Militärkoalition angegriffen wurde, soll laut einem Bericht in der jungen Welt von Anfang Mai 2015 nicht betroffen gewesen sein von der mit einer extremen Knappheit an Lebensmitteln, Benzin und Heizöl einhergehenden Krise, die durch die von Saudi-Arabien gegen den Jemen verhängten Blockade zu Lande, zu Wasser und in der Luft zusammen mit den anhaltenden Kämpfen verschärft worden war. Das im Südosten gelegene al-Mukalla, wo Anfang April die AQAP die Macht übernommen hatte, wurde demnach unter Duldung der Saudis über den Seeweg gut versorgt. UN-Angaben von Mitte Juni 2015 zufolge dehnte sich die Seeblockade auch auf den Hafen von al-Mukalla aus, wo Hilfslieferungen und Handelsgüter aufgrund der Gegenwart der AQAP am freien Zugang gehindert wurden.

### Humanitäre Ausgangslage vor der Militärintervention
Bereits vor der Eskalation des Konflikts war der Jemen nach Jahren der Not, Unterentwicklung, Umweltbeeinträchtigungen, zwischenzeitlichen Konflikte, schwacher Rechtsstaatlichkeit und weit verbreiteter Menschenrechtsverletzungen das wirtschaftschwächste Land im Nahen Osten mit humanitären Herausforderungen enormen Ausmaßes. Die Versorgung von Millionen Menschen war bereits vor der Militärintervention unzureichend in Bezug auf Lebensmittelversorgung, Wasserversorgung und Medizinischer Versorgung. Zudem befanden sich laut UN-Angaben 250.000 Flüchtlinge und über 300.000 Binnenvertriebene im Jemen. Auch bezüglich der Ausbildung bestanden erhebliche Defizite, 1,6 Millionen Kinder im Schulalter besuchten bereits vor der Eskalation des Konflikts nicht die Schule.

### Blockade- und Kriegsauswirkungen auf die Versorgungslage
Die saudisch geführte Militärkoalition verhängte maritime Kontrollen in Form einer Seeblockade, die verhinderte, dass Importe den Jemen erreichten. Der Jemen bezog vor der Krise 90 % der Lebensmittel durch Importe. In der Folge fielen die Importe auf 15 % des Vorkrisenniveaus. Außerdem wurden durch die saudische Militärkoalition Wareneingangskontrollen zu Land und aus der Luft verhängt und damit Hilfslieferungen verhindert.
Die UN verurteilten die Seeblockade und riefen die saudisch geführte Militärkoalition angesichts der humanitären Notlage im Jemen zu einer Beendigung ihrer Seeblockade auf.
Die Transportkosten auf dem Landweg stiegen nach UN-Angaben seit der Gewalteskalation im März bis Anfang Juli 2015 um 500 Prozent an. Die Wasserversorgung und andere grundlegenden öffentlichen Dienstleistungen brachen zusammen, was vor allem auch Auswirkungen auf die lebensnotwendige Grundversorgung und medizinische Versorgung hatte. Das Gesundheitssystem brach im Jahr 2017 völlig zusammen, da viele Krankenhäuser zerstört oder geschlossen worden waren, die noch geöffneten waren überfüllt und dazu gezwungen, ohne selbst die grundlegendsten medizinischen Mittel zu arbeiten. Großteil der Infrastruktur für Wasser, Abwasser und Hygiene war beschädigt, was die Gefahr von Epidemien förderte.
Nach Schätzungen der Regierungsbehörden schrumpfte das Bruttoinlandsprodukt pro Kopf seit Eskalation des Konflikts um etwa 35 Prozent, während sich die Inflation um 30 Prozent erhöhte.

#### Energieträger-Verknappung
Nach UNICEF-Angaben führte die De-facto-Blockade der jemenitischen Häfen trotz leichter späterer Lockerungen auch noch im Juni 2015 dazu, dass kein Treibstoff in das Land kam, weshalb die mechanisierten Pumpen nicht arbeiten konnten und 20 Millionen Menschen der Zugang zu sauberem Wasser fehlte.
Da die UNO zudem in den ersten Tagen des Konflikts ihre ausländischen Mitarbeiter außer Landes gebracht hatte, drohte das Versorgungsnetz bereits im April noch mangelhafter zu werden. Der Mangel an Treibstoff stellte ein bedeutendes Hemmnis bei der Begegnung humanitärer Erfordernisse dar. Wie die Versorgung mit Strom verschlechterte sich bereits Anfang April 2015 auch die Wasserversorgung täglich und es fehlten medizinische Güter und Treibstoff. Der Mangel an Diesel-Kraftstoff führte dazu, dass importiertes Getreide nicht gemahlen und konsumiert werden konnte, Stromgeneratoren in Krankenhäusern nicht betrieben werden konnten und die Wasserversorgung von Millionen Menschen bedroht war. Der Mangel an Treibstoff führte mit Stand von Juli 2015 zu einem Rückgang der Industrieproduktion und der Dienstleistungsbetriebe um 69 %. Zahlreiche Unternehmen stellten ihre Aktivitäten vollständig ein bzw. reduzierten ihre Arbeitsstunden um bis zu 50 %. Einige Getreidemühlen stellten den Betrieb ein oder arbeiteten auf sehr niedrigem Level weiter, wodurch die Mahlpreise sprunghaft in die Höhe schnellten. Die Unterbrechung des Bewässerungsbetriebes sowie des Transports und der Vermarktung von landwirtschaftlichen und tierischen Produkten führte zu hohen Kosten- und Preissteigerungen. Die Eisproduktion und Fischlagerungseinrichtungen wurde in Mitleidenschaft gezogen, wodurch der Vertrieb von Fischprodukten schwierig wurde, die Fischproduktion bei ansteigenden Preisen abnahm.

#### Stromversorgung
Der Treibstoffmangel hatte Auswirkungen auf die gesamte Versorgung, besonders in Krankenhäusern.
Das Hauptkraftwerk in Aden wurde am 11. Juni 2015 angegriffen und nicht mehr betriebsfähig. In Sanaa war Elektrizität täglich nur für 30 bis 40 Minuten verfügbar. Dort standen den Menschen nach UN-Angaben von Anfang August 2015 im günstigsten Fall ein- oder zweimal pro Woche 15 Minuten Elektrizität zur Verfügung.

#### Wasserversorgung
Der Krieg verschlimmerte die Wasserknappheit durch den Mangel an Elektrizität und Treibstoffen massiv. Nach UN-Angaben fehlte im Jemen Mitte Mai 2015 13,4 Millionen Menschen der Zugang zu sauberem Wasser. Nach Angaben von Hilfsorganisationen hatten die Kämpfe Mai 2015 dazu geführt, dass insgesamt 16 Millionen Menschen (zwei Drittel der Gesamtbevölkerung) keine Versorgung mit sauberem Trinkwasser hatten. Die Wasserversorgung verschlechterte sich weiter dramatisch nach der Zerstörung von Wasserleitungen. Die Menschen waren gezwungen, Wasser zu trinken, dass die Gesundheit massiv gefährdete. Millionen Menschen gruben ungeschützte Brunnen oder mussten sich auf mit Lastwagen herbeigeschafftes Wasser stützen, das aber für die meisten Jemeniten nicht mehr verfügbar war und dessen Preis sich laut Hilfsorganisationen in mehreren Provinzen fast verdreifachte. Nach Angaben eines Experten des jemenitischen Ministeriums für Wasser und Umwelt brachten durchschnittliche Jemeniten inzwischen mit über 30 Prozent ihres Einkommens den weltweit höchsten Einkommensanteil allein für den Bezug von Wasser in ihre Häuser auf. Die einzige Alternative für die Besitzer von Wasserlastwagen bestand demnach darin, jeweils drei bis vier Tage zum Kauf von preisgünstigerem Benzin an Tankstellen anzustehen.
Die Infrastruktur zur Wasserversorgung für mindestens 900.000 Menschen wurde durch Luftangriffe, Artillerie und Raketen entweder beschädigt oder zerstört.
Laut Handicap International haben im Jahr 2020 etwa 18 Millionen Jemeniten keinen Zugang zu Trinkwasser.

#### Lebensmittelversorgung
Die nahezu vollständige, von Saudi-Arabien und seinen Verbündeten aufgezwungene Land-, See- und Luftblockade des Jemen verhinderte, dass die Hilfslieferungen rechtzeitig verteilt wurden. Aufgrund der fehlenden Energieträger wie Diesel-Kraftstoff und der unsicheren Lage konnten nach UN-Meldungen von Anfang Juni über 250.000 Tonnen Getreide in Vorratslagern weder verarbeitet, noch transportiert oder gekocht werden. Von hohen Preisen und begrenzter Verfügbarkeit von Weizen waren arme und gefährdete Menschen betroffen.
Die Anzahl der in Bezug auf die Ernährung als versorgungsgefährdet gemeldeten Menschen war nach einer gemeinsamen Studie von FAO, WFP und MoPIC (Ministry of Planning and International Cooperation in Yemen) vom Juni 2015 um 17 % gegenüber dem Beginn des Konflikts Ende März 2015 angestiegen. 8 Millionen Menschen – 2,3 Millionen mehr als im März – besaßen zu diesem Zeitpunkt keinen ausreichenden Zugang zu Nahrungsmitteln, davon wurden 6 Millionen als stark versorgungsgefährdet eingestuft. In zehn Provinzen wurde der Ernährungsnotstand (IPC Phase 4) erreicht. In neun Provinzen erreichte die Ernährungslage nach der Einstufung den Krisenzustand (IPC Phase 3). Damit war die Hälfte der Bevölkerung in Bezug auf die Ernährung versorgungsgefährdet.
Gegenüber dem Vorkrisenstand wiesen die gewerblichen Getreideimporte für den Zeitraum von vier Monaten nach den ersten drei Juni-Wochen seit März 2015 bereits ein Importdefizit von 400.000 Tonnen auf. Ende Juli 2015 wurde über eine Preissteigerung von bis zu 274 Prozent berichtet, wobei viele Menschen seit Monaten kein Einkommen mehr hatten. Bauern waren teilweise gezwungen, ihr Vieh weit unter Wert an skrupellose Händler verkaufen. In der Provinz Saada hungerten nach UN-Angaben 80 Prozent der Bevölkerung.
Zwei Jahre nach Eskalation des Konflikts waren von der Nahrungsmittel-Unterversorgung 17 Millionen >Menschen betroffen. 6,8 Millionen Menschen wurden im März 2017 mit dem Status „Emergency“ (eine Stufe vor Hungersnot) eingestuft und weitere 10,2 Millionen mit dem Status „Crisis“.

## Auswirkungen auf das Gesundheitssystem
Als wichtigste Ursache für den Notstand in den Krankenhäusern und die katastrophale Situation sahen vor Ort befindliche Fachleute das im April 2015 von der UN gegen die Huthi-Rebellen verhängte Waffenembargo an, das im Rahmen einer Wirtschaftsblockade zu strengen Einfuhrbeschränkungen geführt hatte, die auch die Zivilisten im Jemen hart trafen. Nur selten gelangen seitdem Lebensmittel, Wasser und medizinische Güter in den Jemen. Die Hilfsorganisationen waren überfordert. Ende Juni 2015 erreichte das Gesundheitssystem seine Belastungsgrenze. In Folge wuchs der Bedarf an medizinischer Notfallversorgung in der Bevölkerung derart an, dass die medizinische Grundversorgung gefährdet war. Die Anstrengung konzentrierten sich aufgrund der massiven Anzahl von Kriegsverletzten auf medizinische Notfallvorsorge.
Bereits im April 2015 wurde eine Reihe Krankenhäuser bei den Kampfhandlungen zerstört, andere, auch große Kliniken, konnten aufgrund ständiger Stromausfälle und fehlender Medikamente ihren Betrieb kaum noch aufrechterhalten. Die Preise für wichtige Basisheilmittel stiegen um mehr als 300 Prozent, gleichzeitig breiteten sich Krankheiten wie Durchfall oder Masern aus, begünstigt durch die sich verschlechternde Hygiene und den Mangel an sauberem Wasser. Es wurden immer mehr Fälle von Unterernährung, vor allem bei Kleinkindern und Frauen, registriert. Im September 2015 schätzte die WHO, dass fast ein Viertel der medizinischen Einrichtungen des Landes nicht länger funktionstüchtig seien.
Ende Mai 2015 benötigten nach WHO-Angaben 8,6 Millionen Menschen „dringend medizinische Hilfe“ für mit dem Krieg in Zusammenhang stehende Verletzungen und aus allgemein medizinischen Gründen. Nachdem die UN im Mai 2015 noch angegeben hatte, dass 8,4 Millionen Menschen im Jemen Mitte Mai 2015 keinen Zugang zu medizinischer Grundversorgung hatten, wurde ihre Zahl im Juni 2015 von den UN auf über 15 Millionen (ca. 58 Prozent der Bevölkerung) – darunter eine Million Binnenflüchtlinge – beziffert und eine Zunahme von 40 Prozent gegenüber den Zahlen vom März 2015 angegeben.
| Provinz          | komplett zerstört | teilweise zerstört | Summe |
| ---------------- | ----------------- | ------------------ | ----- |
| Taʿizz           | 6                 | 8                  | 14    |
| Amanat Al Asimah | 1                 | 11                 | 12    |
| Saʿda            | 5                 | 6                  | 11    |
| Haddscha         | 3                 | 4                  | 7     |
| ʿAdan            | 6                 |                    | 6     |
| Ma'rib           | 1                 | 4                  | 5     |
| al-Hudaida       |                   | 4                  | 4     |
| Sanaa            |                   | 3                  | 3     |
| Lahidsch         | 2                 |                    | 2     |
| Schabwa          | 1                 | 1                  | 2     |
| ad-Dāliʿ         | 1                 |                    | 1     |
| Amran            |                   | 1                  | 1     |
| Gesamt           | 26                | 42                 | 68    |

Zudem verlor eine wachsende Anzahl von Gesundheitseinrichtungen ihre Betriebsbereitschaft. Gesundheitseinrichtungen blieben in vielen Gebieten langfristig geschlossen aufgrund der Treibstoffengpässe, des Mitarbeitermangels, der zerstörten Infrastruktur, des Mangel an sauberem Wasser und elektrischem Strom und wegen direkter Angriffe und Beschlagnahme durch kriegsführende Parteien.
Es kam zu einer drastischen Verminderung der Gesundheitsdienste in allen öffentlichen und privaten Krankenhäusern, insbesondere in den Operationssälen und Intensivstationen. Nach UN-Angaben waren aufgrund von Mangel an Mitarbeitern und Treibstoff bis Mitte Mai 2015 seit März 2015 153 Gesundheitseinrichtungen im Jemen geschlossen worden, die bis zur Schließung bei der Ernährung von 450.000 Kindern im Alter von unter fünf Jahren geholfen hatten. Die Schließung dieser Gesundheitseinrichtungen führte laut UN unter anderem dazu, dass für 2,6 Millionen Frauen im fortpflanzungsfähigen Alter kein Zugang zu Diensten der Fortpflanzungsmedizin bestand, 257.400 schwangeren Frauen keine sichere Geburt möglich war und 483 Frauen an Komplikationen während der Niederkunft aufgrund des Fortfalls von Geburtshilfediensten verstorben sein mögen.

### Zugänglichkeit und Betriebsbereitschaft der Gesundheitseinrichtungen
Die Verletzten und Kranken blieben oftmals unversorgt, da es ihnen aufgrund der Kampfhandlungen nicht möglich war, ein Krankenhaus zu erreichen. Krankenhäuser wurden z. T. durch Milizen gestürmt, was die Menschen zur Flucht verursachte. Patienten wurden hierbei teilweise auch entführt. Im Juli 2015 waren Gesundheitseinrichtungen, die die Lebensmittelversorgung für über 450.000 Kinder im Alter unter 5 Jahren anboten, wegen Treibstoffmangels und Abwesenheit der Mitarbeiter geschlossen.
Ende August 2015 drohte z. B. dem größten Krankenhaus für Kinder und Schwangere in Sanaa (Al-Sabin-Klinik) aufgrund der Blockade des Jemen die Schließung. Infolgedessen der Blockade gingen Infusionen, Narkosemittel und andere wichtige Medizinische Güter aus. 15 Millionen Menschen im ganzen Land waren von der Gesundheitsversorgung abgeschnitten. Am 6. September 2015 schloss die Al-Sabin-Kinderklinik, nachdem sie durch Luftangriffe auf ein naheliegendes Gebäude stark beschädigt wurde. Die Schließung dieses Krankenhauses als Referral Hospital des Landes bedeutete einen schweren Schlag für das sowie schon ramponierte Gesundheitssystem.
Mitte Oktober 2015 waren nach Schätzungen der UN-Partnerorganisationen im Jemen fast 600 Gesundheitseinrichtungen aufgrund von Schäden oder Mangel an Treibstoff, Mitarbeitern und Vorräten geschlossen worden. Zahlreiche Gesundheitseinrichtungen wurden von Bomben getroffen, zerstört oder beschädigt. Medizinisches und humanitäres Personal wurde zunehmend gezielt angegriffen oder getötet. Dies führte zu gravierenden Einschränkungen der Behandlungsmöglichkeiten von erkrankten Menschen, Menschen mit Mangelerscheinungen, Durchführung von Geburten und im Bereich der Notfallversorgung. Auch die Operationszentrale des Gesundheitsministeriums in Sanaa, die alle Notfalloperationen im ganzen Land verwaltete, wurde beschädigt.
Nach Angaben der WHO Mitte Oktober 2015 waren fast 23 Prozent der Gesundheitseinrichtungen nicht mehr in Betriebsbereitschaft. Fachpersonal war rar und fast alle zuvor in den Kliniken tätigen ausländischen Kräfte hatten den Jemen verlassen.

### Mangel an Medikamenten und medizinischen Verbrauchsgütern
Vor der Eskalation der Gewalt hatte der Jemen 80 Prozent der Medikamente und pharmazeutischen Güter importiert.
Bereits im April 2015 konnten die Krankenhäuser oftmals keine Notfallbehandlungen mehr anbieten. Es kam zu einem kritischen Mangel an Medikamenten für Diabetes, Bluthochdruck und Krebs sowie an unentbehrlichen Vörräten einschließlich Erste-Hilfe-Sets und Blutkonserven.
Medikamente gegen chronische Krankheiten wie Diabetes, Krebs, Bluthochdruck, chronische respiratorische Erkrankungen und Hämophilie waren aufgrund des auch Medikamente und medizinische Verbrauchsgüter treffenden strikten Embargos nicht mehr erhältlich. Der Mangel an medizinischen Gütern verstärkte sich mit der Fortsetzung des Embargos und zog eine zunehmende Menge an erwachsenen und minderjährigen weiblichen und männlichen Patienten in Mitleidenschaft, bei denen es sich vorwiegend um Zivilisten handelte, die nicht zu den Konfliktparteien gehörten und deren Recht auf Gesundheit gefährdet wurde. Selbst das Gesundheitsministerium war nach Angaben von Oktober 2015 kaum noch in der Lage, Medikamente und medizinische Ausrüstung aus dem Ausland zu beschaffen. In der umkämpften und von den Houthi-Rebellen belagerten Stadt Taizz gingen den Krankenhäusern nach NRO-Angaben regelmäßig die Sauerstoffvorräte aus.
2,5 Millionen Kinder unter fünf Jahre schätzte UNICEF als unmittelbar gefährdet von Durchfallerkrankungen ein, während bis zu 1,3 Millionen Kinder vermutlich an vermeidbaren Krankheiten wie Lungenentzündung und Masern leiden würden, da die Impfkampagnen zum Stillstand gekommen waren.

### Unterernährung und Hungertod
| Provinz | Generelle akute Mangelernährung [%] |
| --- | ----------------------------------- |
| al-Hudaida/Küstenregion | 31                                  |
| Haddscha/Küstenregion | 20,9                                |
| ʿAdan | 19,3                                |
| WHO-Notfallschwellenwert: 15 % (Akzeptabel: <=5%) GAM-Bewertungen für andere Regionen wurden seit Krisenbeginn noch nicht abgeschlossen |                                     |

Die UN stuften die Lage im Jemen während der Militärintervention mit dem höchstmöglichen Grad für humanitäre Krisen und 80 Prozent der Bevölkerung als am Rande einer Hungersnot stehend ein. Die Arbeit von Hilfsorganisationen wurde erheblich eingeschränkt. Nach Angaben der UN waren im Mai 2015 850.000 Kinder akut unterernährt. Anfang Juni 2015 meldete UNICEF, dass 15.000 Kinder und insgesamt 2,5 Millionen Menschen im Jemen mit schwerer akuter Unterernährung („severe acute malnutrition“ = SAM) von der Schließung von 158 ambulanten therapeutischen Programmen (OTPs) betroffen waren. Bis Mitte Juni kam es in den Krankenhäusern zu einem Anstieg der Aufnahmen von Fällen der Unterernährung von 150 % seit März 2015. Verantwortlich für die rapide Verschlechterung der Situation, der die Kinder im Jemen ausgesetzt waren, waren laut UNICEF größtenteils Restriktionen des Imports von Treibstoff und Nahrung. Eine Kombination aus Nahrungsmangel, ansteigenden Pegeln von Durchfallerkrankungen aufgrund verschmutzten Wassers und unterernährten Müttern führte zu einem steilen Anstieg von Unterernährung bei Kindern.
Die Hilfsorganisation Oxfam berichtete Ende Juli 2015, dass nahezu die Hälfte der etwa 26 Millionen Einwohner im Jemen nicht genug zu essen habe und sich davon die Hälfte am Rande des Verhungerns befinde. Die Zahl der Menschen ohne Zugang zu ausreichender Nahrung sei seit März 2015 um 2,3 Millionen gestiegen.
Mitte November 2015 war die Anzahl der mangelernährten Menschen im Jemen nach UN-Angabe auf 2,1
oder 3,0 Millionen angestiegen, wobei es sich bei mindestens 1,3 Millionen um Kinder handelte. s
Hilfslieferungen wurden stark eingeschränkt. Laut Angabe von UNICEF waren im Februar 2016 192 Zentren zur Behandlung von Unterernährung geschlossen wegen u. a. der Kampfhandlungen oder Luftangriffe. Anfang März 2016 wurde berichtet, die Hilfsorganisationen seien in ihrer Bewegungsfreiheit eingeschränkt, die Mitarbeiter würden bedroht und festgenommen. Die meisten der 2,5 Millionen Binnenvertriebenen lebten nicht in Lagern, sondern in Gebieten, in denen ihre Sicherheit zwar erhöht, ihre Versorgung jedoch nicht ausreichend sei. 2017 wurde durch UNHCR in Genf auf das zunehmende Risiko eines „Massensterbens“ durch Verhungern aufmerksam gemacht. 2017 waren weite Bevölkerungsteile mit einer Krise (IPC Phase 3) oder Notstand (IPC Phase 4) akuter Ernährungsunsicherheit mit einem erhöhten Sterblichkeitsrisiko konfrontiert. Binnenflüchtlinge und arme Haushalte in Konfliktzonen erlebten vermutlich die schwierigsten Ernährungssicherheitssituationen.
Stand 2021 befinden sich der Uno zufolge im Jemen fünf Millionen Bürger am Rande einer Hungersnot. Stand 2021 lag die Kindersterblichkeitsrate bei 5,8 Prozent. Das World Food Program warnte im selben Jahr vor 400.000 Hungertoten bei ausbleibender Hilfe.

### Übertragbare Krankheiten

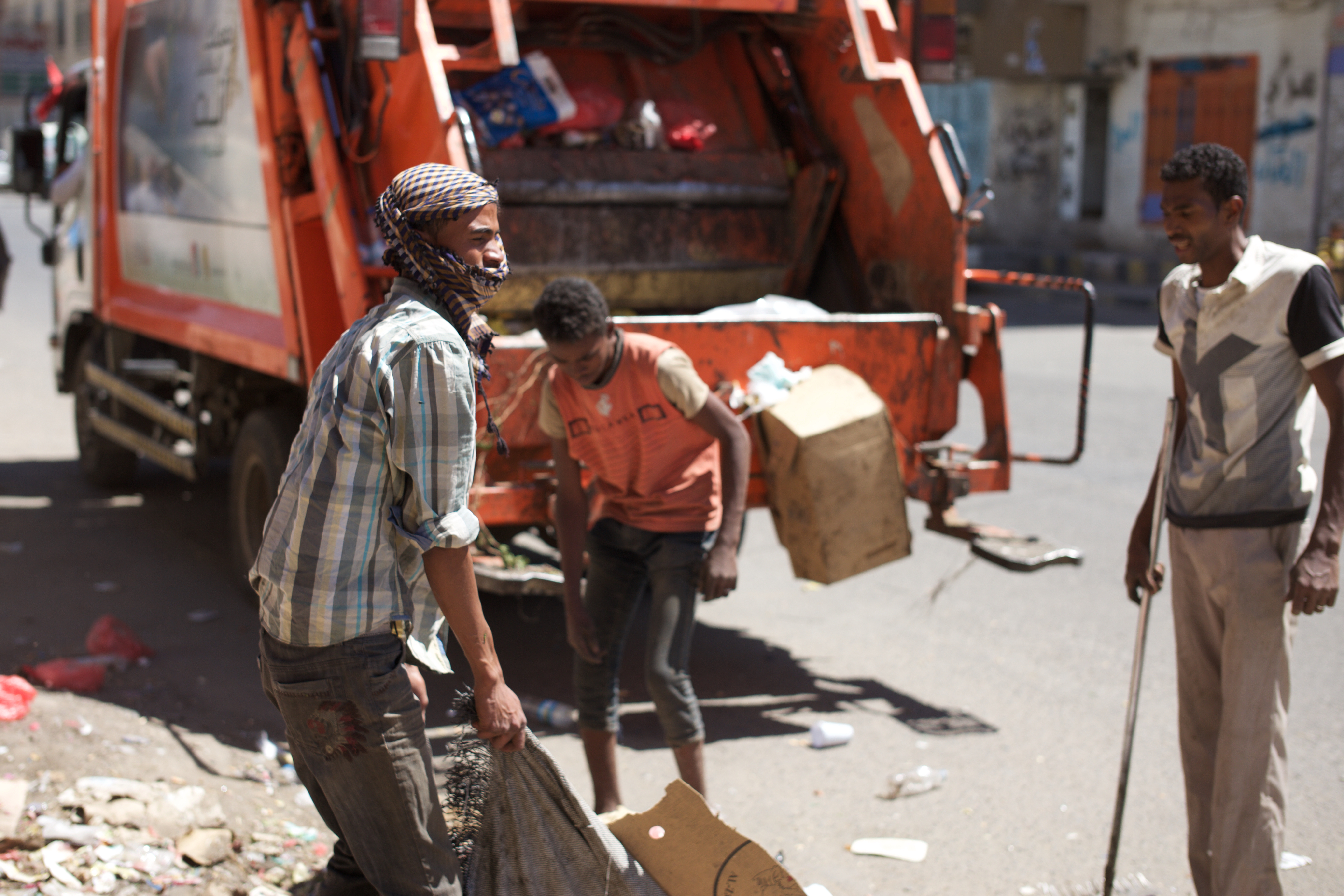
Sanaa, 16. Mai 2015: Aufgrund wochenlang ausgebliebener Müllabfuhr häufte sich Müll auf den Straßen an und stellte eine Gesundheitsgefährdung dar. Nachdem etwas Kraftstoff angekommen war, arbeiteten Müllwagen erstmals wieder.

Durch den Zusammenbruch der Wasserversorgung sowie der Sanitär- und Gesundheitssysteme bestand ein signifikantes Risiko für die Verbreitung übertragbarer Krankheiten, besonders für Ausbrüche von Kinderlähmung und Masern. Bereits im April 2015 wurde aufgrund von Stromausfällen und Treibstoffmangel die Kühlkette für Impfstoffe unterbrochen. Kinder konnten nicht geimpft werden, weil die Gesundheitszentren entweder nicht über den Strom oder Kraftstoff verfügten, um die Impfstoffe kühl zu halten und zu verteilen, oder weil Eltern durch Furcht vor den Kämpfen daran gehindert wurden, ihre Kinder zur Impfung zu bringen. Daraus resultierte häufig ein tödlicher Verlauf von Krankheiten wie Masern und Lungenentzündung, der unter Normalbedingungen vermeidbar gewesen wäre. Laut UNICEF setzte die Unterbrechung der Impfversorgung geschätzte 2,6 Millionen Kinder unter 15 Jahren dem Risiko der Infektion mit Masern als einer potenziell tödlichen Krankheit aus, die sich in Zeiten der Konflikte und der Binnenvertreibung rapide ausbreitet. Die Anzahl der Kinder, die akuten respiratorischen Infektionen (ARIs) ausgesetzt waren, wurde mit vermutlich rund 1,3 Millionen beziffert.
Auch die Müllansammlung in den Städten förderte die Ausbreitung von Krankheiten. Die unhygienischen Bedingungen führten zu einem Ausbruch von Denguefieber mit über 8000 Fällen und fast 600 Toten innerhalb von einigen Wochen. Die Anzahl der tödlich verlaufenden Fälle dieser Krankheit stieg rasch an.
AWD/Cholera

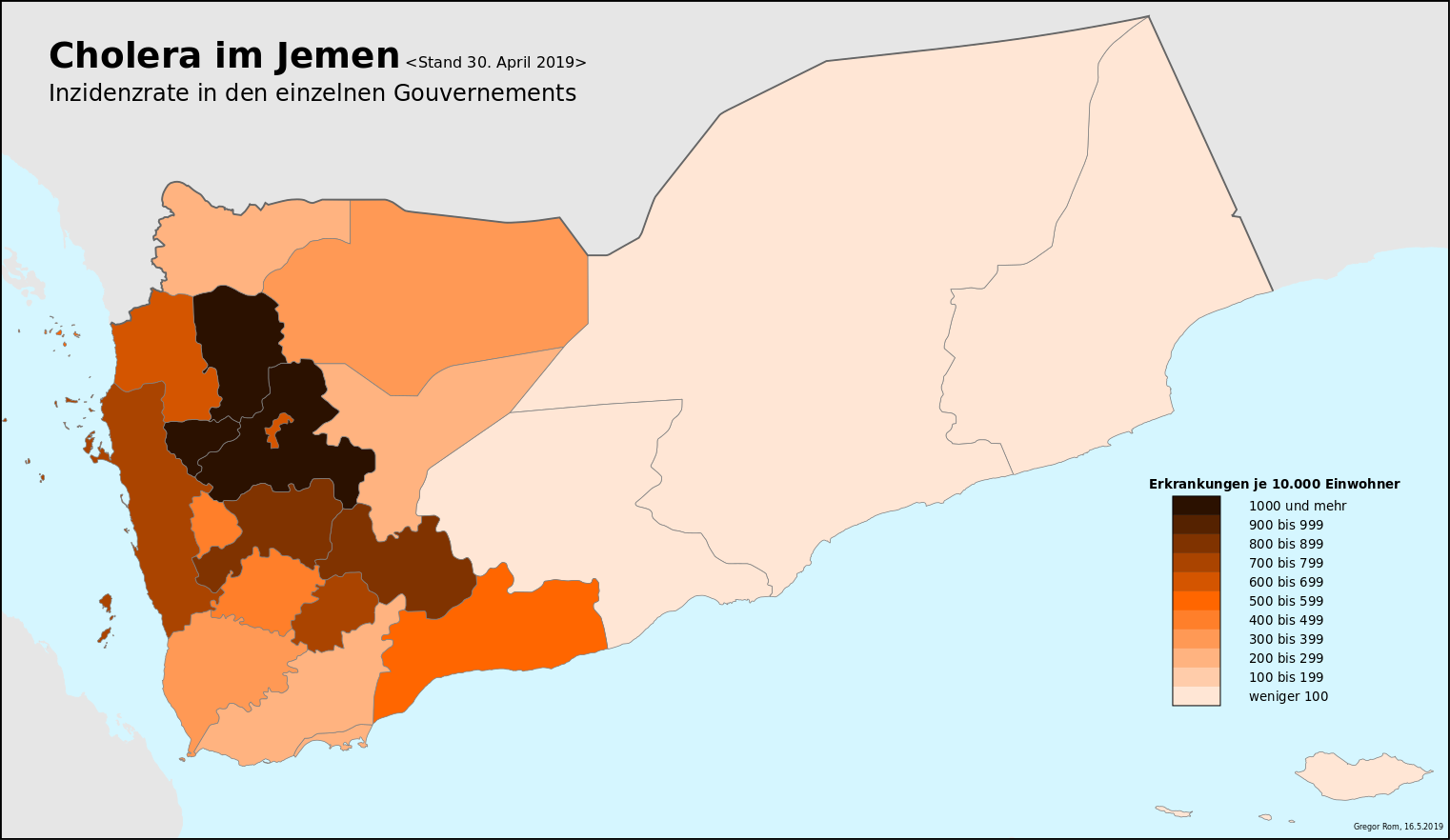
Cholera-Erkrankungen je 10.000 Einwohner in den einzelnen Gouvernements Jemens seit dem 24. April 2017, Stand 30. April 2019

Anfang Oktober 2016 meldete das Gesundheitsministerium den Ausbruch der Cholera. Sowohl die Anzahl der als Verdacht gemeldeten und der bestätigten Cholerafälle als auch der betroffenen Provinzen stieg in der folgenden Zeit weiter an mit einem Höchstwert im Dezember 2016. Cholera sowie akute wässrige Diarrhoe (AWD) breiteten sich auch 2017 weiter aus.
Nach einem deutlichen zunächst Rückgang der Cholerafälle kam es seit Ende April 2017 zu einer zweiten Welle des AWD/Cholera-Ausbruchs mit drastischer Erhöhung der Verdachtsfälle und Ausbreitung auf 18 Provinzen, sodass das Gesundheitssystem die Versorgung der Menschen kaum noch bewältigen konnte. Die Ausbreitung der Epidemie wurde durch die kriegsbedingt eingeschränkte Funktionalität der Trink- und Abwasserleitungen begünstigt. Die Blockade aller Importe einschließlich humanitärer Hilfe und medizinischer Güter erschwerte den Import von medizinischen Gütern, Nahrung und Treibstoffen. Als Ergebnis der Engpässe arbeiteten lediglich 45 Prozent der Gesundheitseinrichtungen. Mindestens sechs der 22 Provinzen verfügten über kein funktionierendes Gesundheitssystem, die Menschen konnten größtenteils nicht behandelt werden. In erster Linie war der Westen des Landes betroffen, wo sich die Kämpfe konzentrierten. Das Gesundheitssystem sah sich nicht mehr in der Lage, die Infektionskrankheit einzudämmen, der Notstand wurde erklärt. Große Teile der Bevölkerung waren wegen mangelnder Trinkwasserversorgung auf die oftmals verunreinigten Brunnen sowie auf Motorpumpen angewiesen, wobei es häufig zur Vermischung mit Abwasser kam. Außerdem konnte das die Cholera-Infektion auslösende Bakterium Vibrio cholerae auch über verunreinigte Nahrung übertragen werden. Viele Kliniken waren zudem durch Luftangriffe in Mitleidenschaft gezogen worden.
Rund 22 Millionen Menschen lebten in Distrikten mit einem hohen Risiko der Erkrankung. Die Letalitätsrate betrug 1,2 Prozent bei täglich 3000 neu gemeldeten Fällen. Zudem kam es in zahlreichen Gebieten auch zur Mensch-zu-Mensch-Übertragung der Erkrankung. Aufgrund der fehlenden Stromversorgung fielen Wasserpumpen aus, weshalb den Menschen nur noch verschmutztes Trinkwasser zur Verfügung stand.
Ende 2017 wurde die Cholera-Epidemie mit einer Million Verdachtsfällen während der Militärintervention als größter jemals verzeichneter Cholera-Ausbruch der Welt bezeichnet.

## Konfliktauswirkung auf das Schulwesen

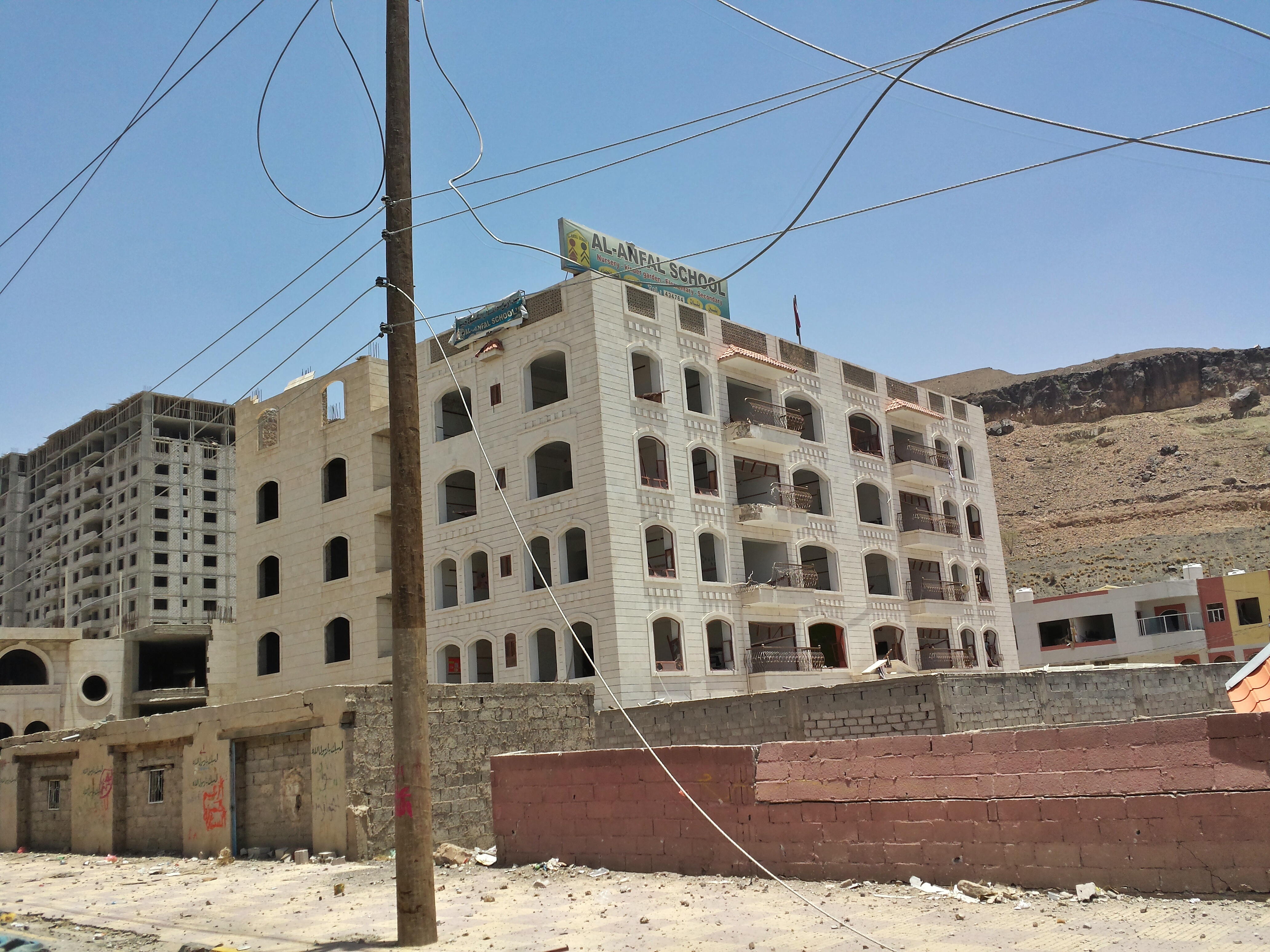
Zerstörungen an der Al-Anfal-Schule in Sanaa nach einem Luftangriff vom 20. April 2015

Das Bildungswesen im Jemen stand acht Monate nach Eskalation des Konflikts nach UN-Angaben von November 2015 „am Rande des Zusammenbruchs“. Mit Stand von Januar 2016 hatten fortgesetzter Konflikt anhaltende Gewalt im Jemen (ähnlich wie in Syrien, Irak und Libyen) Jahre der Bildungsleistung aufgehoben und einen Zustand der Ungleichheit in den Bildungsmöglichkeiten geschaffen.
Mitte April 2015 hatte sich die berichtete Anzahl der Kinder, die aufgrund der anhaltenden Krise die Schule nicht mehr besuchten, innerhalb von einer Woche auf 1,85 Millionen fast verdoppelt. Auch im Mai und Juni 2015 blieben aufgrund des Konflikts rund 3.600 Schulen (21 Prozent der Schulen im Jemen) geschlossen, so dass bis Anfang Juni 2015 rund 1,83 Millionen Kinder über einen Zeitraum von zwei Monaten ohne Zugang zur Schulbildung blieben. In den südlichen fünf Provinzen waren Anfang Juni 2015 87 Prozent der Schulen geschlossen. Mitte Juli 2015 waren von den 5.148 Schulen im Jemen 70 Prozent vor Ende des Schuljahres geschlossen, 1,84 Millionen Kindern waren betroffen. Nach vier Monaten Krieg waren 250 Schulen beschädigt, weitere 270 für die Unterbringung von Binnenvertriebenen in Verwendung sowie 68 von bewaffneten Gruppen besetzt. Mehr als 1,8 Millionen Kinder hatten aufgrund des Konflikts für einen Zeitraum von mehr als zwei Monaten keinen Unterricht. Klassenversetzungen sowie die Examen von über 200.000 Schülern der Oberstufe waren gefährdet.
Die Zahl der Kinder im Schulalter, die nicht die Schule besuchten, war bis November 2015 auf 3,4 Millionen (entspricht 47 % aller Schulkinder im Jemen) angestiegen. Im November 2015 schätzten Vertreter des Bildungswesens Medienberichten zufolge, dass aufgrund des Krieges über 1300 Schulen zerstört und Hunderte weitere in Obdacheinrichtungen umgewandelt worden waren. Da Bevölkerungsteile aus ihren Häusern flüchteten und keine formalen Lager bestanden, wurden Binnenflüchtlinge in 260 Schulen untergebracht. In den Provinzen, in denen die Schulen betriebsfähig blieben, waren Einschreibung und Besuch der Schulen aufgrund der Sicherheitsprobleme niedrig (zwischen 30 und 70 Prozent). Teilweise blieben Schulen auch wegen Lehrermangel geschlossen.
Der ständige Vertreter der UNO im Jemen äußerte sich über die Hilflosigkeit der UN gegenüber Angriffen aller Konfliktparteien auf Schulen. Das Erziehungsministerium des Jemen bezifferte die Zahl der durch diese Einschränkungen betroffenen Kinder auf 6,5 Millionen. Das Erziehungsministerium sah sich nicht in der Lage, Unterrichtsmaterial bereitzustellen, da Mangel an Papier zum Drucken von Schulbüchern bestand und ein Import nicht möglich war. Es wurde ebenfalls über die Entwicklung eines Schwarzmarktes für Schulbedarf berichtet.

## Folgen für Wirtschaft, Infrastruktur und Kulturgut
Die jemenitische Wirtschaft wurde nach UN-Angaben vorsätzlich zerstört. Vorläufigen Schätzungen der Katastrophen-Bedarfsermittlung zufolge betrug der Schaden an der Infrastruktur zusammen mit anderen Verlusten laut UN-Angaben von November 2016 19 Milliarden USD und lag damit etwa in der Höhe der Hälfte des jemenitischen Bruttoinlandsprodukts aus dem Jahre 2013.

### Wirtschaftsentwicklung und Armutsquote
Laut Angabe der Weltbank von Januar 2016 sank die Wirtschaftsleistung des Jemen durch den Krieg um ein Viertel und der Mangel an Basisdienstleistungen verschärfte die Not der Menschen. Die Lage im Jemen blieb weiterhin äußerst fragil. Trotz einer Anfang Dezember 2015 verkündeten befristeten Waffenruhe hatte der Krieg zu einem nahezu vollständigen Erliegen der Öl- und Gasproduktion bei gleichzeitiger fast ausschließlicher Angewiesenheit auf Ölexporteinkünfte geführt. Die schlechte Versorgungslage verdoppelte die Inflationsrate und trieb sie 2015 auf über 20 Prozent. Internationale Reserven erreichten einen Rekordtiefstand von 3 Milliarden US-Dollar und es wurde für 2016 ein weiterer Abfall auf 2,2 Milliarden US-Dollar erwartet. Haushaltslage und Außenhandelsposition verschlechterten sich und die öffentlichen Schulden erreichten 2015 schätzungsweise 74 Prozent des Bruttoinlandsprodukts (BIP), 20 Prozentpunkte über dem Wert von 2014.
Neben den Ausfällen der wirtschaftlichen Erträge durch die Handelsunterbrechung und die Verschiebung von Produktionsfaktoren schädigte der Krieg im Jemen auch direkt den Sachkapitalbestand des Landes, doch waren Schäden an Infrastruktureinrichtungen im Krieg im Jemen (ähnlich wie in den Kriegen in Syrien, Irak oder Libyen) laut Weltbank schwierig zu bemessen, da der Zugang zu den beschädigten Anlagen sowie zu Daten und Information aufgrund des anhaltenden Konflikts beschränkt war und die Lage häufig wechselte und methodische Fehler möglich waren. Die Weltbank nahm in Zusammenarbeit mit UN-Behörden und Nichtregierungsorganisationen eine Untersuchung für den Jemen in Angriff, die die Auswirkung des sich nach März 2015 stark im Jemen entfaltenden Konflikts bemessen sollte. Eine vorläufige Schätzung nach Angaben von Januar 2016 zeigte, dass sich der Schaden in den vier Städten Sanaa, Aden, Taizz und Zindschibar – bezogen auf die sechs Sektoren Bildung, Energie, Gesundheit, Wohnungswesen, Transport sowie Wasser und Abwasser – im Bereich von 4 bis 5 Milliarden US-Dollar bewegte. Der am stärksten betroffene Sektor war das Wohnungswesen, schwerwiegende Schäden konnten auch an Gesundheitseinrichtungen beobachtet werden.
Jemen stand während der Militärintervention einer zunehmenden Armutskrise gegenüber. Der Anteil der unter der Armutsgrenze (in extremer Armut lebend mit unter 1,90 US-Dollar pro Tag) lebenden Jemeniten (Armutsquote) erhöhte sich laut Weltbank seit Eskalation der Kämpfe im April 2015 von rund 50 Prozent (12 Millionen Menschen) vor dem Krieg um 30 Prozent bis Januar 2016 auf über 80 Prozent (20 von 24 Millionen Menschen), von denen über 15 Millionen keinen Zugang zu Gesundheitseinrichtungen und medizinischer Versorgung hatten.
Die negativen Auswirkungen auf das Humankapital lagen im Konflikt im Jemen nach UN-Schätzungen für das Jahr 2015 in Bezug auf die benötigte humanitäre Hilfe mit 1,6 Milliarden US-Dollar (bei 21,1 Millionen Hilfebedürftigen) unter der benötigten Hilfe in Syrien (3,18 Milliarden US-Dollar bei 13,5 Millionen Hilfsbedürftigen) und über der in Irak (704 Millionen US-Dollar bei 8,2 Millionen Hilfsbedürftigen) und Libyen (166 Millionen US-Dollar bei 2,44 Millionen Hilfsbedürftigen).

### Zivile Infrastruktur
Nach Angaben der UN kam es seit dem 26. März 2015 in vielen Gegenden des Jemen zu starken Zerstörungen ziviler Infrastruktur, einschließlich von Wohnhäusern, was verheerende Folgen für die Entwicklung des Lande hatte, insbesondere in den Provinzen Aden, Dhalea and Taizz. In vielen Städten wurde die Infrastruktur durch die Bodenkämpfe und Luftangriffe systematisch zerstört. Die Zerstörung der zentralen logistischen Infrastruktur einschließlich Flughäfen, Seehäfen, Brücken und Straßen hatte besonders für die Zivilbevölkerung gravierende Folgen, wobei die Angriffe auch Zivilisten und zivile Infrastruktur nicht aussparten, darunter Depots von Hilfsorganisationen und UN-Einrichtungen. Der UN-Koordinator für humanitäre Angelegenheiten im Jemen und Hilfsorganisationen forderten ein Ende der Bombardierung der beiden Flughäfen Sanaa und Hodeida als zentrale logistische Infrastruktur durch die saudisch geführte Militärkoalition. Zu der extensiven Beschädigung der zivilen Infrastruktur trug auch bei, dass verschiedene bewaffnete Gruppen Schulen und Gesundheitseinrichtungen besetzten.
Als Ergebnis der Kämpfe waren Märkte, Gebäude, Straßen und Brücken zusammen mit Privatwohnhäusern und Geschäften, öffentlicher Infrastruktur und öffentlichen Einrichtungen vollständig oder teilweise zerstört worden. In Sanaa, Aden and Saʿda wurden die Flughäfen und in Aden der Haupthafen beschädigt. Die Bombardierungen ließen das alltägliche Leben fast vollständig zum Erliegen kommen. In großen Teilen der Städte standen weder Elektrizität, noch Internet oder Festnetztelefonbetrieb zur Verfügung. Die Geschäfte waren überwiegend geschlossen, Trinkwasser knapp und aufgrund des Treibstoffmangels kaum Mobilität möglich.
Es wurden zahlreiche Vorfälle verzeichnet, bei denen Gesundheitseinrichtungen durch Kämpfe, Granatfeuer oder Luftangriffe angegriffen oder beschädigt wurden. Schulen und medizinisches Personal gerieten unter Attacke, obwohl die Ausführung von Angriffen gegen Zivilisten und zivile Infrastrukturen eine schwere Verletzung des humanitären Völkerrecht darstellten. So wurde im Juni 2015 auch die Operationszentrale des Gesundheitsministeriums in Sanaa beschädigt, die alle Notfalloperationen im ganzen Land verwaltete und eine entscheidende Rolle für die Gesundheitsnotstandsmaßnahmen spielte, konnte aber kurze Zeit später wieder in Betrieb genommen werden.
Im Juni 2015 schätzte der OCHA den Zustand fast aller Zugangsstraßen im Jemen als unzugänglich beziehungsweise als schwierig oder schwer einschätzbar ein. Die Straßen waren zu unsicher, um Güter innerhalb des Landes zu transportieren. Auch humanitäre Partnerorganisationen der UN waren bei dem Versuch die Bevölkerung zu erreichen gefährdet. Zahlreiche Flughäfen waren beschädigt oder nicht funktionsfähig. Funktionsfähig waren noch die Flughäfen von Sanaa und Taizz und der in der Kapazität begrenzte und nicht für Warenumschlag geeignete Hubschrauberflughafen von Haradh. Die Häfen waren teilweise betriebsbereit, aber auch teilweise unsicher oder von begrenzter Kapazität.
Im August 2015 bombardierte die saudisch geführte Militärallianz in al-Hudaida den einzigen Hafen, über den humanitäre Hilfe nach Nordjemen gelangte und brachte damit den Hafenbetrieb nahezu zum Erliegen. Alle Kräne wurden betriebsunfähig gemacht und konnten nicht wieder instand gesetzt werden, sodass Schiffsladungen kaum mehr gelöscht werden konnten.
Nach Studienergebnissen von Handicap International sind im Jahr 2020 etwa ein Viertel des Straßennetzes im Jemen teilweise oder vollständig zerstört. Stand 2020 funktionieren über die Hälfte der medizinischen Einrichtungen im Jemen nicht mehr. Laut United Nations haben jemenitische Krankenhäuser kaum mehr Betten und medizinisches Gerät sowie wenig Personal und Medizin.

### Historisches Kulturgut
Der Jemen gilt als bedeutende Stätte in der menschlichen Entwicklung. Archäologen fanden im Jemen Spuren prähistorischer Kulturen, die vor 8000 Jahren in der Region des Roten und des Arabischen Meers weit verbreitet waren. Der Jemen gilt in der arabischen Folklore außerdem als Wiege der arabischen Völker. Die UNESCO hatte 1984 eine internationale Kampagne zum Schutz der Altstadt von Sanaa gestartet, die Stadtmauer wiedererrichten lassen, zahlreiche Gebäude saniert und Brücken und Durchgänge in der Altstadt ursprungsgetreu neu anlegen lassen. Mehrere jemenitische Städte erhielten seitdem den Status des Weltkulturerbes: Shibam in der Provinz Hadramaut (1982), die Sanaa (1986), Zabid (1993) und die Insel Soqotra (2008).
Die Sicherheitslage im Jemen war bereits vor Ausbruch der Kämpfe schlecht, verschlechterte sich jedoch seit dem Eingreifen Saudi-Arabiens dramatisch. Vor allem seit dem Eingreifen der saudi-arabischen Koalition und den folgenden Luftangriffen auf den Jemen im März 2015 waren jemenitische Kulturgüter von den Kämpfen betroffen. Während der saudisch geführten Militärintervention kam es zu Zerstörungen des altertümlichen Kulturerbes durch die Bombardements der arabischen Staaten der saudisch geführten Militärallianz. Historische Wohnhäuser, Denkmäler, Museen, archäologische und Kultstätten blieben nach UNESCO-Angaben von den Zerstörungen nicht verschont.
Archäologen verzeichneten in zunehmendem Maße, dass gerade die archäologischen Fundplätze aus dem frühen ersten Jahrtausend v. Chr. im Zuge dieser Kampfhandlungen zerstört wurden. Zwar hatten das Deutsche Archäologische Institut (DAI) bereits frühzeitig gemeinsam mit internationalen Kollegen eine Liste mit allen archäologischen Stätten und Museen im Jemen zusammengestellt, die der saudi-arabisch geführten Militärkoalition von der UNESCO umgehend mit der dringenden Bitte, diese Plätze nicht anzugreifen, überreicht worden war, doch wurde nach Ansicht der Leiterin der Außenstelle der Orientabteilung des DAI in Sanaa von der saudisch-geführten Militärkoalition auf die Kulturstätten in Abwägung gegen politische Ziele keine Rücksicht genommen. In der Stadt Dhamār wurde ein verhältnismäßig neues Museum durch einen Bombenangriff völlig zerstört, wobei weit über 10.000 Objekte unwiederbringlich zerstört wurden.
Zudem wurden insbesondere im Südjemen, in der Provinz Hadramaut, auch religiös motivierte Zerstörungen von Heiligengräbern beobachtet, die der radikalen wahhabitischen Islamauslegung nicht entsprechen. Die Heiligengräber waren zwar teilweise bereits vor dem Krieg beschädigt worden, doch fand ihre gezielte und vollständige Zerstörung während der Militärintervention statt, da in den betroffenen Regionen keine staatliche Kontrolle mehr existierte oder Extremisten die Macht übernommen hatten. Des Weiteren kam es – ebenfalls durch al-Qaida und andere dschihadistische Gruppen vor Ort – zur Plünderung von Museen, von der insbesondere Zindschibar nachweislich betroffen war. Anzahl und Intensität dieser Zerstörungen nahmen seit Beginn der militärischen Auseinandersetzung deutlich zu.
Neben Zerstörungen von archäologischen Stätten kam es auch zu massiven Luftschlägen auf Wohngebiete mit einzigartiger mittelalterlicher Architektur und teilweise rezent kaum überformten historischen Siedlungsensembles wie in der zum UNESCO-Kulturerbe zählenden Altstadt von Sanaa oder der Altstadt von Saada, die auf der Tentative List der UNESCO stand, durch saudische Luftangriffe während der Militärintervention jedoch völlig zerstört wurde. Saada, für das auch ein Eintrag auf die Liste des Weltkulturerbes geplant war, wurde als Hochburg der Huthis von der saudisch geführten Militärkoalition unter schweren Beschuss aus der Luft genommen, so dass eine spätere Aufnahme als Weltkulturerbe bereits im Juni 2015 als fraglich erschienen war.
Seit ab Ende März 2015 Krieg unter dem Namen Operation Decisive Storm geführt wurde, zielten alle Kriegsparteien – darunter neben den Kampfflugzeugen der saudisch angeführten Militärkoalition auch die Huthis und der „Volkswiderstand“ – auch auf jemenitische Kulturgüter. Laut Muhannad Al-Sayani, dem Leiter der jemenitischen Antikenbehörde, wurden durch den Krieg bis Mitte Juni 2015 bereits Dutzende Antikenstätten in Mitleidenschaft gezogen, doch sei es in vielen Fällen zunächst nicht möglich gewesen, die Verifizierung der Schäden vor Ort durchzuführen. Nach Medienangaben von November 2015 führten saudisch geführte Luftangriffe bis zu diesem Zeitpunkt zur Zerstörung von 23 archäologischen Sehenswürdigkeiten, einschließlich von sechs antiken Städten, sechs Burganlagen, drei Museen, zwei Moscheen, vier Palästen und mehreren anderen archäologischen Stätten im Jemen. Der Direktor der General Organisation of Antiquities and Museums im Jemen, Mohannad al-Sayani, gab demnach an, dass seit dem Beginn der saudischen Luftangriffe auf den Jemen fast zwei Dutzend Sehenswürdigkeiten und Monumente schwere Schäden erlitten. Die jemenitische Antikenverwaltung und zivilgesellschaftliche Gruppen, die sich um den Erhalt historischer Stätten bemühen, sowie Wissenschaftler appellierten an die Konfliktparteien, sich von historischen Orten fernzuhalten und sie zu verschonen, um das verbliebene zivilisatorische Kulturgut des Jemen, das zugleich ein gesamtmenschliches Erbe ist, zu retten. Die Zerstörung von Kulturstätten ist nach einer Reihe von internationalen Verträgen oder Abkommen untersagt, einschließlich der Haager Konvention zum Schutz von Kulturgut bei bewaffneten Konflikten von 1954. Gemäß internationalen Vereinbarungen und dem Abkommen von Den Haag von 1954, sowie nach dem UNESCO-Abkommen zum Schutz von Altertümern von 1972 wurde die UNESCO über Schäden an herausragenden Kulturstätten im Jemen unterrichtet.
Die UN warnten im Juni 2015, dass das weitreichende archäologische und historische Erbe nach einer Welle von Luftwaffen-Bombardierungen in der Altstadt von Sanaa Gefahr geriet. So wurden laut UNESCO bei den Luftangriffen auf Sanaa und die Rebellen-Hochburg Saʿda wichtige Stätten des Kulturerbes beschädigt. Die UNESCO warnte beide Seiten davor, historische Stätten in den Krieg zu verwickeln. Die UNESCO-Generaldirektorin Irina Georgieva Bokova verurteilte die Zerstörungen und rief alle Konfliktparteien zum Schutz des Kulturerbes auf. Am 12. Mai 2015 sagte Bokova: „Ich bin insbesondere erschüttert von Nachrichten, die Luftangriffe auf dicht besiedelte Gebiete wie in den Städten Sanaa und Saʿda betreffen. Zusätzlich zu fürchterlichem menschlichen Leid, das diese Angriffe verursachen, zerstören sie das einzigartige Kulturerbe des Jemen, das der Speicher für Identität, Geschichte und Erinnerung des Volkes ist, und ein außerordentliches Zeugnis für die Errungenschaften der islamischen Zivilisation“.
Die Zerstörung historischer Stätten und als schiitisch geltender Moscheen im Jemen hatte zur Zeit der Militärintervention bereits eine Vorgeschichte, da der saudische Militärkoalitionspartner Bahrain laut dem Bahrain Center for Human Rights bereits während der politischen Aufstände gegen die Herrschaft der sunnitischen Minderheit im Jahr 2011 mindestens 35 als schiitisch geltende Moscheen mit saudischer Unterstützung zerstört oder beschädigt hatte.

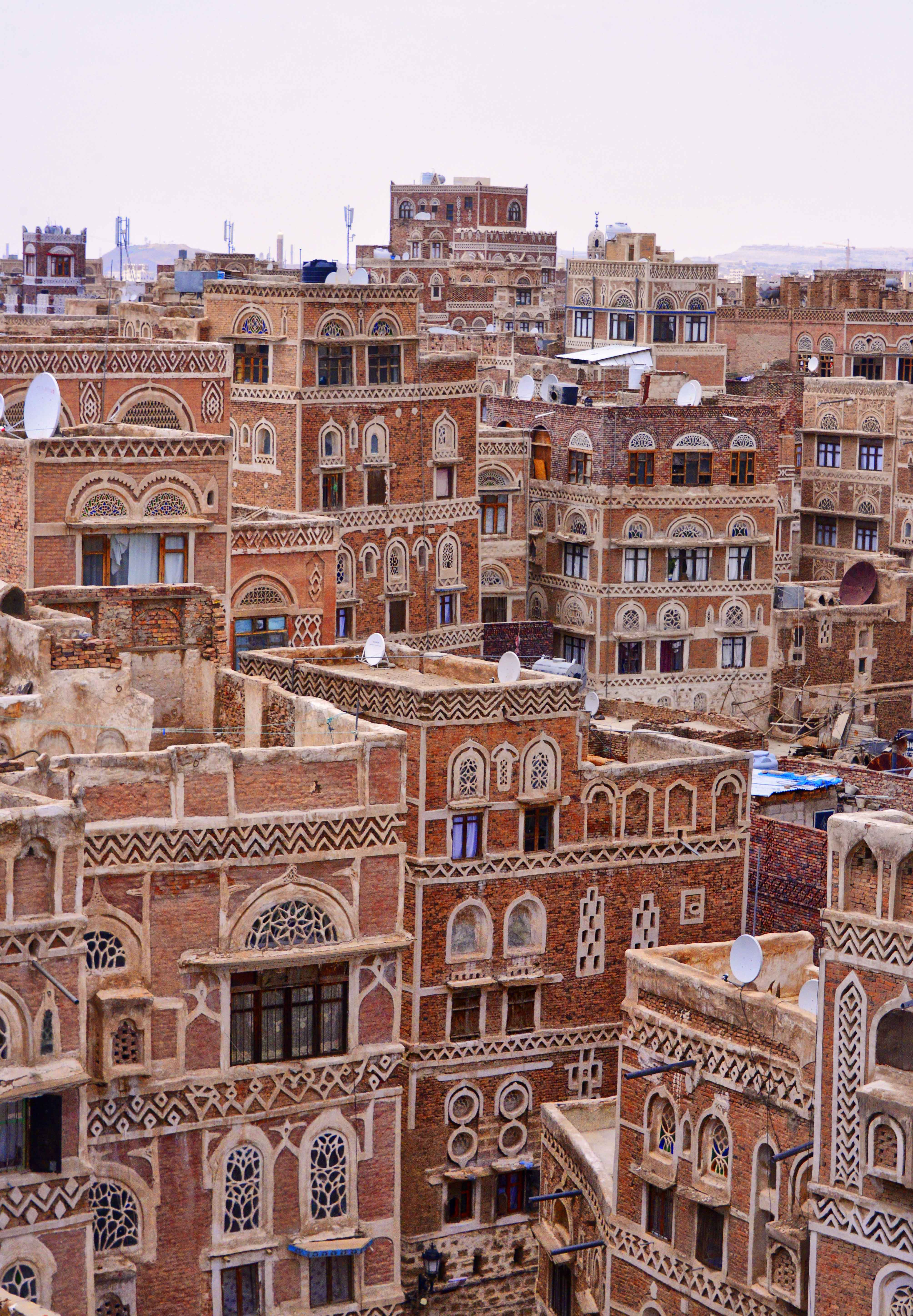
Altstadt von Sanaa, seit 1986 Weltkulturerbe, seit Juli 2015 auf der Roten Liste des gefährdeten Welterbes

Am 2. Juli 2015 setzte das Welterbekomitee auf der 39. Session des Komitees in Bonn unter Vorsitz von Maria Böhmer zwei UNESCO-Welterbestätten, die Altstadt von Sanaa und die Festungsstadt Schibam (von historischer Stadtmauer umgebene Altstadt), auf die Rote Liste des gefährdeten Welterbes:
- Das Welterbekomitee begründete seinen Schritt, das Weltkulturerbe der Altstadt von Sanaa für bedroht zu erklären, mit den erheblichen Schäden, die Sanaa bereits in dem Konflikt erlitten habe.[51][266] Ausdrücklich hob es die besonders schweren Schäden im Kassimi-Viertel nahe dem berühmten Stadtgarten von Miqshamat al-Qasimi hervor sowie die ebenfalls betroffene al-Mahdi-Moschee mit umgebenden Häusern sowie die Mehrheit der farbigen, verzierten Türen und Fensterscheiben, die charakteristisch für die einheimische Stadtarchitektur sind und zerschmettert oder beschädigt wurden.[51]

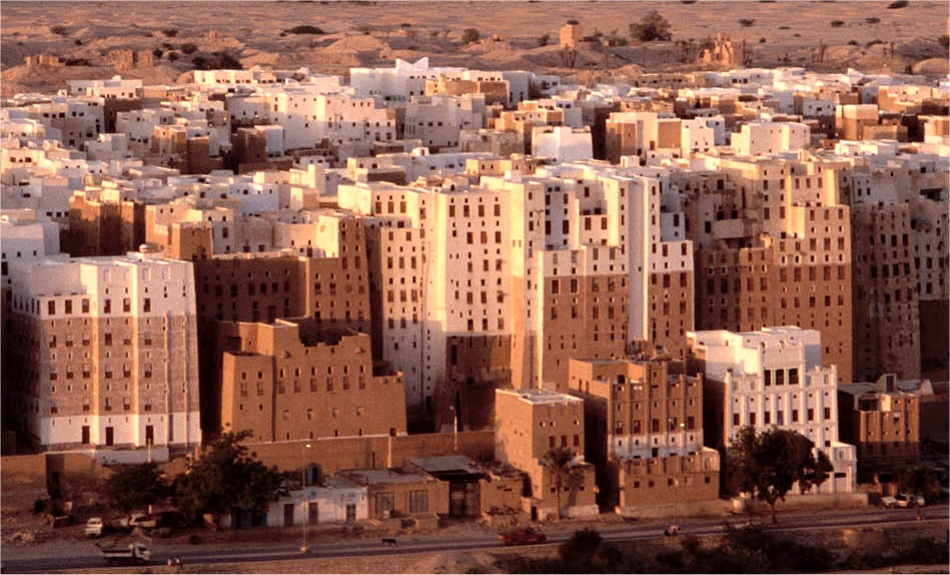
Shibam, seit 1982 UNESCO-Welterbe und seit Juli 2015 auf der Roten Liste des gefährdeten Welterbes

- Für die Entscheidung, das Weltkulturerbe der Festungsstadt von Schibam in der Provinz Hadramaut für bedroht zu erklären, gab das Welterbekomitee an, die Festungsstadt mit ihren jahrhundertealten Hochhäusern aus Lehm sei potenziell durch den bewaffneten Konflikt bedroht.[51][266] Die Entscheidung des Komitees solle helfen, die internationale Mobilisierung von Schutzmaßnahmen für die Stätte zu verstärken. Die von einer befestigten Mauer umgebene und im 16. Jahrhundert erbaute Stadt Schibam gilt als eines der ältesten und besten Beispiele von auf dem Prinzip der vertikalen Konstruktionen basierenden Stadtplanung. Die als imposant beschriebenen turmartigen Strukturen erheben sich von einem Felsen in die Höhe und haben der Stadt den Spitznamen „das Manhattan der Wüste“ verliehen.[51] Die größten Exemplare der „ersten Wolkenkratzer der Menschheit“ in der Stadt erreichen mit neun Stockwerken fast 20 Meter, nach Meinung von Statikern die maximal mögliche Höhe mit dem Baumaterial Lehmziegel und Holz. Touristen besuchten das Kulturerbe der Menschheit im Hadramaut bereits einige Jahre vor der Militärintervention nicht mehr, da die Gefahr, von Extremisten attackiert oder entführt zu werden, als zu groß erachtet wurde.[267] Die Stätte war 1982 auf die Liste des UNESCO-Welterbes gesetzt.[51]

Beispiele für Zerstörungen historischer Kulturgüter sind:
- In der engbebauten Altstadt von Sanaa wurden nach Angabe der UNESCO vom 12. Mai 2015 bei „massiven Luftangriffen“ der arabischen Militärkoalition in der Nacht des 11. Mai 2015 historische Gebäude wie alte Lehmhäuser, Moscheen und Hammams, die aus der Zeit vor dem 11. Jahrhundert stammen, „schwer beschädigt“.[52][53][268] Marco Livadiotti, Berater des jemenitischen Ministeriums für Tourismus und Umwelt, warnte, es bestehe ein „signifikantes Risiko“, dass die Altstadt von Sanaa „für die Menschheit verloren geht“. Unmittelbare Bombardierungen der Altstadt aus der Luft und aus Bombardements in ihrem Umkreis resultierende Erschütterungen resultierten nach seinen Angaben in fast irreparable Bauschäden, die zu Schäden in Friedenszeiten hinzukämen.[269]

Sanaa kommt im Islam und kulturell eine besondere Bedeutung zu. Die Altstadt von Sanaa gehört seit 1986 zum UNESCO-Weltkulturerbe und war arabische Kulturhauptstadt des Jahres 2004. Die in einem Bergtal auf 2200 Meter Höhe erbaute und seit über 2500 Jahren bewohnte Stadt war im 7. und 8. Jahrhundert ein wichtiges Zentrum für die Verbreitung des Islam. Der im Islam als Prophet verehrte Mohammed soll 628 selbst den Bau der ersten Moschee in der Stadt in Auftrag gegeben haben, die nach einer alten Legende Noahs Sohn Sem als Gründer nennt. Als Zeugnis des besonderen religiösen und politischen Erbes weist die Altstadt 103 Moscheen, 14 Hammams und rund 6000 Häuser, darunter Turm- und Lehmhäuser, auf, die alle vor dem 11. Jahrhundert erbaut wurden. Die auf steinernen Erdgeschossen aufsitzenden oberen Geschosse der mehrstöckigen Häuser waren aus gestampftem Lehm und gebrannten Ziegeln erbaut und in Anlehnung an die traditionelle islamische Kunst mit geometrischen Mustern aus gebrannten Ziegeln und weißem Gips verziert worden. Die Altstadt war während eines großen, von der UNESCO initiierten Projekts Ende der 1980er und Anfang der 1990er Jahre mit Hilfe der Beteiligung zahlreicher Staaten und des Einsatzes der jemenitischen Bevölkerung und Regierung restauriert worden.
Nachdem die Altstadt bereits durch Luftangriffe auf nahegelegene Ziele – einschließlich des Verteidigungsministeriums – beschädigt worden war, zerstörte nach Medienangaben am 12. Juni 2015 – kurz vor den angekündigten Jemen-Friedensgesprächen in Genf – ein Luftangriff der saudisch geführten Militärallianz auf das Altstadtviertel al-Kassimi in Sanaa, das an einen städtischen Garten grenzt, mehrere mehrstöckige Häuser des UNESCO-Weltkulturerbes und tötete sechs Menschen, einschließlich einer Frau und eines Kindes. Umgebende Gebäude, die miteinander fest verbunden waren, wurden Medienangaben zufolge ebenfalls durch die Rakete beschädigt, so dass ein ganzer Bauabschnitt der Altstadt in Gefahr zusammenzubrechen drohte. Bewohner stellten Fotos der beschädigten Häuser ins Internet. Der durch mutmaßlich durch Abschuss einer Rakete durch ein Kampfflugzeug hervorgerufene Schaden stellte nach Angaben der Anwohner den ersten direkten Angriff auf die Altstadt von Sanaa seit dem Beginn der Bombardierung von Ende März dar. Die Rakete traf nach Beobachtung eines AFP-Journalisten ohne zu explodieren das Kassimi-Viertel, in dem tausende von Häusern standen, die vor dem 11. Jahrhundert gebaut wurden, und zerstörte dort drei Häuser. Die Generaldirektorin der UNESCO Bokova verurteilte den mutmaßlichen Luftangriff auf das historische Gebiet, das sie als „eines der weltweit ältesten Juwelen“ der islamischen Kultur beschrieb und forderte die kriegsführenden Parteien auf, das Kulturerbe des Jemen zu respektieren. Bei den zerstörten Häusern handelte es sich laut UNESCO um einen „großartigen Komplex traditioneller Häuser“. Bokova sagte, sie sei „schockiert von den Bildern dieser herrlichen vielstöckigen Turmhäuser“ und der schönen Gärten, die „in Trümmer gelegt worden seien“. Der historische Wert und das bewahrte Gedächtnis dieser Stätten sei unwiederbringlich beschädigt oder zerstört worden. Der Leiter der jemenitischen Allgemeinen Organisation für die Erhaltung der historischen jemenitischen Stätten, Naji Saleh Thawaba, verurteilte den Angriff ebenfalls und sagte, er habe sich nie vorstellen können, dass dieser Ort eines Tages zu einem Ziel für Luftangriffe werden könne, selbst wenn dort feindliche Stellungen gewesen sein sollten.
Medienangaben zufolge hieß es in der saudi-arabischen Hauptstadt Riad, es sei in der Altstadt von Sanaa eine Textilfabrik unter Beschuss genommen worden, die von den Huthis als Waffenlager verwendet worden sei. Die saudi-arabische geführte Militärkoalition wies jede Verantwortung zurück. Der Sprecher der saudisch geführten Militärkoalition, Ahmed al-Assiri, bestritt vehement, dass es einen Angriff auf die Altstadt gegeben habe: „Wir wissen, dass diese Stätten sehr wichtig sind“, so al-Assiri, „Wir haben ganz sicher keinerlei Operation in der Stadt selbst unternommen.“ Die Piloten hätten die Anweisung, keine zivilen Ziele anzugreifen. Al-Assiri äußerte die Vermutung, dass die Zerstörung auf Waffen- und Munitionsverstecke in dem Viertel zurückzuführen sein könnte. Es könne sich ähnlich wie einige Tage zuvor ereignet haben, als in einem derartigen Lager eine Explosion stattgefunden habe. Internationale Beobachter hielten die Behauptung der saudi-arabische geführte Militärkoalition Medienangaben zufolge für unglaubwürdig.
Die „Waffenburg“ (Qasr al-Silah) in Sanaa, von der es heißt, dass sie auf den Ruinen des legendären Ghamdan-Palastes errichtet sein soll – einem mutmaßlichen „Wunder“ der Architektur – wurde ebenfalls aus der Luft bombardiert. Der Ghamdan-Palast wurde im 10. Jahrhundert im Iklil-Werk des jemenitischen Chronisten al-Hamdānī erwähnt. Ihm zufolge hatte König Seif bin dhi Yazan, der letzte Himyaritenherrscher im 6. Jahrhundert, darin residiert.
- Am 9. Juni 2015 wurde nach Angaben der UNESCO die aus der osmanischen Epoche stammende historische Al-Owrdhi-Anlage, die sich direkt außerhalb der Altstadtmauer von Sanaa befindet, schwer beschädigt.[263][277]
- In Saʿda geriet die komplette, auf der World Heritage Tentative List des Jemens aufgeführte, Altstadt von Saʿda unter Beschuss aus der Luft[53][261] und wurde nach UNESCO-Angaben vom 12. Mai 2015 beschädigt.[53] Luftangriffe der saudisch geführten Militärallianz zerstörten dabei am 9. Mai 2015 in Saʿda teilweise die je nach Quelle aus dem anfangenden 10. Jahrhundert[261][265] oder aus dem 12. Jahrhundert stammende Imam-al-Hadi- oder Hadi-Moschee (Moschee des Al-Hadi ilal-Haqq Yahya bin al-Hussein bin al-Qasim), die als älteste und bedeutsamste Moschee der Stadt, als drittälteste Moschee im Jemen und als ältester Sitz schiitischer Bildung auf der arabischen Halbinsel gilt.[51][54][261][264][278][281] Je nach Quelle wurde die Moschee schwer beschädigt[281] oder vollkommen zerstört.[264] Medienangaben zufolge musste die rund 1000 Jahre alte Moschee erstmals in ihrer Geschichte geschlossen werden.[265] Saudi-Arabien bestätigte im Nachhinein, dass die Moschee angegriffen wurde und begründete dies damit, dass Rebellen in ihr Zuflucht gesucht hätten. Nach dem Luftangriff sendete der pro-Huthi-Fernsehkanal Al-Masira broadcast einen Videobericht, der die zur Ruine gebombte Moschee und ihren völlig zerstörten Eingangsbereich zeigte.[281]
- Historische Stuckgebäude im mittelalterlichen Kaffeehandelshafen am Roten Meer der seit 1993 als UNESCO-Weltkulturerbe und seit 2000 von der UNESCO auf der Roten Liste des gefährdeten Welterbes geführten Altstadt von Zabid[53][54] waren zerstört worden, während sich pro-saudische Stammesangehörige und Huthis im Zentraljemen Auseinandersetzungen in der Nähe eines Schreins lieferten, dem nachgesagt wird, von der biblischen Sagengestalt der Königin von Saba gebaut worden zu sein.[54]
- Anfang Juni 2015 verurteilte die UNESCO-Generaldirektorin, Irina Bokova, die Luftangriffe auf die antike Stadt Marib und den Angriff auf den Staudamm von Marib vom 31. Mai 2015.[270][271][282] Marib beherbergt mehrere bedeutende Kulturstätten wie den Bar’an-Tempel, den Awam-Tempel mit der Nekropolis, die Wadi-Ghufaina-Siedlung und al-Mabna-Damm sowie den großen Staudamm von Marib, die auch (als „Archaeological site of Marib“) auf der Tentativliste des Jemen aufgeführt werden. Bokova zeigte sich „tief besorgt“, mit ausdrücklichem Hinweis auf die Schäden am großen Damm von Ma'rib, den sie als eine der wichtigsten Kulturerbestätten im Jemen und auf der Arabischen Halbinsel und als Zeugnis der Geschichte und der Werte bezeichnete, die die Menschheit gemeinsam hat.[282] Der mindestens in das 8. vorchristliche Jahrhundert zurückreichende Staudamm von Marib,[264] der als ein „Wunder des technischen Ingenieurwesen“ oder als „eines der größten technischen Wunder der antiken Welt“ gilt und auch in einem Koranvers erwähnt wird, wurde nach lokalen Nachrichtenberichten und archäologischen Experten bei einem Luftangriff in der Nacht des 31. Mai 2015 beschädigt.[270][282][283] Iris Gerlach, Leiterin der Außenstelle in Sanaa der Orient-Abteilung des Deutschen Archäologischen Instituts (DAI), bestätigte, dass der Luftangriff offenbar den besser erhaltenen Bereich des Staudammes getroffen hatte.[264] Berichten zufolge könnten auch die antiken sabäischen Inschriften auf den Staudammwänden von der Bombardierung betroffen sein.[282] Die Überreste des Staudamms werden als bedeutendste antike Stätte im Jemen betrachtet. Der Staudamm bot vom 8. Jahrhundert vor Chr. bis zum 5. oder 6. Jahrhundert nach Christus die Lebensgrundlage in der Wüste um die Stadt Marib, die größte Stadt im antiken Südarabien.[283] Die Bestätigung erster Berichte der Zerstörungen am Staudamm vom 31. Mai 2015 in sozialen Medien und lokalen Nachrichtenquellen[283][284] war für internationale Archäologen zunächst aufgrund der weitreichenden Kommunikationsprobleme im Jemen schwierig.[283] Jemenitische Behörden machten die saudi-arabischen Koalitionskräfte für den Luftangriff verantwortlich. Die General Authority for Antiquities and Museums in Yemen verurteilte den Angriff und drohte mit Rechtsmitteln gegen die saudische Regierung.[283]
- Die Ausgrabungsstätte der befestigten vorislamischen Stadt Baraqisch (Provinz al-Dschauf, bei Marib), die in der Geschichte die Hauptstadt eines Reiches gewesen war, aus dem arabisches Räucherwerk für die antiken griechischen und römischen Tempel geliefert worden war, wurde bombardiert und beschädigt, als die saudisch geführte Militärallianz vergeblich versuchte, die Geländegewinne der Huthis rückgängig zu machen.[52][54][278] Große Teile der Stadtmauer von Baraqisch (5. Jahrhundert v. Chr.) gingen zu Bruch.[261]
- Nach jemenitischen Quellen soll auch die sabäische Stätte Sirwah, 35 Kilometer westlich von Marib, aufgrund seiner Nähe zum lokalen Palast des Gouverneurs erhebliche Schäden durch Kämpfe erlitten haben.[283] Weite Teile der Tempelanlage und der Mauer bekamen Risse. Der Tempel geht zurück auf sabäische Zeit und wurde von einer deutschen Mission ausgegraben. 2005 wurde dort die bisher größte bekannte sabäische Inschrift gefunden. Man datiert sie auf das 7. vorchristliche Jahrhundert.[261]
- Die osmanische Festung Qahira aus weißem Stein auf einem die Stadt Taizz strategisch überblickenden Felskopf war im Mai 2015 über mehrere Tage ununterbrochen beschossen worden, nachdem die Huthis sich dort verschanzt hatten.[54][264][278][285] Am 11. Mai 2015 griffen saudische Piloten das historische Fort an.[286] Am 4. Juni 2015 gab die örtliche Yemen Post an, die Festung sei durch einen Luftangriff getroffen und „zerstört“ worden, doch blieb das Ausmaß der Schäden zunächst unklar.[264]

Die durch den Krieg 2015 schwer beschädigte Qahira-Burg war je nach Angabe im 10. Jahrhundert v. Chr. erbaut und im 13. Jahrhundert n. Chr. von der muslimischen Dynastie der Ayyubiden restauriert beziehungsweise von den Sulaihiden im 10. oder 11. bis 12. Jahrhundert erbaut worden. Sie bildete den Kern der Besiedlung der Stadt Taizz, hatte in der Geschichte eine wichtige Verteidigungsfunktion, und war Residenz der Ayyubiden, während sie den Jemen von 1229 bis 1454 regierten. Nach einigen Schätzungen soll die erste Errichtung der Festung auf das 7. nachchristliche Jahrhundert zurückgehen.
- Am 21. Mai 2015 zerstörte ein saudischer Luftangriff vollständig das Dhamār Regional Museum,[264][271][278][282][283][287] das 110 Kilometer südlich von Sanaa und 145 Kilometer südwestlich von Marib gelegene Hauptmuseum der Provinz Dhamār.[270][283] Das Museum war der Verwahrungsort für über 150 antike südarabische Inschriften, einschließlich der ältesten bekannten Inschriften des jemenitischen Berglands.[283] Es enthielt rund 12.500 Artefakte, die das reiche Kulturerbe der Region bezeugten.[277][282] Dhamār, das wie Sanna ein altes Zentrum arabisch-islamischer Kultur ist, ist die Heimatstadt des die Rebellen unterstützenden Ali Abdullah Salih.[270]
- Am 24. Mai 2015 sollen nach einem Bericht von Rasd24 zwei saudische Luftangriffe die antike Al-Shareef-Zitadelle in der Stadt Bajel (Provinz Hodeida) angegriffen haben.[288]
- In Sinhan (Provinz Sanaa) wurde die Grabmoschee des Abdarrazzak ibn Hammam as-San'ani aus dem 9. Jahrhundert ganz oder teilweise zerstört.[261]
- In Dhalea wurde das Dar al-Hassan in Damt aus vorislamischer Zeit ganz oder teilweise zerstört.[261]
- In Aden wurde das dritte Geschoss des Nationalmuseums Aden ganz oder teilweise zerstört, dessen Gebäude auf Sultan Fadhl bin Ali al-Abdali (1912) zurückgeht, sowie die Jauhara-Moschee und die Sira-Festung, die ebenfalls bombardiert wurde. Sira, die im 11. Jahrhundert erbaut wurde, gehört zu den bedeutendsten Burgen Adens.[261]

Galerie: Betroffenes historisches Kulturgut im Jemen
Altstadt von Sanaa, Welterbe, seit Juli 2015 durch den Konflikt gefährdetes Welterbe
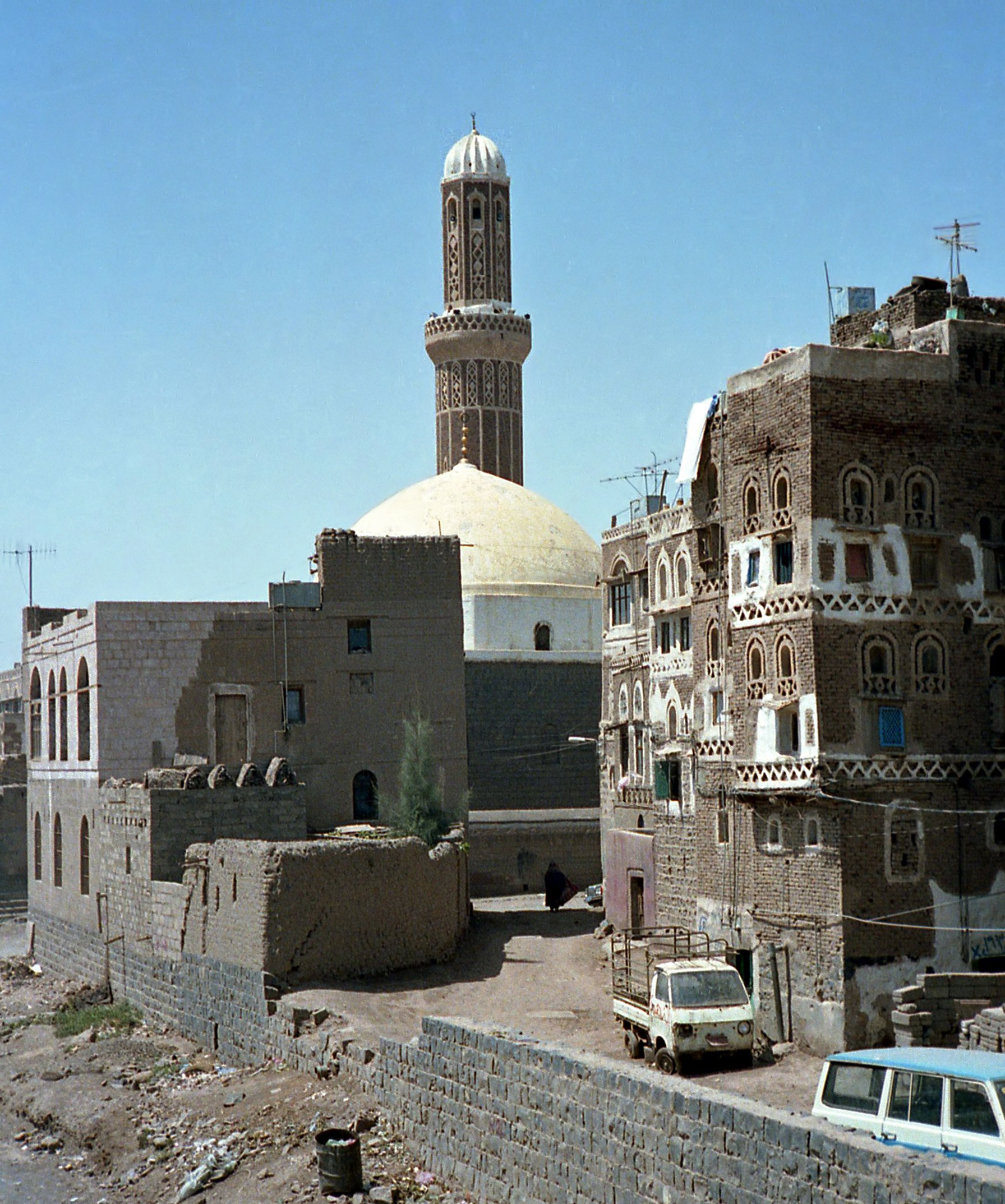
al-Mahdi-Moschee in Sanaa
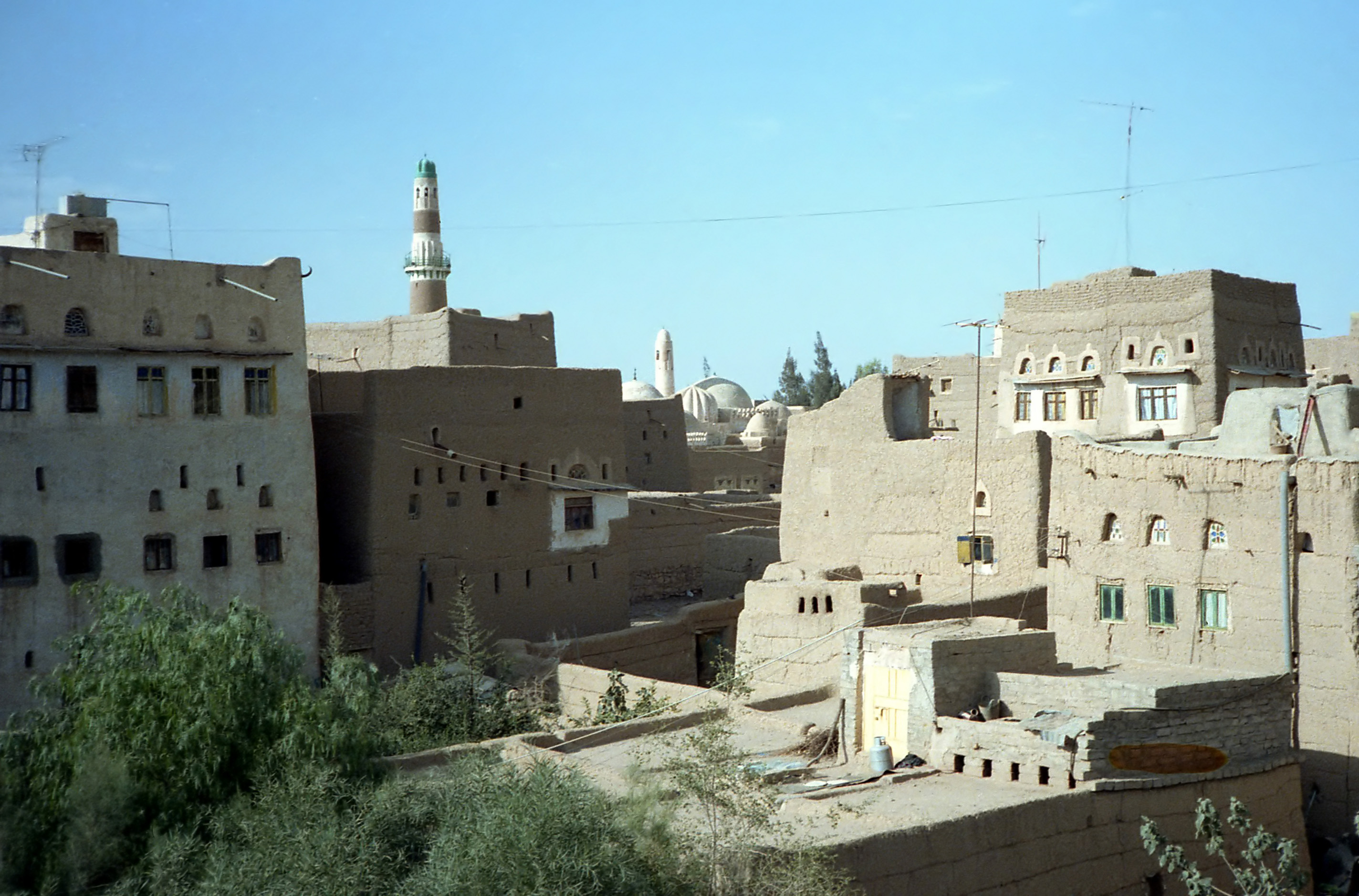
Die auf der World Heritage Tentative List des Jemens aufgeführte Altstadt von Saʿda mit der al-Hadi-Moschee
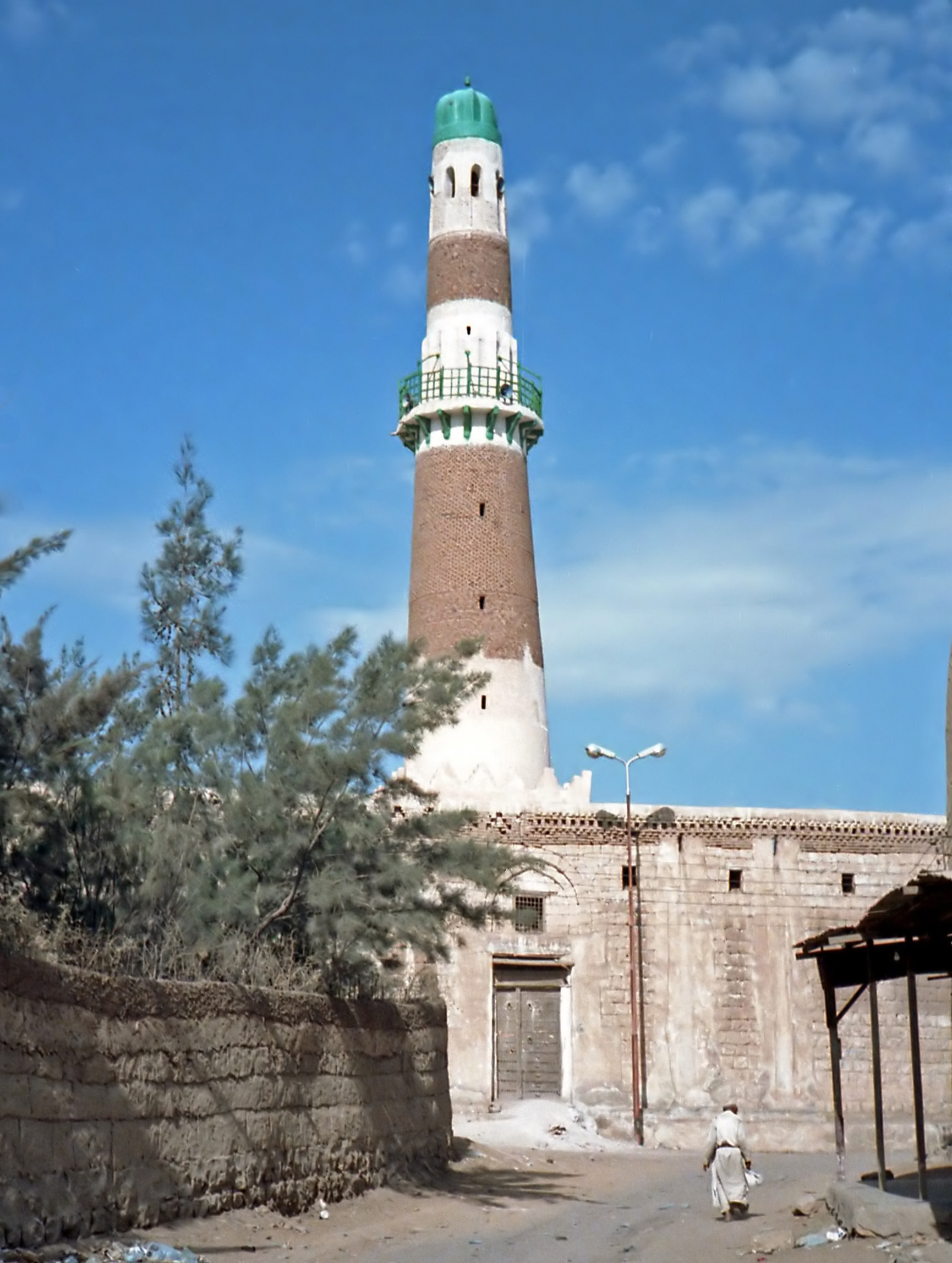
al-Hadi-Moschee in Saʿda
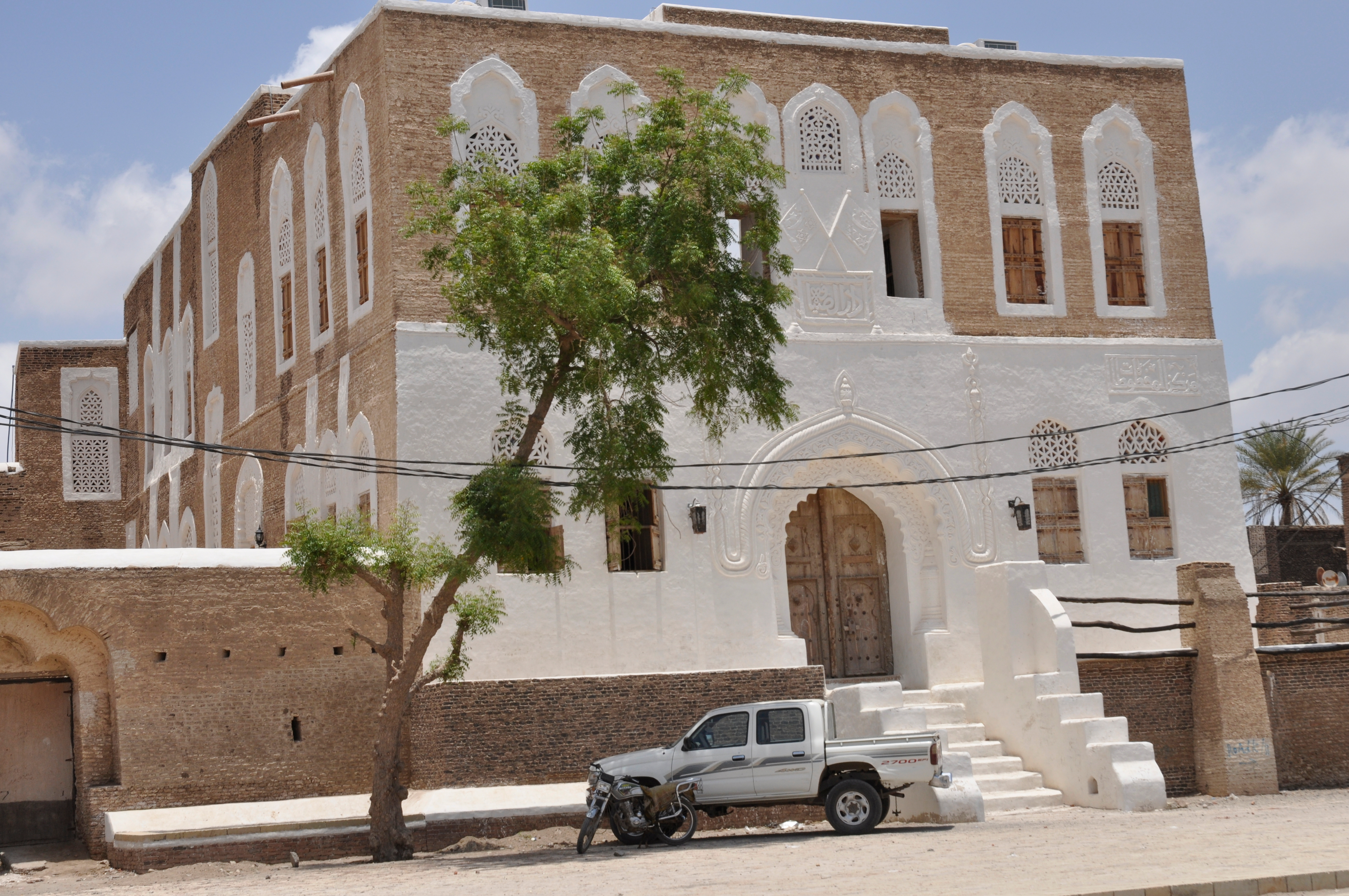
Historisches Stuckwerk in Zabid, gefährdetes Welterbe
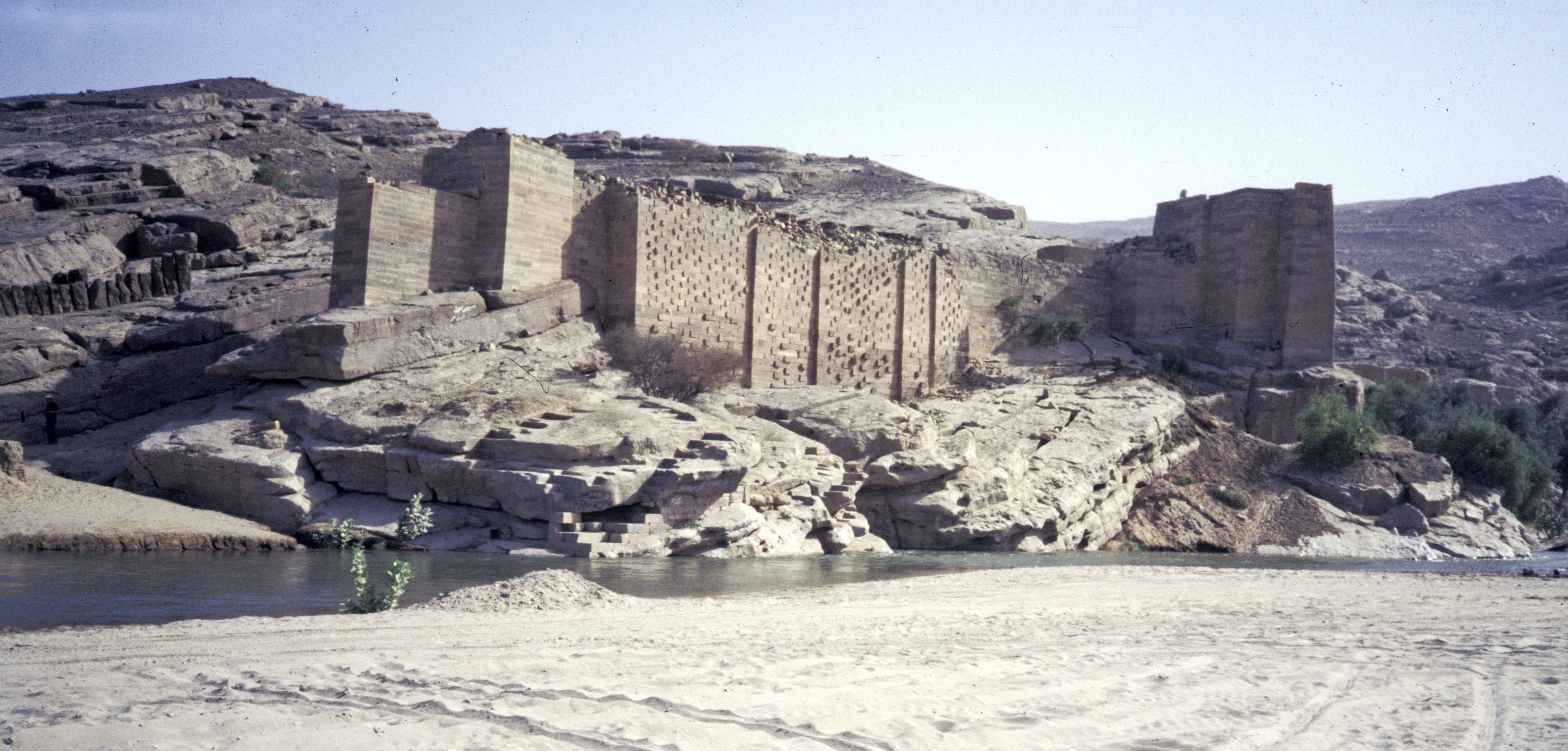
Ruinen des Großen Staudamms von Marib, unter „Archaeological site of Marib“ auf der Tentativliste des Jemen aufgeführt
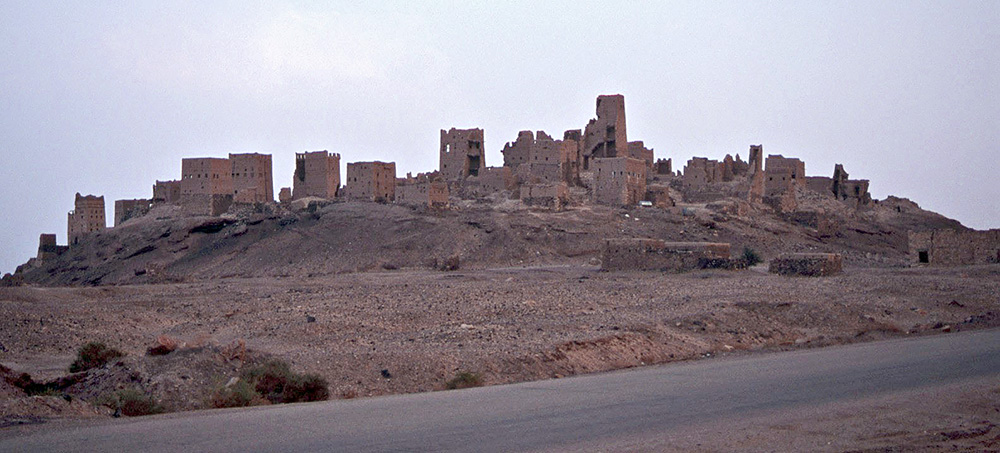
Weitgehend verlassener alter Teil der Stadt Marib
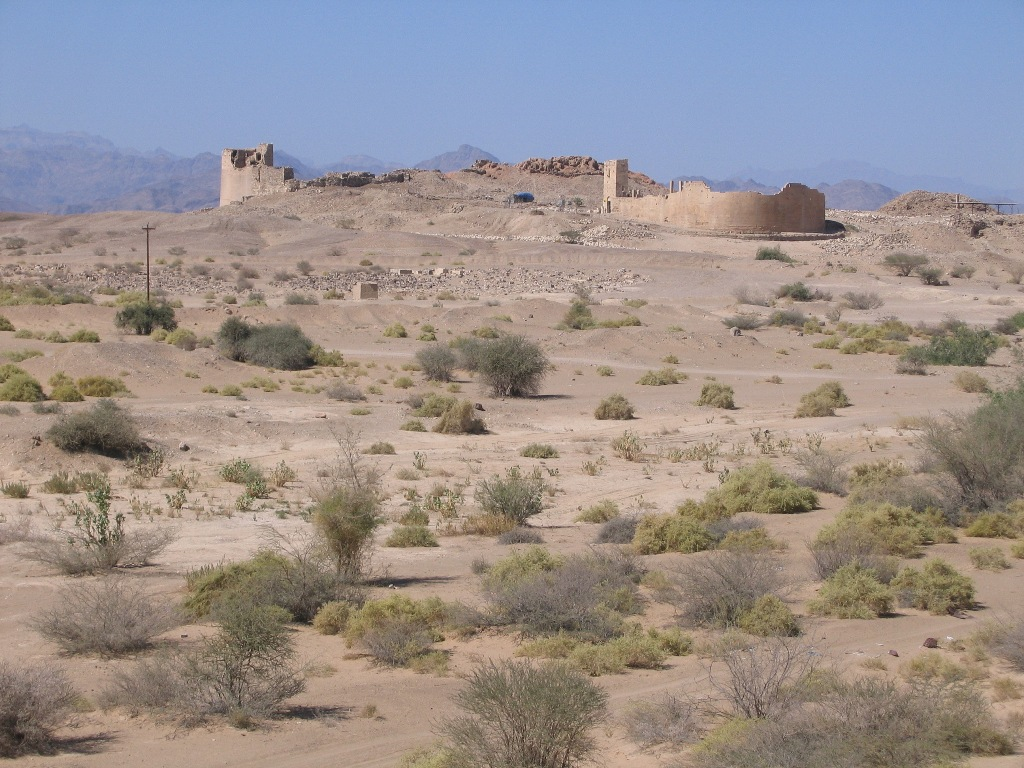
Sirwah
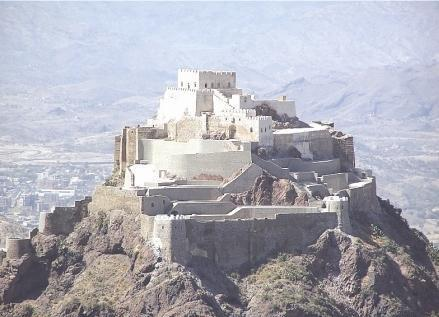
al-Qāhira-Festung in Taizz
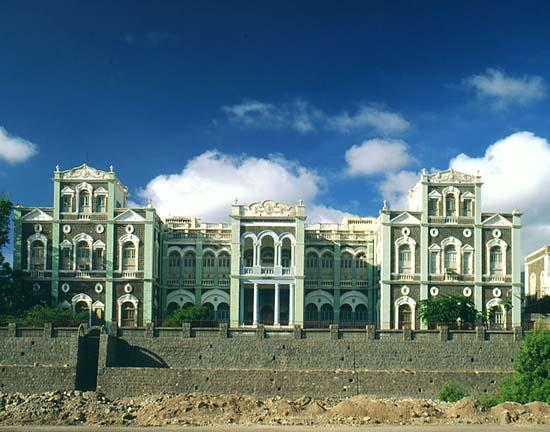
Nationalmuseum Aden
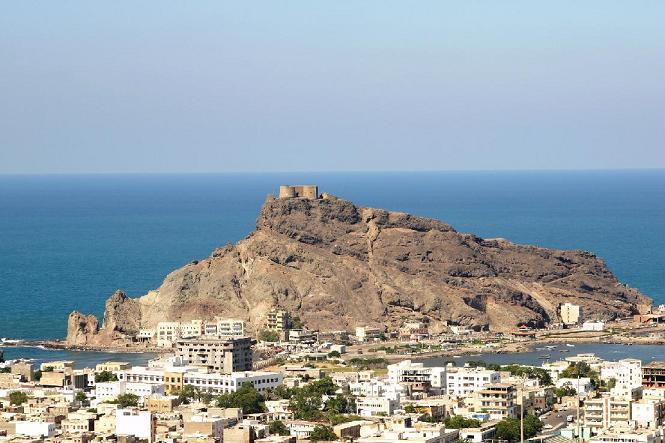
Sira-Festung in Aden

Widerrufene Berichte von Zerstörungen:
- Unbestätigte Berichte in sozialen Medien vom 4. Juni 2015, dass Dar al-Hajar, der als Touristenattraktion bekannte frühere Sommerpalast der jemenitischen Königsfamilie nahe Sanaa aus dem 18. Jahrhundert, von einem Luftangriff getroffen worden sei,[264][278] wurden in späteren Meldungen in den sozialen Medien, nach denen das Gebäude knapp verfehlt worden sei, widerrufen.[264]

## Flucht und Bevölkerungsbewegungen
Im Dezember 2015 hatte sich die Anzahl der Binnenflüchtlinge im Jemen mit über 2,5 Millionen Menschen seit Ausbruch des Konfliktes im März 2015 verfünffacht und betrug somit 10 Prozent der Bevölkerung. Die meisten Binnenflüchtlinge stammten aus Aden, Most IDPs originated from Aden, ad-Dāliʿ und Saʿda. Bereits im Oktober 2015 waren nach UN-Angaben zehn Prozent der Gesamtbevölkerung im Jemen (2,3 Millionen Menschen) durch den Konflikt in die Binnenflucht getrieben worden, während der Jemen zugleich über 264.000 Flüchtlinge aus dem Ausland beherbergte. Anfang Juli 2015 war die Anzahl der Binnenflüchtlinge noch mit 1,2 Millionen angegeben worden, während die Zahl der zusätzlichen Flüchtlinge mit 244.000 beziffert worden war. Viele Binnenvertriebene im Jemen waren für humanitäre Organisationen schwer zu erreichen. Die im Land beherbergten Flüchtlinge stammten hauptsächlich aus Somalia und Äthiopien. Interne Konflikte einschließlich von Auseinandersetzungen zwischen Stämmen führten anhaltend zu weiterer Vertreibung.
Gleichzeitig kam es seit der Krise auch zu einem Anstieg der Anzahl der Flüchtlinge, die den Jemen verließen. Die Gewalteskalation im Jemen kehrte den jahrzehntelangen Flüchtlingstrend vom Horn von Afrika über den Golf von Aden nach Jemen um. Während zuvor Menschen aus Somalia, Eritrea und Äthiopien über den Jemen geflohen waren, um nach Saudi-Arabien zu gelangen, kehrte sich der Prozess um und Menschen aus dem Jemen flohen zum Horn von Afrika. In den ersten vier Monaten seit Beginn des Konflikts Ende März 2015 flohen fast 100.000 Menschen aus dem Jemen ins Ausland. Über Dreiviertel der jemenitischen Flüchtlinge flohen nach Oman, nach Saudi-Arabien und Dschibuti.

### Konfliktbedingte Binnenflucht
In den ersten 23 Monaten seit März 2015 erlebten nach UN-Angaben 11,3 % der jemenitischen Bevölkerung die Binnenvertreibung durch den Konflikt.

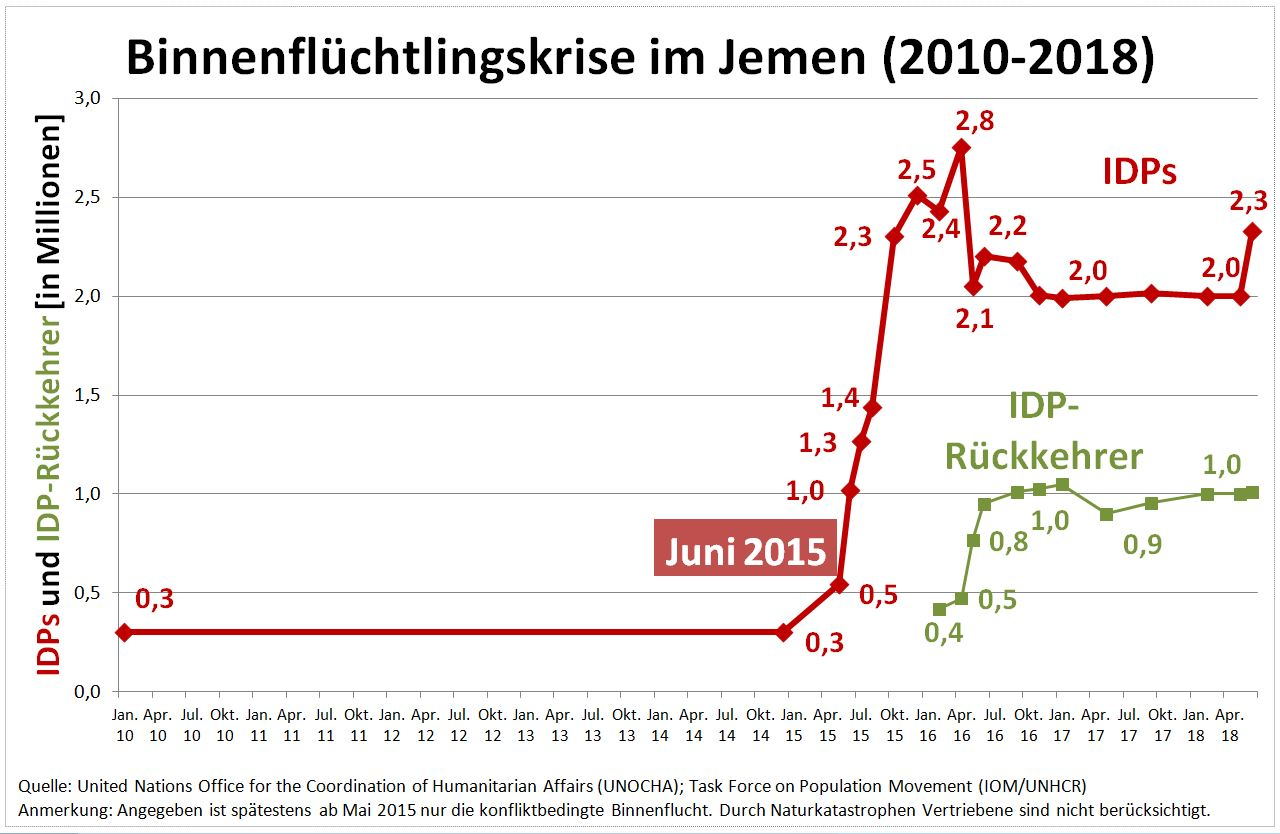
Entwicklung der Binnenflüchtlingskrise im Jemen (Januar 2010 bis Juni 2018)

| Erfasster Zeitraum (in Klammern: Veröffentlichung)                                                                            | Anzahl jemenweit                                  | Quellen                                       |
| --- | ------------------------------------------------- | --------------------------------------------- |
| Januar 2010 (zum Langzeitvergleich)                                                                                           | 296.762                                           | [ 296 ] [ 297 ]                               |
| 26. März – 11. (13.) April 2015                                                                                               | 121.275                                           | [ 298 ]                                       |
| 26. März – (17. April) 2015                                                                                                   | 150.000                                           | [ 299 ]                                       |
| 26. März – (28. April) 2015                                                                                                   | >300.000                                          | [ 299 ]                                       |
| 26. März – (15. Mai) 2015 | 450.000                                           | [ 300 ] [ 301 ] [ 302 ]                       |
| 26. März – 7. (17.) Mai 2015                                                                                                  | 545.719                                           | [ 296 ] [ 302 ] [ 303 ]                       |
| 26. März – 28. Mai (4. Juni) 2015                                                                                             | 1.019.762                                         | [ 90 ] [ 296 ] [ 304 ] [ 305 ]                |
| 26. März – 2. (6.) Juli 2015                                                                                                  | 1.267.590                                         | [ 132 ]                                       |
| 26. März – 5. August 2015 | 1.439.118                                         | [ 91 ] [ 306 ] [ 307 ]                        |
| 26. März – 14. Oktober 2015                                                                                                   | 2.305.048                                         | [ 23 ] [ 289 ] [ 296 ] [ 308 ] [ 309 ]        |
| 26. März – (10.) Dezember 2015                                                                                                | 2.509.062                                         | [ 56 ] [ 296 ] [ 297 ]                        |
| 26. März 2015 – Februar (31. Januar) 2016                                                                                     | 2.430.178 IDP-Rückkehrer: 421.164                 | [ 296 ] [ 297 ] [ 310 ]                       |
| 26. März 2015 – März (5. April) 2016                                                                                          | 2.755.916 IDP-Rückkehrer: 472.338                 | [ 20 ] [ 21 ] [ 296 ] [ 297 ] [ 311 ] [ 312 ] |
| 26. März 2015 – Mai 2016 | 2.818.072 IDPs: 2.053.093 IDP-Rückkehrer: 764.979 | [ 296 ] [ 297 ] [ 313 ]                       |
| 26. März 2015 – Juni 2016 | 3.154.572 IDPs: 2.205.102 IDP-Rückkehrer: 949.470 | [ 296 ] [ 297 ] [ 314 ]                       |
| September 2016 | IDPs: 2.179.278 IDP-Rückkehrer: 1.010.016         | [ 315 ]                                       |
| November 2016 | IDPs: 2.007.216 IDP-Rückkehrer: 1.027.674         | [ 316 ]                                       |
| März 2015 bis 1. Februar 2017                                                                                                 | IDPs: 1.991.340 IDP-Rückkehrer: 1.048.896         | [ 294 ]                                       |
| März 2015 bis 1. April 2017                                                                                                   | IDPs: 1.988.946 IDP-Rückkehrer: 900.258           | [ 317 ]                                       |
| März 2015 bis 1. Juni 2017 | IDPs: 1.980.510 IDP-Rückkehrer: 946.044           | [ 318 ]                                       |
| März 2015 bis 1. September 2017                                                                                               | IDPs: 2.014.026 IDP-Rückkehrer: 956.076           | [ 319 ]                                       |
| 28. Februar 2018 | IDPs: 2 Millionen IDP-Rückkehrer: 1 Million       | [ 320 ]                                       |
| 28. Mai 2018 | IDPs: 2 Millionen IDP-Rückkehrer: 1 Million       | [ 321 ]                                       |
| Juni 2018 | IDPs: 2.331.264 IDP-Rückkehrer: 1.012.464         | [ 322 ] [ 323 ]                               |
| zusätzlich zu 330.000 vor dem Konflikt Binnenvertriebenen und 250.000 vorwiegend aus Somalia stammenden Flüchtlingen im Jemen |                                                   |                                               |

| #  | Herkunfts-Provinz (mit Anzahl der daraus Vertriebenen) Stand: | Herkunfts-Provinz (mit Anzahl der daraus Vertriebenen) Stand: | Herkunfts-Provinz (mit Anzahl der daraus Vertriebenen) Stand: | Herkunfts-Provinz (mit Anzahl der daraus Vertriebenen) Stand: | Herkunfts-Provinz (mit Anzahl der daraus Vertriebenen) Stand: | Herkunfts-Provinz (mit Anzahl der daraus Vertriebenen) Stand: | Herkunfts-Provinz (mit Anzahl der daraus Vertriebenen) Stand: | Herkunfts-Provinz (mit Anzahl der daraus Vertriebenen) Stand: |
| #  | 31. Mai 2015                                                  | 6. Juli 2015                                                  | 14. Oktober 2015                                              | 10. Dezember 2015                                             | 29. Februar 2016                                              | 5. April 2016                                                 | 1. Juni 2017                                                  | 1. September 2017                                             |
| -- | ------------------------------------------------------------- | ------------------------------------------------------------- | ------------------------------------------------------------- | ------------------------------------------------------------- | ------------------------------------------------------------- | ------------------------------------------------------------- | ------------------------------------------------------------- | ------------------------------------------------------------- |
| 1. | Sanaa (109.775)                                               | ʿAdan (256.674)                                               | ʿAdan (512.427)                                               | Taʿizz (507.403)                                              | Taʿizz (733,584)                                              | Taʿizz (869.721)                                              | Taʿizz (524.178)                                              | Taʿizz (550.416)                                              |
| 2. | ad-Dāliʿ (97.419)                                             | ad-Dāliʿ (97.238)                                             | Taʿizz (349.458)                                              | Saʿda (500.794)                                               | Saʿda (561.979)                                               | Saʿda (638.044)                                               | Haddscha (374.898)                                            | Haddscha (375.048)                                            |
| 3. | ʿAdan (77.159)                                                | Lahidsch (45.782)                                             | Abyan (172.353)                                               | Am. Al Asimah (281.529)                                       | Am. Al Asimah (327,925)                                       | Am. Al Asimah (340.352)                                       | Saʿda (293.814)                                               | Saʿda (294.072)                                               |
| 4. | Saʿda (49.494)                                                | Sanaa (35.518)                                                | Saʿda (151.878)                                               | ʿAdan (239.946)                                               | Haddscha (320,352)                                            | Haddscha (337.331)                                            | Am. Al Asimah (272.844)                                       | Am. Al Asimah (272.676)                                       |
| 5. | Lahidsch (46.391)                                             | Schabwa (30.096)                                              | Lahidsch (129.041)                                            | Sanaa (175.973)                                               | Sanaa (192,513)                                               | Sanaa (204.184)                                               | Sanaa (93.420)                                                | Sanaa (93.276)                                                |

| Rückkehrprovinz | Rückkehrer | Prozent |
| --------------- | ---------- | ------- |
| Abyan           | 9.942      | 2       |
| ʿAdan           | 300.912    | 71      |
| al-Baidā'       | 6.528      | 2       |
| ad-Dāliʿ        | 16.104     | 4       |
| Hadramaut       | 876        | 0       |
| Ibb             | 3.108      | 1       |
| Lahidsch        | 63.510     | 15      |
| Schabwa         | 20.184     | 5       |
| Gesamt          | 421.164    | 100     |

Entwicklung der Binnenflucht: Bereits vor Mitte April 2015 zeigte sich der UNHCR besorgt über die Sicherheit der 330.000 Binnenvertriebenen sowie der 250.000 zumeist somalischen Flüchtlinge im Jemen. Er rief die internationale Staatengemeinschaft auf, Flüchtlinge aus dem Jemen aufzunehmen.
Innerhalb des Zeitraums vom 17. bis zum 28. April 2015 kam es Schätzungen zufolge nach UN-Angaben zu mehr als einer Verdopplung der Binnenflüchtlinge auf über 300.000 Menschen. Die Anzahl der Binnenflüchtlinge stieg in der folgenden Zeit weiter rasant an, nach UN-Angaben hatte die Task Force on Population Movement (TFPM) mit Stand des 31. Mai 2015 die Anzahl der Binnenflüchtlinge auf über eine Million beziffert und als Provinzen, aus die Menschen vornehmlich geflohen waren, Sanaa, ad-Dāliʿ and ʿAdan angegeben. Kurz zuvor waren die UN Medienangaben von Anfang Juni 2015 noch davon ausgegangen, dass eine halbe Million Menschen im Jemen obdachlos waren. Anfang August 2015 erreichte die Anzahl der Binnenflüchtlinge nach UN-Angaben 1.439.118 (245.919 Haushalte). Die meisten Binnenflüchtlinge fanden den UN-Angaben zufolge in den Provinzen Haddscha, ad-Dāliʿ und ʿAdan Zuflucht. Ab August 2015 kam es zu einer Verschiebung der Frontlinien und Hotspots des Konflikts, wodurch die Orte der Gewalt sich verschoben und ausdehnten. Mitte Oktober 2015 verzeichneten die UN 2,3 Millionen Binnenflüchtlinge, rund 10 Prozent der Gesamtbevölkerung. Der fünfte Bericht des Task Force on Population Movement (TFPM) nannte als Hauptgrund für den Anstieg der UN-Binnenflüchtlingszahl die Verwendung einer signifikant verbesserten Methodologie für das Tracking und Profiling der Flüchtlinge.
Der im Februar 2016 veröffentlichte 7. TFPM-Bericht validierte eine Gesamtzahl von über 2,4 Millionen Binnenflüchtlingen. Dabei gab es einen allgemeinen Anstieg der Binnenflüchtlingsbevölkerung in nördlichen und nordwestlichen Gebieten und eine Abnahme in den südlichen und südöstlichen Gebieten. Diese Auswertung spiegelte eine ansteigende Zahl von Haushalten wider, die in einige südliche Gebiete des Jemen zurückgekehrt war. Über die tatsächliche Zahl wurden von den verschiedenen Organisationen abweichende Angaben gemacht, die Zahl von der UN mit 2,7 Millionen Menschen angegeben.
Im 14. TFPM-Bericht wurden mit Stand vom 1. April 2017 2 Millionen konfliktbedingte Binnenflüchtlinge und 0,9 Millionen Rückkehrer im Land angegeben. 75 % der Binnenflüchtlinge stammten aus den vier Provinzen Taʿizz, Haddscha, Saʿda und Amānat al-ʿĀsima und 81 % der Binnenflüchtlinge waren seit mehr als einem Jahr vertrieben.
Lebensbedingungen der Binnenflüchtlinge: Viele der über eine Million Menschen, die in benachbarten Provinzen geflohen waren, waren im öffentlichen Raum untergebracht, wo die Lebensbedingungen überfüllt sowie oftmals beengt und unhygienisch waren. Einige der Gebiete, die die meisten Binnenflüchtlinge aufnahmen, waren zugleich die Gebiete mit der unsichersten Ernährungslage vor der Krise. Dadurch erhöhte sich die Belastung für die dortige Bevölkerung, insbesondere in den Provinzen Haddscha, ad-Dāliʿ und Lahidsch.
Die Gemeinden waren der großen Zahl von aufzunehmenden Menschen nicht gewachsen, die Flüchtlinge wurden daher in öffentlichen Gebäuden, Schulen und Universitäten untergebracht oder lebten im Freien. Die meisten Binnenvertriebenen lebten laut UN-Angaben bei Verwandten oder Freunden und stellten eine erhebliche Belastung für bereits gefährdete Familien dar. Viele der Geflüchteten – insbesondere in den weniger entwickelten und ländlichen Gebieten – mussten jedoch unter Bäumen, in Höhlen und in nicht fertiggestellten Gebäuden oder gar in Abwasserröhren leben und waren Sicherheitsrisiken ausgesetzt. Das Einsetzen der Regenzeit brachte in einigen Gebieten zusätzlich eine Flutgefahr mit sich. Das Shelter/CCCM/NFI-Cluster der UN-Hilfe behielt seine Strategie aufrecht, keine Zelte zu verteilen, um die Bildung von Lagern oder lagerartigen Siedlungen zu verhindern, musste aber im Juni aufgrund der sich weiter verschlechternden Lage und wachsender Anfragen diese Haltung vorübergehend aufgeben. Nach UN-Angaben von Juli 2015 waren 80 Prozent der etwa 800.000 Vertriebenen bei Gastfamilien untergebracht.
Zahlenangaben: Die UN-Angaben für die Anzahl der Binnenflüchtlinge berücksichtigten nur Binnenflüchtlinge, die seit dem 26. März 2015 registriert wurden, während Binnenflüchtlinge, die vor der Eskalation des Konflikts ab dem 26. März 2015 registriert wurden, nicht zugezählt wurden. Die UN gingen jedoch davon aus, dass ein erheblicher Anteil der Vorkrisenbinnenflüchtlinge während der saudisch geführten Militärintervention erneut vertrieben worden und somit in den Angaben der UN enthalten war. Nach der Einschätzung der UN waren die UN-Angaben für die Anzahl der Binnenflüchtlinge niedriger als die tatsächliche Anzahl der Binnenflüchtlinge, da die bestehenden Einschätzungen in einigen Gebieten wie in den Provinzen Aden, Sanaa and Saʿda aufgrund von eingeschränkter Telekommunikationsmitteln und dem Mangel an Zugang in einigen Gebieten die mit den UN zusammen arbeitenden Partner davon abhielt, umfassende Bewertungen durchzuführen.

### Flucht und Evakuierung aus dem Jemen
| Bewegung von/nach     | Afrika (Horn von Afrika und Sudan) | Afrika (Horn von Afrika und Sudan) | Afrika (Horn von Afrika und Sudan) | Afrika (Horn von Afrika und Sudan) | Arabische Halbinsel | Arabische Halbinsel |
| Bewegung von/nach     | Dschibuti                          | Somalia                            | Äthiopien                          | Sudan                              | Oman                | Saudi-Arabien       |
| --------------------- | ---------------------------------- | ---------------------------------- | ---------------------------------- | ---------------------------------- | ------------------- | ------------------- |
| Jemeniten             | 18.952                             | 3.846                              | 1.289                              | 1106                               | 5.000               | 30.000              |
| Somali                | 297                                | 27.657                             | 2.515                              | 42                                 | 46.000              | 9.880               |
| Andere Nationalitäten | 12.130                             | 258                                | 171                                | 1.301                              | 46.000              | 9.880               |
| Nationale Rückkehrer  | 1.961                              | 0                                  | 7.548                              | 3.800                              | 46.000              | 9.880               |
| Gesamt                | 33.340                             | 31.761                             | 11.523                             | 6.249                              | 51.000              | 39.880              |

Nach Schätzungen befanden sich im Mai 2015 noch 250.000 Flüchtlinge und eine Million Migranten, vor allem Somali und Äthiopier, unter prekären Bedingungen in Lagern und in Aufnahmezentren oder lebten in Armut in Stadtgebieten im Jemen. Seit Beginn der Militärintervention 2015 kam es monatelang weder zu Landungen, noch zu Abflügen kommerzieller Flüge im Jemen, wo Tausende Menschen festsaßen. Auch die Mobilität innerhalb des Jemens war aufgrund des Treibstoffmangels und der Checkpoints schwierig und verringerte die Möglichkeiten für die im Jemen festsitzenden Menschen.
Der Konflikt und der schwierige humanitäre Notstand im Jemen zwangen allein in den ersten zwei Monaten rund 20.000 gefährdete Menschen zur Flucht aus dem Jemen zum Horn von Afrika. Zu ihnen gehörten Flüchtlinge aus Somalia, Arbeitsmigranten aus Drittländern und jemenitische Zivilisten.
Viele Flüchtenden gelangten mit Booten über die schmale Meeresstraße oder mit Charterflügen nach Dschibuti,
Ziele für Flüchtlinge waren auch Somalia, Somaliland und Puntland. Presseberichten zufolge blieb den meisten Flüchtlingen die Flucht in die benachbarten Staaten Saudi-Arabien oder Oman verwehrt.
Beobachter schätzen die Lage so ein, dass es nicht zu einer Massenmigration bzw. Flucht nach Europa kommen würde. Gründe dafür waren die geringe Möglichkeit, Visa zu erhalten sowie finanzielle und geografische Gegebenheiten. Nur wenige Menschen erreichten Griechenland. Auch der Weg nach Libyen und damit zu der gefährlicheren alternativen Route über das Mittelmeer war vom Jemen aus sehr schwierig. Angehörige der Ober- und Mittelschicht nutzten die Flugverbindung nach Amman in Jordanien, die mit langen Wartezeiten und hohen Kosten verbunden und nur über eine Bezahlung in US-Dollar möglich war.
Bis Anfang 2015 umfasste die von UNHCR und IOM registrierte Bevölkerungsbewegung aus dem Jemen über 120.000 „displaced people“, darunter etwa 55.000 Jemeniten, 29.000 Somali, 14.000 nationale Rückkehrer und 23.000 Personen anderer Nationalitäten. Bezüglich der Flüchtlingszahlen geht man allerdings von einer hohen Dunkelziffer aus.

#### Zusammensetzung und Entwicklung der Bevölkerungsbewegung

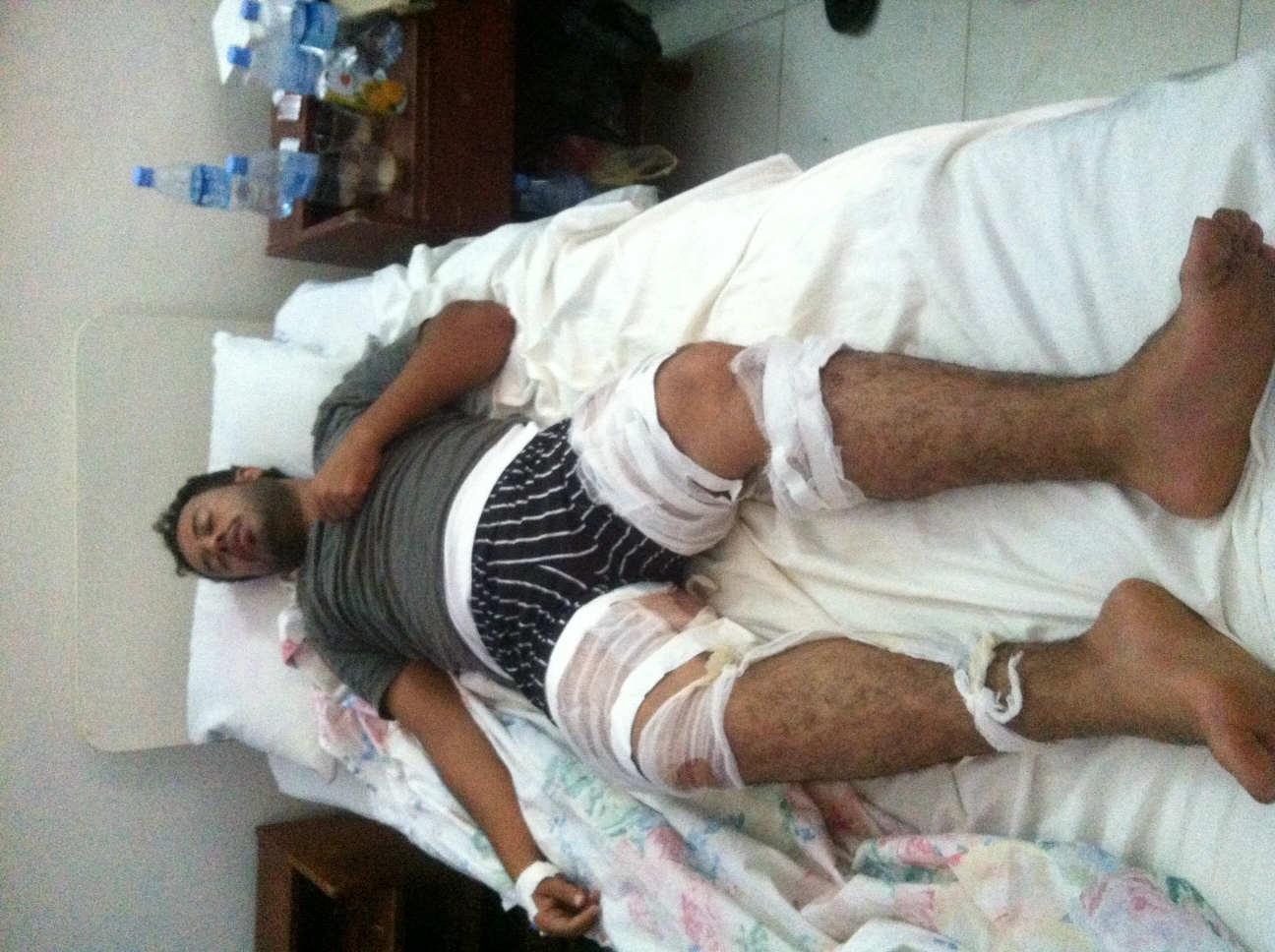
Dieser 25-Jährige, der nach Angaben des Sprechers der jemenitischen Flüchtlinge in Somaliland, Nabil Salem, wie mindestens 1.500 weitere Flüchtlinge aus dem Jemen nicht die benötigte Hilfe von Hilfsorganisationen erhielt, überschüttete sich mit Benzin und setzte sich vor dem UNHCR-Büro in Hargeysa in Brand (Oktober 2015).

Bis zum 30. April 2015 flohen nach Angaben der IOM rund 12.300 Menschen aus dem Jemen über das Rote Meer zum Horn von Afrika, davon 8.896 nach Dschibuti, 2.285 nach Puntland und 1.125 nach Somaliland. Während der sogenannten „humanitären Pause“ vom 12. bis zum 17. Mai 2015 verließen nach Angabe der IOM Hunderte Menschen den Jemen, indem sie mit dem Boot über das Rote Meer nach Dschibuti oder über den Golf von Aden nach Somalia fuhren. Bis zum 15. Mai 2015 hatten nach UN-Angaben mehr als 28.700 Jemeniten und TCNs seit der Eskalation des Konflikts Mitte März 2015 den Jemen verlassen und waren in Dschibuti, Äthiopien, Oman, Saudi-Arabien und im Sudan registriert worden. Nach Angaben des UNHCR mit Stand vom 22. Mai 2015 kamen bei der Bevölkerungsbewegung aus dem Jemen 11.200 Menschen nach Dschibuti, 7.800 nach Saudi-Arabien, 7.300 nach Somalia, 500 nach Oman und 300 in andere benachbarte Länder. Bis zum 10. Juni 2015 kamen nach IOM-Angaben 18.129 Menschen aus dem Jemen in Dschibuti an (darunter 8.883 Jemeniten, 7.433 TCNs und 1.813 Staatsbürger von Dschibuti) und 14.524 Menschen in Somalia (19.485 in Puntland, 3.944 in Somaliland und 95 im mittleren Süden). Bis Ende Juli 2015 waren fast 100.000 Menschen aus dem Jemen in’s Ausland geflohen, von denen etwa 54.000 beim UNHCR und Regierungsbehörden für Hilfeleistungen verschiedener Art als Flüchtlinge registriert wurden. Der UNHCR warnte am 4. August 2015, dass seine regionalen Einsatzkräfte zur Unterstützung der Flüchtlingsaufnahmeländer unter starkem Mangel an Finanzmitteln litten. Nach Angaben des UNHCR waren Ende September über 100.000 Menschen seit Beginn der Militärintervention aus dem Jemen geflohen, darunter lediglich 40.000 Jemeniten und der überwiegende Rest Ostafrikaner, die in ihre Heimat zurückkehrten. Bis Oktober 2015 waren seit Ende März 106.776 Jemeniten, Flüchtlinge und Third country nationals (TCN)s aus dem Jemen geflüchtet und hatten Länder am Horn von Afrika und am Persischen Golf erreicht (49.477 Jemeniten und etwa 28.640 Somali).
Bis Ende Oktober 2015 hatten nach UN-Angaben seit Beginn der Kampfhandlungen insgesamt 166.658 Menschen den Jemen verlassen, darunter 44 Prozent TCNs, 31 Prozent Jemeniten und 17 Prozent Somali. Oman hatte im Oktober informiert, dass er seit März 2015 51.000 TCNs aus 27 verschiedenen Nationen die Reise, Unterbringung und Flugtickets bereitgestellt hatte und dass 500 Jemeniten in der Zeit von Mai bis Juli 2015 in Oman angekommen waren, die sich zu diesem Zeitpunkt noch in Oman aufhielten. In Saudi-Arabien waren 39.880 Menschen aus dem Jemen angekommen und 75.778 weitere in Dschibuti, Äthiopien, Somalia und Sudan.

#### Evakuierung ausländischer Staatsbürger
Zahlreiche Staaten wie China, Indien, die Türkei, Russland, Frankreich, Deutschland brachten auch mit Hilfe ihrer Streitkräfte ihre Landsleute sowie Staatsbürger anderer Nationen aus dem Jemen in Sicherheit, unter anderem mit Schiffen und Flugzeugen größtenteils unter schwierigen Bedingungen, da auch Flughäfen bombardiert wurden. Auch die Internationale Organisation für Migration (IOM) war an den Evakuierungsmaßnahmen beteiligt.
Bis Ende Oktober 2015 wurden laut IOM insgesamt 23.741 Menschen aus dem Jemen evakuiert.

### Flucht in den Jemen und Menschenhandel
| Herkunftsland | Flüchtlinge | Asylsuchende | Summe   |
| ------------- | ----------- | ------------ | ------- |
| Somalia       | 251.468     | –            | 251.468 |
| Äthiopien     | 6.082       | 7.561        | 13.643  |
| Irak          | 3.397       | 127          | 3.524   |
| Syrien        | 2.988       | 614          | 3.602   |
| Andere        | 1.898       | 844          | 2.742   |
| Gesamt        | 265.833     | 9.146        | 274.979 |

| Jahr             | Herkunftsland | Herkunftsland | Herkunftsland | Herkunftsland | Tot oder vermisst |
| Jahr             | Somalia       | Äthiopien     | Andere        | Gesamt        | Tot oder vermisst |
| ---------------- | ------------- | ------------- | ------------- | ------------- | ----------------- |
| 2010             | 18.855        | 34.422        | 105           | 53.382        | k. A.             |
| 2011             | 27.350        | 75.651        | 153           | 103.154       | k. A.             |
| 2012             | 23.086        | 84.376        | 70            | 107.532       | k. A.             |
| 2013             | 11.045        | 54.213        | 61            | 65.319        | 5                 |
| 2014             | 19.640        | 71.907        | 45            | 91.592        | 246               |
| 2015             | 10.162        | 82.268        | 16            | 92.446        | 95                |
| Jan. – März 2016 | 4.343         | 24.372        | 2             | 28.717        | 27                |

Der Jemen dient als historische Drehscheibe für Bevölkerungsbewegungen von Flüchtlingen, Asylsuchenden und Migranten auf dem Weg vom Horn von Afrika zur arabischen Halbinsel und darüber hinaus. Obwohl es sich um das wirtschaftlich schwächste Land unter den Golfstaaten handelte, ragte der Jemen in der Region für seine Freizügigkeit gegenüber Flüchtlingen heraus. Es war der einzige Staat der arabischen Halbinsel, der das Abkommen über die Rechtsstellung der Flüchtlinge von 1951 und dessen Protokoll über die Rechtsstellung der Flüchtlinge von 1967 unterzeichnet hatte.
Die Migration in und durch den Jemen galt als „Hintertür“ für Migranten und Asylsuchende vom Horn von Afrika um nach Saudi-Arabien zu gelangen und war schon vor der Militärintervention lebensgefährlich und fand unter inhumaner Behandlung statt. Die Überfahrten in den Jemen gelten als sehr gefährlich hatten seit Anfang 2015 zahlreiche Todesfälle zur Folge. Der seit 2015 jahrelang anhaltende Krieg begrenzte die Kapazitäten des Jemen zur Bereitstellung angemessener Hilfe und adäquaten Schutzes für die Flüchtlinge.
Trotz der ansteigenden Flüchtlingsströme aus dem Jemen zum Horn von Afrika wurden nach UNHCR-Angaben von April 2015 Hunderte zumeist aus Somalia und Äthiopien stammende Asylsuchende vom jemenitischen Roten Halbmond registriert, die weiterhin in umgekehrter Richtung an den Küsten des Jemen ankamen und die entweder in Unkenntnis der Lage im Jemen oder unter Kontrolle von Flüchtlingsschleppern waren. Durch erschwerten Zugang zu bestimmten Regionen war es nicht möglich, Neuankömmlinge in die Zentren innerhalb des Landes zu bringen und sie mit entsprechender humanitärer Hilfe zu unterstützen. Außerdem konnten auch Aufnahmezentren nicht mehr genutzt werden, nachdem sie angegriffen, geplündert und Flüchtlinge sowie Angehörige von Hilfsorganisationen getötet worden waren.
Während der Hauptankunftsort 2013 und 2014 am Roten Meer mit Taizz lokalisiert war, verlagerte er sich ab 2015 nach dem Arabischen Meer mit Hadramaut Aufgrund des Konflikts war die Bewegungsfreiheit dieser Menschen im Jemen beschränkt. Die Verdienstmöglichkeiten und verfügbaren Dienstleistungen waren durch die Situation vermindert und organisierte Banden und Schmuggler operierten im Küstengebiet des Roten Meers.
Menschenhändler beuteten Migranten aus und schmuggelten tausende Menschen vom Horn von Afrika mit Booten in den Jemen. Viele Flüchtlingen wurden von Schleppern im Glauben gehalten, dass der Konflikt im Jemen zu Ende und die Lage wieder sicher wäre. Zu den Risiken, die zusätzlich zum Krieg mit den Meeresüberfahrten einhergingen, zählten Verschleppung, Übergriffe, Ertrinken, Ausbeutung und sexuelle Gewalt. Hunderte Flüchtlinge sollen Berichten zufolge sowohl auf See als auch bei nach Ankunft an den jemenitischen Küsten entführt worden sein.
Nach einer Schätzung des UNHCR vom Oktober 2015 beherbergte der Jemen zu diesem Zeitpunkt über 264.000 Migranten, davon über 250.000 Somali. Im Mai 2017 lebten nach UNHCR-Angaben rund 280.000 Flüchtlinge im Jemen, deren Lage sich ständig verschlechterte. Darunter rund 255.000 somalische Flüchtlinge, die seit den frühen 1990er Jahren in den Jemen gekommen waren. In wachsender Zahl forcierten diese wegen der schlechten Bedingungen im Jemen ihre Rückkehr nach Somalia.

### Evakuierungen aus dem saudi-arabischen Grenzgebiet
Am 1. Februar 2016 sagte der Sprecher der saudisch geführten Militärkoalition, Brigadegeneral Ahmed al-Assiri, laut Reuters, die saudische Führung sei durch die kontinuierlichen Angriffe der Huthimilizen und Salih-loyalen Truppen gezwungen worden, ein Dutzend Dörfer entlang der saudisch-jemenitischen Grenze zu evakuieren und 7000 Menschen aus den Frontdistrikten zu verlagern, wobei 500 Schulen geschlossen worden seien. Einer AFP-Meldung vom 2. Februar zufolge sagte Assiri hingegen, es seien Tausende von Zivilisten seit einem früheren Konflikt mit den Huthis von 2009–2010 umgesiedelt worden.

## Tote und Verletzte
Zivilisten sind bisher von den militärischen Handlungen im Jemen überproportional stark betroffen und stellen rund die Hälfte der Gesamtzahl der Todesopfer.

| Tote je Woche (19. März – 29. Juli 2015) UN-Angaben nach Meldungen der Gesundheitseinrichtungen Rohdatenquelle: Yemen health cluster | Tote je Woche (19. März – 29. Juli 2015) UN-Angaben nach Meldungen der Gesundheitseinrichtungen Rohdatenquelle: Yemen health cluster | Tote je Woche (19. März – 29. Juli 2015) UN-Angaben nach Meldungen der Gesundheitseinrichtungen Rohdatenquelle: Yemen health cluster | Tote je Woche (19. März – 29. Juli 2015) UN-Angaben nach Meldungen der Gesundheitseinrichtungen Rohdatenquelle: Yemen health cluster | Tote je Woche (19. März – 29. Juli 2015) UN-Angaben nach Meldungen der Gesundheitseinrichtungen Rohdatenquelle: Yemen health cluster | Tote je Woche (19. März – 29. Juli 2015) UN-Angaben nach Meldungen der Gesundheitseinrichtungen Rohdatenquelle: Yemen health cluster | Tote je Woche (19. März – 29. Juli 2015) UN-Angaben nach Meldungen der Gesundheitseinrichtungen Rohdatenquelle: Yemen health cluster | Tote je Woche (19. März – 29. Juli 2015) UN-Angaben nach Meldungen der Gesundheitseinrichtungen Rohdatenquelle: Yemen health cluster | Tote je Woche (19. März – 29. Juli 2015) UN-Angaben nach Meldungen der Gesundheitseinrichtungen Rohdatenquelle: Yemen health cluster | Tote je Woche (19. März – 29. Juli 2015) UN-Angaben nach Meldungen der Gesundheitseinrichtungen Rohdatenquelle: Yemen health cluster | Tote je Woche (19. März – 29. Juli 2015) UN-Angaben nach Meldungen der Gesundheitseinrichtungen Rohdatenquelle: Yemen health cluster | Tote je Woche (19. März – 29. Juli 2015) UN-Angaben nach Meldungen der Gesundheitseinrichtungen Rohdatenquelle: Yemen health cluster | Tote je Woche (19. März – 29. Juli 2015) UN-Angaben nach Meldungen der Gesundheitseinrichtungen Rohdatenquelle: Yemen health cluster | Tote je Woche (19. März – 29. Juli 2015) UN-Angaben nach Meldungen der Gesundheitseinrichtungen Rohdatenquelle: Yemen health cluster | Tote je Woche (19. März – 29. Juli 2015) UN-Angaben nach Meldungen der Gesundheitseinrichtungen Rohdatenquelle: Yemen health cluster | Tote je Woche (19. März – 29. Juli 2015) UN-Angaben nach Meldungen der Gesundheitseinrichtungen Rohdatenquelle: Yemen health cluster | Tote je Woche (19. März – 29. Juli 2015) UN-Angaben nach Meldungen der Gesundheitseinrichtungen Rohdatenquelle: Yemen health cluster | Tote je Woche (19. März – 29. Juli 2015) UN-Angaben nach Meldungen der Gesundheitseinrichtungen Rohdatenquelle: Yemen health cluster | Tote je Woche (19. März – 29. Juli 2015) UN-Angaben nach Meldungen der Gesundheitseinrichtungen Rohdatenquelle: Yemen health cluster |
| --- | --- | --- | --- | --- | --- | --- | --- | --- | --- | --- | --- | --- | --- | --- | --- | --- | --- | --- |
| 186 | 374 | 107 | 220 | 274 | 117 | 249 | 293 | 76 | 283 | 195 | 274 | 228 | 157 | 143 | ~410 | 198 | 267 | 163 |
| 19.03.- 25.03. | 26.03.- 01.04. | 02.04.- 08.04. | 09.04.- 15.04. | 16.04.- 22.04. | 23.04.- 29.04. | 30.04.- 06.05. | 07.05.- 13.05. | 14.05.- 20.05. | 21.05.- 27.05. | 28.05.- 03.06. | 07.06.- 10.06. | 11.06.- 17.06. | 18.06.- 24.06. | 25.06.- 01.07. | 02.07.- 08.07. | 09.07.- 15.07. | 16.07.- 22.07. | 23.07.- 29.07. |

| Verletzte je Woche (19. März – 29. Juli 2015) UN-Angaben nach Meldungen der Gesundheitseinrichtungen Rohdatenquelle: Yemen health cluster | Verletzte je Woche (19. März – 29. Juli 2015) UN-Angaben nach Meldungen der Gesundheitseinrichtungen Rohdatenquelle: Yemen health cluster | Verletzte je Woche (19. März – 29. Juli 2015) UN-Angaben nach Meldungen der Gesundheitseinrichtungen Rohdatenquelle: Yemen health cluster | Verletzte je Woche (19. März – 29. Juli 2015) UN-Angaben nach Meldungen der Gesundheitseinrichtungen Rohdatenquelle: Yemen health cluster | Verletzte je Woche (19. März – 29. Juli 2015) UN-Angaben nach Meldungen der Gesundheitseinrichtungen Rohdatenquelle: Yemen health cluster | Verletzte je Woche (19. März – 29. Juli 2015) UN-Angaben nach Meldungen der Gesundheitseinrichtungen Rohdatenquelle: Yemen health cluster | Verletzte je Woche (19. März – 29. Juli 2015) UN-Angaben nach Meldungen der Gesundheitseinrichtungen Rohdatenquelle: Yemen health cluster | Verletzte je Woche (19. März – 29. Juli 2015) UN-Angaben nach Meldungen der Gesundheitseinrichtungen Rohdatenquelle: Yemen health cluster | Verletzte je Woche (19. März – 29. Juli 2015) UN-Angaben nach Meldungen der Gesundheitseinrichtungen Rohdatenquelle: Yemen health cluster | Verletzte je Woche (19. März – 29. Juli 2015) UN-Angaben nach Meldungen der Gesundheitseinrichtungen Rohdatenquelle: Yemen health cluster | Verletzte je Woche (19. März – 29. Juli 2015) UN-Angaben nach Meldungen der Gesundheitseinrichtungen Rohdatenquelle: Yemen health cluster | Verletzte je Woche (19. März – 29. Juli 2015) UN-Angaben nach Meldungen der Gesundheitseinrichtungen Rohdatenquelle: Yemen health cluster | Verletzte je Woche (19. März – 29. Juli 2015) UN-Angaben nach Meldungen der Gesundheitseinrichtungen Rohdatenquelle: Yemen health cluster | Verletzte je Woche (19. März – 29. Juli 2015) UN-Angaben nach Meldungen der Gesundheitseinrichtungen Rohdatenquelle: Yemen health cluster | Verletzte je Woche (19. März – 29. Juli 2015) UN-Angaben nach Meldungen der Gesundheitseinrichtungen Rohdatenquelle: Yemen health cluster | Verletzte je Woche (19. März – 29. Juli 2015) UN-Angaben nach Meldungen der Gesundheitseinrichtungen Rohdatenquelle: Yemen health cluster | Verletzte je Woche (19. März – 29. Juli 2015) UN-Angaben nach Meldungen der Gesundheitseinrichtungen Rohdatenquelle: Yemen health cluster | Verletzte je Woche (19. März – 29. Juli 2015) UN-Angaben nach Meldungen der Gesundheitseinrichtungen Rohdatenquelle: Yemen health cluster | Verletzte je Woche (19. März – 29. Juli 2015) UN-Angaben nach Meldungen der Gesundheitseinrichtungen Rohdatenquelle: Yemen health cluster |
| --- | --- | --- | --- | --- | --- | --- | --- | --- | --- | --- | --- | --- | --- | --- | --- | --- | --- | --- |
| 718 | 1088 | 616 | 732 | 1449 | 607 | 1056 | 1064 | 366 | 1339 | 1133 | 1297 | 1322 | 1018 | 1298 | ~1800 | 1344 | 1321 | 1244 |
| 19.03.- 25.03. | 26.03.- 01.04. | 02.04.- 08.04. | 09.04.- 15.04. | 16.04.- 22.04. | 23.04.- 29.04. | 30.04.- 06.05. | 07.05.- 13.05. | 14.05.- 20.05. | 21.05.- 27.05. | 28.05.- 03.06. | 07.06.- 10.06. | 11.06.- 17.06. | 18.06.- 24.06. | 25.06.- 01.07. | 02.07.- 08.07. | 09.07.- 15.07. | 16.07.- 22.07. | 23.07.- 29.07. |

| Tote je Monat (19. März – 30. November 2015) UN-Angaben nach Meldungen der Gesundheitseinrichtungen | Tote je Monat (19. März – 30. November 2015) UN-Angaben nach Meldungen der Gesundheitseinrichtungen | Tote je Monat (19. März – 30. November 2015) UN-Angaben nach Meldungen der Gesundheitseinrichtungen | Tote je Monat (19. März – 30. November 2015) UN-Angaben nach Meldungen der Gesundheitseinrichtungen | Tote je Monat (19. März – 30. November 2015) UN-Angaben nach Meldungen der Gesundheitseinrichtungen | Tote je Monat (19. März – 30. November 2015) UN-Angaben nach Meldungen der Gesundheitseinrichtungen | Tote je Monat (19. März – 30. November 2015) UN-Angaben nach Meldungen der Gesundheitseinrichtungen | Tote je Monat (19. März – 30. November 2015) UN-Angaben nach Meldungen der Gesundheitseinrichtungen | Tote je Monat (19. März – 30. November 2015) UN-Angaben nach Meldungen der Gesundheitseinrichtungen |
| --------------------------------------------------------------------------------------------------- | --------------------------------------------------------------------------------------------------- | --------------------------------------------------------------------------------------------------- | --------------------------------------------------------------------------------------------------- | --------------------------------------------------------------------------------------------------- | --------------------------------------------------------------------------------------------------- | --------------------------------------------------------------------------------------------------- | --------------------------------------------------------------------------------------------------- | --------------------------------------------------------------------------------------------------- |
| 529                                                                                                 | 795                                                                                                 | 964                                                                                                 | 873                                                                                                 | 1094                                                                                                | 483                                                                                                 | 714                                                                                                 | 271                                                                                                 | 275                                                                                                 |
| Mär                                                                                                 | Apr                                                                                                 | Mai                                                                                                 | Jun                                                                                                 | Jul                                                                                                 | Aug                                                                                                 | Sep                                                                                                 | Okt                                                                                                 | Nov                                                                                                 |

| Verletzte je Monat (19. März – 30. November 2015) UN-Angaben nach Meldungen der Gesundheitseinrichtungen | Verletzte je Monat (19. März – 30. November 2015) UN-Angaben nach Meldungen der Gesundheitseinrichtungen | Verletzte je Monat (19. März – 30. November 2015) UN-Angaben nach Meldungen der Gesundheitseinrichtungen | Verletzte je Monat (19. März – 30. November 2015) UN-Angaben nach Meldungen der Gesundheitseinrichtungen | Verletzte je Monat (19. März – 30. November 2015) UN-Angaben nach Meldungen der Gesundheitseinrichtungen | Verletzte je Monat (19. März – 30. November 2015) UN-Angaben nach Meldungen der Gesundheitseinrichtungen | Verletzte je Monat (19. März – 30. November 2015) UN-Angaben nach Meldungen der Gesundheitseinrichtungen | Verletzte je Monat (19. März – 30. November 2015) UN-Angaben nach Meldungen der Gesundheitseinrichtungen | Verletzte je Monat (19. März – 30. November 2015) UN-Angaben nach Meldungen der Gesundheitseinrichtungen |
| --- | --- | --- | --- | --- | --- | --- | --- | --- |
| 1759 | 3560 | 4436 | 5268 | 6265 | 3180 | 1927 | 574 | 751 |
| Mär | Apr | Mai | Jun | Jul | Aug | Sep | Okt | Nov |

### Zivilopfer in Jemen während der Militärintervention
| Verstoßart                                            | 26. März – 22. Mai 2015 Datenquelle: Monitoring and Reporting Mechanism (MRM) | 26. März – Ende Juli 2015 | 26. März – Ende Dezember 2015 | bis März 2017 | bis Juni 2018 Quelle: MRM |
| ----------------------------------------------------- | ----------------------------------------------------------------------------- | ------------------------- | ----------------------------- | ------------- | ------------------------- |
| Tötung von Kindern                                    | 135                                                                           | 398                       | 747                           | 1.546         | 2.398                     |
| Verstümmelung von Kindern                             | 260                                                                           | 605                       | 1.108                         | 2450          | 3.652                     |
| Rekrutierung oder Verwendung durch bewaffnete Gruppen | 159                                                                           | 377                       | 724                           | 1.572         | 2.635                     |

| Erfasster Zeitraum (in Klammern: Veröffentlichung) | Zivile Todesopfer | Zivile Todesopfer | Zivile Todesopfer | Zivile Verletzte | Quellen                 |
| Erfasster Zeitraum (in Klammern: Veröffentlichung) | Gesamt            | Kinder            | Frauen            | Zivile Verletzte | Quellen                 |
| -------------------------------------------------- | ----------------- | ----------------- | ----------------- | ---------------- | ----------------------- |
| 27. März – (31. März) 2015                         | 93                | k. A.             | k. A.             | 364              | [ 389 ]                 |
| 26. März – 7. (8.) April 2015                      | 311               | 74-77             | 14                | 513              | [ 390 ] [ 391 ] [ 392 ] |
| 26. März – 12. (14.) April 2015                    | 364               | 84                | 25                | 681              | [ 393 ] [ 394 ] [ 395 ] |
| 26. März – 15. (18.) April 2015                    | 405               | 86                | 26                | 785              | [ 396 ]                 |
| 26. März – 18. (20.) April 2015                    | 436               | 86                | 29                | 817              | [ 397 ]                 |
| 26. März – 22. (24.) April 2015                    | 551               | 115               | 31                | 1.185            | [ 388 ] [ 398 ] [ 399 ] |
| 26. März – 3. (5.) Mai 2015                        | 646               | 131               | 50                | 1.364            | [ 242 ] [ 243 ]         |
| 26. März – 10. (12.) Mai 2015                      | 828               | 182               | 91                | 1.511            | [ 400 ]                 |
| 26. März – 20. (22.) Mai 2015                      | 1.037             | 234               | 130               | 2.453            | [ 401 ] [ 402 ] [ 403 ] |
| (4. Juni) 2015                                     | 1.160             | k. A.             | k. A.             | >2.800           | [ 90 ]                  |
| 26. März – 7. (12.) Juni 2015                      | 1.297             | k. A.             | k. A.             | 3.227            | [ 326 ]                 |
| 26. März – (9. Juni) 2015                          | k. A.             | 279               | k. A.             | k. A.            | [ 234 ] [ 404 ] [ 405 ] |
| (10. Juni) 2015                                    | 1.362             | k. A.             | k. A.             | 3.312            | [ 89 ]                  |
| 26. März – 15. (16.) Juni 2015                     | 1.412             | k. A.             | 210               | 3.423            | [ 55 ] [ 406 ] [ 407 ]  |
| 26. März – 30. Juni 2015                           | 1.527             | k. A.             | k. A.             | 3.548            | [ 408 ]                 |
| 26. März – 3. (7.) Juli 2015                       | 1.528             | k. A.             | k. A.             | 3.605            | [ 409 ]                 |
| (7. Juli) 2015                                     | k. A.             | 287               | k. A.             | k. A.            | [ 410 ]                 |
| 26. März – 13. (14.) Juli 2015                     | 1.670             | k. A.             | k. A.             | 3.829            | [ 411 ]                 |
| 26. März – 15. (21.) Juli 2015                     | 1.693             | k. A.             | k. A.             | 3.829            | [ 412 ]                 |
| 26. März – (21. Juli) 2015                         | k. A.             | 365               | k. A.             | k. A.            | [ 235 ] [ 413 ] [ 414 ] |
| 26. März – 27. (28.) Juli 2015                     | 1.895             | k. A.             | k. A.             | 4.182            | [ 415 ]                 |
| (28. Juli) 2015                                    | k. A.             | 398               | k. A.             | k. A.            | [ 382 ] [ 416 ]         |
| 26. März – (4. August) 2015                        | 1.916             | k. A.             | k. A.             | 4.186            | [ 417 ] [ 418 ]         |
| 26. März – 14. (18.) August 2015                   | 1.950             | k. A.             | k. A.             | 4.271            | [ 419 ]                 |
| 26. März – 27. August (1. September) 2015          | 2.112             | k. A.             | k. A.             | 4.519            | [ 420 ]                 |
| 26. März – (22. September) 2015                    | k. A.             | 466               | k. A.             | k. A.            | [ 421 ]                 |
| 26. März – (29. September) 2015                    | 2.355             | k. A.             | k. A.             | 4.862            | [ 422 ]                 |
| 26. März – (1. Oktober) 2015                       | k. A.             | 505               | k. A.             | k. A.            | [ 423 ]                 |
| 26. März – 16. (23.) Oktober 2015                  | 2.577             | k. A.             | k. A.             | 5.078            | [ 424 ]                 |
| 26. März – (20. Oktober) 2015                      | k. A.             | 573               | k. A.             | k. A.            | [ 425 ]                 |
| 26. März – 26. (27.) Oktober 2015                  | 2.615             | k. A.             | k. A.             | 5.193            | [ 309 ]                 |
| 26. März – (3. November) 2015                      | k. A.             | 604               | k. A.             | k. A.            | [ 16 ]                  |
| 26. März – (17. November) 2015                     | k. A.             | 637               | k. A.             | k. A.            | [ 8 ]                   |
| 26. März – 31. Dezember 2015                       | 2.795             | k. A.             | k. A.             | 5.324            | [ 426 ]                 |
| 26. März – (31. Dezember) 2015                     | k. A.             | 747               | k. A.             | k. A.            | [ 383 ] [ 384 ]         |
| 26. März 2015 – (4. März) 2016                     | 3.081             | k. A.             | k. A.             | 5.733            | [ 427 ]                 |
| 26. März 2015 bis 17. März 2016                    | 3.218             | k. A.             | k. A.             | 5.778            | [ 428 ]                 |
| 26. März 2015 – (29. März) 2016                    | k. A.             | 934               | k. A.             | k. A.            | [ 21 ] [ 429 ]          |
| 26. März 2015 bis 8. Juni 2016                     | 3.539             | k. A.             | k. A.             | 6.268            | [ 430 ]                 |
| März 2015 bis 11. August 2016                      | 3.704             | k. A.             | k. A.             | 6.566            | [ 431 ]                 |
| 26. März 2015 bis 22. September 2016               | 3.980             | k. A.             | k. A.             | 6.909            | [ 432 ]                 |
| März 2015 bis 30. September 2016                   | 4.014             | k. A.             | k. A.             | 6.949            | [ 433 ]                 |
| 26. März 2015 bis 23. Februar 2017                 | 4.667             | k. A.             | k. A.             | 8.180            | [ 160 ] [ 434 ]         |
| 26. März 2015 bis 28. Februar 2017                 | k. A.             | 1.546             | k. A.             | k. A.            | [ 160 ] [ 208 ]         |
| (31. März) 2017                                    | k. A.             | 1.595             | k. A.             | k. A.            | [ 203 ]                 |
| März 2015 – (23. Juni 2017)                        | 4.971             | k. A.             | k. A.             | 8.533            | [ 435 ]                 |
| März 2015 – (21. Juli 2017)                        | 5.021             | k. A.             | k. A.             | 8.588            | [ 385 ]                 |
| März 2015 – (25. August 2017)                      | 5.110             | k. A.             | k. A.             | 8.719            | [ 436 ]                 |
| März 2015 – (19. September 2017)                   | 5.159             | k. A.             | k. A.             | 8.761            | [ 437 ]                 |
| März 2015 – (11. November 2017)                    | 5.295             | k. A.             | k. A.             | 8.873            | [ 386 ]                 |
| März 2015 bis 14. Dezember 2017                    | 5.558             | k. A.             | k. A.             | 9.065            | [ 438 ]                 |
| März 2015 – (24. April 2018)                       | >6.300            | k. A.             | k. A.             | 9.900            | [ 387 ]                 |
| 26. März 2015 bis 10. Mai 2018                     | 6.385             | k. A.             | k. A.             | 10.047           | [ 439 ]                 |
| März 2015 – Juni 2018                              | k. A.             | 2.398             | k. A.             | k. A.            | [ 27 ]                  |
| 26. März 2015 bis 9. August 2018                   | 6.592             | k. A.             | k. A.             | 10.470           | [ 26 ]                  |

| Provinz    | Todesopfer | Verletzte |
| ---------- | ---------- | --------- |
| ʿAdan      | 290        | 429       |
| Sanaa      | 206        | 817       |
| Saʿda      | 203        | 164       |
| Taʿizz     | 142        | 554       |
| Ibb        | 127        | 207       |
| al-Hudaida | 98         | 438       |
| ad-Dāliʿ   | 52         | 215       |
| Haddscha   | 45         | 204       |
| Abyan      | 35         | 28        |
| Amran      | 24         | 62        |
| Lahidsch   | 22         | 52        |
| Dhamār     | 22         | 24        |
| Schabwa    | 16         | 16        |
| al-Dschauf | 6          | 8         |
| Ma'rib     | 4          | 0         |
| al-Baidā'  | 3          | 0         |
| Hadramaut  | 2          | 9         |
| Gesamt     | 1.297      | 3.227     |

Nach UN-Angaben vom August 2018 wurden seit dem 26. März 2015 6.592 Zivilisten getötet und 10.470 weitere verletzt. Hierfür waren hauptsächlich von der saudisch geführten Militärallianz geführte Luftangriffe verantwortlich. Zahlreiche Menschen starben auch durch Angriffe von Huthi-Rebellen.
Nach Schätzungen von Partnerorganisationen der UN im Jemen benötigten über 7,3 Millionen betroffene Kinder im Juni 2015 Schutzmaßnahmen. Die Berichte über den Tod, die Verletzung sowie die Rekrutierung von Kindern durch bewaffnete Gruppen waren nach UN-Angaben dramatisch angestiegen. Die Zahl der rekrutierten Kinder hatte sich im Verlauf eines Jahres verdoppelt. Innerhalb von lediglich zwei Monaten während der saudisch geführten Militärintervention wurden 260 Fälle von Verstümmelungen bei Kindern verifiziert. Die Anzahl der getöteten Kinder in dem Zeitraum wurde mit 135 angegeben.
Kinder wurden von bewaffneten Gruppen dazu benutzt, Checkpoints zu bewachen oder Waffen zu tragen. Nach UN-Angaben von Januar 2016 wurden schätzungsweise täglich durchschnittlich acht Kinder getötet oder verstümmelt.
Die UN-Schätzungen der Opferzahlen untertrieben nach UN-Angabe die tatsächlichen Zahlen, da sie sich auf Daten der Gesundheitseinrichtungen stützten und viele Menschen extremen Schwierigkeiten ausgesetzt waren, Zugang zu den Gesundheitseinrichtungen zu erhalten. Die UN gingen von tatsächlich weit höheren Zahlen für die getöteten und verletzten Zivilisten aus als in ihren Opferstatistiken verzeichnet. Umfassende Schätzungen der Opferzahlen im Jemen standen während der Militärintervention nicht zur Verfügung. Die Sammlung der Daten über die Opfer war während der Militärintervention Schwierigkeiten ausgesetzt, u. a. durch Angriffe auf wichtige Einrichtungen. Auch die Anzahl der rekrutierten Kinder wurde von den UN als wahrscheinlich weitaus höher als die Anzahl der von den UN verifizierten Fälle eingeschätzt, da die meisten Familien aus Angst vor Repressalien nicht über die Rekrutierung ihrer Kinder sprechen wollten.

### Zivilopfer in Saudi-Arabien
Im Zuge der Kampfhandlungen wurden auch zahlreiche Zivilisten besonders in den Grenzregionen von Saudi-Arabien durch Luftangriffe und Granatbeschüsse getötet und verletzt. Zivilisten sollen auch von Huthis getötet worden sein, diese hatten seit 2015 ihre grenzüberschreitenden Raketenangriffe intensiviert. Die Huthimilizen und Salih-loyalen Armeetruppen sollen seit Beginn der saudisch geführten Militärintervention über 40.000 Mörsergranaten, Katjuscha-Raketen und andere Projektile über die Grenze geschossen haben. sowie ein Polizeibeamter getötet und drei weitere verletzt.

### Opfer und Verluste im Konflikt seit März 2015
| Registrierte Opfer des Konflikts im Jemen seit dem 19. März 2015 Aus Gesundheitseinrichtungen gemeldete Fälle nach UN-Angaben. Es wird von weit höheren Dunkelziffern ausgegangen. | Registrierte Opfer des Konflikts im Jemen seit dem 19. März 2015 Aus Gesundheitseinrichtungen gemeldete Fälle nach UN-Angaben. Es wird von weit höheren Dunkelziffern ausgegangen. | Registrierte Opfer des Konflikts im Jemen seit dem 19. März 2015 Aus Gesundheitseinrichtungen gemeldete Fälle nach UN-Angaben. Es wird von weit höheren Dunkelziffern ausgegangen. | Registrierte Opfer des Konflikts im Jemen seit dem 19. März 2015 Aus Gesundheitseinrichtungen gemeldete Fälle nach UN-Angaben. Es wird von weit höheren Dunkelziffern ausgegangen. | Registrierte Opfer des Konflikts im Jemen seit dem 19. März 2015 Aus Gesundheitseinrichtungen gemeldete Fälle nach UN-Angaben. Es wird von weit höheren Dunkelziffern ausgegangen. |
| --- | --- | --- | --- | --- |
| Stand: | | | | Anzahl: |
| 31.03.2015 | 31.03.2015 | | 519 | 519 |
| | | | 1699 | |
| 29.04.2015 | 29.04.2015 | | 1.278 | 1.278 |
| | | | 5.210 | |
| 31.05.2015 | 31.05.2015 | | 2.288 | 2.288 |
| | | | 9.755 | |
| 30.06.2015 | 30.06.2015 | | 3.083 | 3.083 |
| | | | 14.324 | |
| 30.07.2015 | 30.07.2015 | | 4.255 | 4.255 |
| | | | 21.288 | |
| 31.08.2015 | 31.08.2015 | | 4.855 | 4.855 |
| | | | 24.971 | |
| 27.09.2015 | 27.09.2015 | | 5.306 | 5.306 |
| | | | 26.294 | |
| 31.10.2015 | 31.10.2015 | | 5.723 | 5.723 |
| | | | 26.969 | |
| 15.11.2015 | 15.11.2015 | | 5.798 | 5.798 |
| | | | 27.552 | |
| 20.12.2015 | 20.12.2015 | | 5.955 | 5.955 |
| | | | 28.111 | |
| 16.01.2016 | 16.01.2016 | | 6.063 | 6.063 |
| | | | 28.753 | |
| 20.02.2016 | 20.02.2016 | | 6.202 | 6.202 |
| | | | 29.612 | |
| 25.03.2016 | 25.03.2016 | | 6.419 | 6.419 |
| | | | 30.368 | |
| 30.04.2016 | 30.04.2016 | | 6.444 | 6.444 |
| | | | 31.091 | |
| 25.10.2016 | 25.10.2016 | | 7.070 | 7.070 |
| | | | 36.818 | |
| 31.12.2016 | 31.12.2016 | | 7.469 | 7.469 |
| | | | 40.483 | |
| 14.04.2017 | 14.04.2017 | | 8.010 | 8.010 |
| | | | 44.538 | |
| 30.04.2017 | 30.04.2017 | | 8.053 | 8.053 |
| | | | 45.116 | |
| 31.05.2017 | 31.05.2017 | | 8.176 | 8.176 |
| | | | 46.335 | |
| 15.07.2017 | 15.07.2017 | | 8.389 | 8.389 |
| | | | 47.741 | |
| 15.09.2017 | 15.09.2017 | | 8.757 | 8.757 |
| | | | 50.610 | |
| 31.12.2017 | 31.12.2017 | | 9.245 | 9.245 |
| | | | 52.807 | |
| Legende: getötetverletzt | | | | |

| Registrierte Opfer des Konflikts im Jemen je Provinz (19. März – 8. Dezember 2015) UN-Angaben (WHO EMRO) nach Meldungen der Gesundheitseinrichtungen | Registrierte Opfer des Konflikts im Jemen je Provinz (19. März – 8. Dezember 2015) UN-Angaben (WHO EMRO) nach Meldungen der Gesundheitseinrichtungen | Registrierte Opfer des Konflikts im Jemen je Provinz (19. März – 8. Dezember 2015) UN-Angaben (WHO EMRO) nach Meldungen der Gesundheitseinrichtungen | Registrierte Opfer des Konflikts im Jemen je Provinz (19. März – 8. Dezember 2015) UN-Angaben (WHO EMRO) nach Meldungen der Gesundheitseinrichtungen | Registrierte Opfer des Konflikts im Jemen je Provinz (19. März – 8. Dezember 2015) UN-Angaben (WHO EMRO) nach Meldungen der Gesundheitseinrichtungen |
| --- | --- | --- | --- | --- |
| Provinz: | | | | Anzahl: |
| Abyan | Abyan | | 41 | 41 |
| | | | 286 | |
| ʿAdan | ʿAdan | | 1.101 | 1.101 |
| | | | 9.794 | |
| al-Baidā' | al-Baidā' | | 86 | 86 |
| | | | 382 | |
| ad-Dāliʿ | ad-Dāliʿ | | 128 | 128 |
| | | | 170 | |
| al-Hudaida | al-Hudaida | | 162 | 162 |
| | | | 477 | |
| al-Dschauf | al-Dschauf | | 70 | 70 |
| | | | 84 | |
| al-Mahra | al-Mahra | | 0 | 0 |
| | | | 0 | |
| al-Mahwīt | al-Mahwīt | | 15 | 15 |
| | | | 44 | |
| Amanat Al Asimah | Amanat Al Asimah | | 703 | 703 |
| | | | 3.674 | |
| Amran | Amran | | 139 | 139 |
| | | | 286 | |
| Dhamār | Dhamār | | 115 | 115 |
| | | | 177 | |
| Hadramaut | Hadramaut | | 142 | 142 |
| | | | 307 | |
| Haddscha | Haddscha | | 441 | 441 |
| | | | 1.015 | |
| Ibb | Ibb | | 182 | 182 |
| | | | 449 | |
| Lahidsch | Lahidsch | | 137 | 137 |
| | | | 275 | |
| Ma'rib | Ma'rib | | 155 | 155 |
| | | | 681 | |
| Raima | Raima | | 5 | 5 |
| | | | 1 | |
| Saʿda | Saʿda | | 770 | 770 |
| | | | 875 | |
| Sanaa | Sanaa | | 173 | 173 |
| | | | 597 | |
| Schabwa | Schabwa | | 60 | 60 |
| | | | 129 | |
| Sokotra | Sokotra | | 0 | 0 |
| | | | 0 | |
| Taʿizz | Taʿizz | | 1.259 | 1.259 |
| | | | 8.205 | |
| Legende: getötetverletzt | | | | |

| Klassifizierung                                                  | Tote  | Verletzte | Summe  |
| ---------------------------------------------------------------- | ----- | --------- | ------ |
| Frauen                                                           | 436   | 809       | 1.239  |
| Kinder                                                           | 449   | 1009      | 1.455  |
| nicht klassifizierte Personen (einschließlich Frauen und Kinder) | 5.070 | 26.299    | 31.369 |
| Gesamt                                                           | 5.955 | 28.111    | 34.066 |

| Provinz          | Melderate [%] |
| ---------------- | ------------- |
| Amanat Al Asimah | 100           |
| al-Hudaida       | 100           |
| Schabwa          | 100           |
| Amran            | 100           |
| Haddscha         | 96            |
| Lahidsch         | 92            |
| Hadramaut        | 92            |
| Ibb              | 92            |
| Sanaa            | 92            |
| Dhamār           | 77            |
| ʿAdan            | 76            |
| Saʿda            | 32            |
| Taʿizz           | 12            |

Es stehen Gesamtstatistiken der UN zur Verfügung, die nicht nur Todesopfer enthalten, die als Zivilisten identifiziert werden konnten, sondern auch übrige Todesopfer beinhalten. Der erfasste Zeitraum für diese Statistiken beginnt am 19. März 2015, bezieht also eine Woche der Ereignisse vor Beginn der saudi-arabisch geführten Militärintervention mit ein.
Mit Stand von Januar 2016 hatten Gesundheitseinrichtungen eine Gesamtopferzahl von über 35.000 Menschen berichtet, einschließlich von über 6.100 Getöteten, woraus sich seit Mitte März 2015 eine durchschnittliche Zahl von 113 Opfern pro Tag errechnete, von denen nach UN-Einschätzung viele Zivilisten waren.
Während die UN die Zahl der Todesopfer Ende Oktober 2015 auf etwa 5.700 bezifferten (einschließlich von mindestens 830 Frauen und Kindern bei ausdrücklich unvollständiger Aufnahme dieser Daten) gab die Yemeni Civil Coalition, die die saudischen Luftangriffe beobachtete, nach Medienangaben von November 2015 bereits eine Zahl von fast 7.500 Getöteten sowie über 16.000 Verletzten durch die Luftangriffe seit Ende März an.
Bezogen auf die ersten sieben Monate des Jahres 2015 war ein gemeinsamer Bericht der in Großbritannien sitzenden Nichtregierungsorganisation Action on Armed Violence (AOAV) und des UN-OCHA zu dem Schluss gekommen, dass Luftangriffe für 60 Prozent der zivilen Opfer verantwortlich gewesen waren. 23 Prozent der Zivilopfer waren durch vom Boden abgeschossene explosive Waffen und 17 Prozent von IEDs verursacht worden. Bei 95 Prozent der Menschen, die durch Sprengwaffen in besiedelten Gebieten, getötet oder verletzt wurden, handelte es sich um Zivilisten. 53 Prozent der zivilen Opfer wurden in Sanaa und den umgebenden Distrikten gemeldet. In diesem Zeitraum waren im Jemen mit 4.500 Zivilisten mehr als in jedem anderen Land der Welt getötet oder verletzt worden. Nach den Angaben der AOAV und des UN-OCHA waren im Jemen in den vorangegangenen neun Monaten mehr Menschen durch Sprengwaffen – Bomben, Raketen, Minen, Mörsergranaten, Sprengfallen – getötet oder verletzt worden als in Syrien. Über 80 Prozent der Opfer waren laut AOAV Zivilisten.
Eine signifikante Eskalation des Konflikts im Jemen fand seit dem 23. März 2015 statt, als sich Zusammenstöße zwischen Huthi-Kämpfern und anderen Parteien hauptsächlich im Süden des Landes intensivierten und am 26. März Luftangriffe begannen, militärische Ziele und der Huthis anzugreifen, anfänglich in Sanaa und Saʿda und bis zum 31. März auf 13 der 22 Provinzen ausweitend. In der Zeit vom 23. März bis zum 31. März 2015 wurden nach Angaben der WHO bereits 361 Menschen getötet und 1.345 weitere verletzt. Bei vielen der Opfer handelte es sich um Zivilisten. Unter den zwischen dem 19. März und dem 3. April 2015 durch die Gewalt im Jemen 549 getöteten und 1.707 verletzten Menschen befanden sich nach UN-Angaben mindestens 217 getötete und 516 verletzte Zivilisten, von denen viele Opfer der Angriffe gegen zwei zaiditische Moscheen in Sanaa am 20. März 2015 waren, bei denen Selbstmordattentäter während der Gebete nach UN-Angaben 140 Menschen getötet und 350 verwundet hatten und für die sich der jemenitische Zweig des IS verantwortlich erklärt hatte.
Der Anteil der Zivilisten an den Todesopfern der Kämpfe und Bombardierungen im Jemen betrug nach UN-Schätzungen etwa die Hälfte. Mit Stand des 10. Juli befanden sich unter den zu diesem Zeitpunkt 3.260 getöteten und 15.911 verletzten Menschen in 187 beziehungsweise 426 verifizierten Fällen Kinder. Allein unter den bis zum 17. Mai 2015 von den Gesundheitseinrichtungen an die UN gemeldeten Fällen waren laut WHO von den 1.849 Todesopfern 67 Frauen und 103 Kinder sowie unter den 7.394 Verletzten 132 Frauen und 225 Kinder. Von den 103 Kindern, die die jemenitischen Gesundheitseinrichtungen als Todesopfer des Konflikts im Jemen zu diesem Zeitpunkt an die WHO gemeldet hatten, waren nach UN-Angaben rund 45 Prozent in der Provinz Saʿda, rund 20 Prozent in der Provinz Sanaa, rund 11 Prozent in der Provinz Ibb und nochmals rund 9 Prozent in der Stadt Sanaa (Provinz: Amanat Al Asimah) getötet worden. Von den 2.288 Todesopfern und 9.755 Verletzten bis zum 9. Juni 2015 waren 279 beziehungsweise 402 nach UNICEF-Angaben Kinder.
Seit März 2015 wurden bis September 2016 nach WHO-Angaben 13 Gesundheitsarbeiter im Jemen getötet und weitere 31 verletzt.
Nach Angaben des jemenitischen Gesundheitssystems wurden in dem Konflikt in der Zeit vom 19. März bis zum 15. Juni 2015 über 2.800 Menschen getötet und etwa 12.500 verletzt. Unter den 3.261 Toten und 15.811 Verletzten, die der Konflikt vom 19. März bis zum 1. Juli nach den Angaben der Gesundheitseinrichtungen gefordert hatte, befanden sich mindestens 216 getötete Kinder und getötete 182 Frauen und mindestens 556 verletzte Kinder sowie 409 verletzte Frauen.
Zahlenangaben:
Die Opferstatistik der UN berücksichtigte nur die von den Gesundheitseinrichtungen gemeldeten Opfer und wurden als „sehr konservativ“ erachtet. Die UN schrieben zu ihren Einschätzungen der Opferzahlen, dass die tatsächlichen Zahlen weit höher liegen dürften. Das OCHA wies für die UN-Berichte über die Opferzahlen ausdrücklich darauf hin, dass Verlustmeldungen die tatsächliche Anzahl der Opfer oft unterschätzen. Auch die von der UN angegebenen Zahlen fielen durch Meldelücken nach Einschätzung der UN weitaus geringer als die tatsächlichen aus. Bei den Schätzungen der Opferzahl unter Zivilisten handelte es sich laut UN häufig um Unterschätzungen, weil viele Menschen nicht über die Mittel verfügten, Behandlung in Krankenhäusern aufzusuchen und Familien ihre Toten bestatten dürften, bevor Berichte über die Todesfälle gesammelt werden konnten. Viele der Verwundeten und Getöteten wurden nicht zu den Gesundheitseinrichtungen gebracht und blieben ungemeldet. Zwar war nach offiziellen Zahlen der jemenitischen Regierung der Anteil der Frauen auf zwei Prozent der gemeldeten Gesamtopferzahlen beschränkt, doch gingen die UN davon aus, dass die Anzahl der betroffenen Frauen signifikant höher lag. Auch UNICEF wies darauf hin, dass die Verifizierungen der Angaben angesichts der Erschwernisse rund um den Zugang auf Schwierigkeiten stießen und daher die tatsächlichen Zahlen wahrscheinlich weitaus höher lagen. Ende September 2015 wurde auch von Seiten der Medien kommentiert, die Angaben zu der Anzahl der Toten und Verwundeten, auf die sich die UN beriefen, würden von jemenitischen Behörden gestützt, die jedoch kaum noch effektiv arbeiten könnten, so dass die Zahl der Toten und Verwundeten in Wirklichkeit „weitaus höher“ (Daniel Steinvorth/NZZ) liegen dürfte. 2017 wiesen UN-Quellen darauf hin, dass die tatsächlichen Opferzahlen aufgrund der nach 19 Monaten Krieg verminderten Meldequalität unvollkommen erfasst und daher in Wirklichkeit deutlich höher als in ihren Angaben seien, da eine hohe Anzahl an Gesundheitseinrichtungen infolge des Konflikts nicht oder nur bedingt betriebsfähig seien und viele Menschen sich überhaupt keine Möglichkeit eines Zugangs zum Gesundheitswesen hätten.

## Vorwürfe und Kritik

### Verstöße gegen Völkerrecht und Menschenrechte
Die saudisch geführte Militärkoalition wurde während der Militärintervention beschuldigt, Streubomben einzusetzen, bei ihren Luftangriffen keinerlei Rücksicht auf zivile Opfer zu nehmen und Krankenhäuser zu attackieren. Die Seeblockade der saudisch geführten Militärkoalition für das ganze Land wurde für akute Versorgungsprobleme der Bevölkerung verantwortlich gemacht, von der 80 Prozent auf humanitäre Hilfe angewiesen waren, deren Verteilung durch die Blockaden und die rücksichtslose Kriegführung behindert wurde.
Auch gegen die Pro-Huthi-Kräfte gab es schwere Vorwürfe, dass sie einen Belagerungsring der Huthi um Taizz errichteten, Hilfslieferungen behinderten, Krankenhäuser anzugreifen, politische Gegner in Sanaa wie unliebsame Aktivisten und Journalisten mit Verbindungen zur Saudi-Arabien nahe stehenden Islah-Partei verschwinden ließen und bei Kämpfen ebenfalls bewohnte Gebiete mit schweren Waffen beschossen.
Das UN-Büro des Hohen Kommissars für Menschenrechte (OHCHR) verifizierte im November 2015 8875 Berichte von Menschenrechtsverletzungen seit dem 26. März und errechnete eine durchschnittliche Anzahl von 43 Menschenrechtsverletzungen pro Tag für diesen Zeitraum. Das OHCHR verwies auf glaubwürdige Berichte von Verstößen aller Konfliktparteien gegen das Humanitäre Völkerrecht und Internationales Menschenrechtsgesetz, bei denen es sich teilweise um Kriegsverbrechen halten könne.
So wurden Angriffe verurteilt, die auch Zivilisten und Flüchtlinge, zivile Infrastruktur, und Einrichtungen von Hilfsorganisationen, insbesondere u. a. auf Wohngebiete, Krankenhäuser und diverse Gesundheitseinrichtungen sowie Schulen, Flughäfen und Häfen nicht aussparten. Auch die Zurückweisung der Verantwortlichkeit durch Saudi-Arabien und die Ausweisung von UN-Menschenrechtsgesandten wurde scharf kritisiert. Auch Misshandlungen an Zivilisten und in Gewahrsam genommenen Kämpfern wurden kritisiert.
Von Seiten der Hilfsorganisationen wurde mehrfach Untersuchungsausschüsse des UN-Sicherheitsrates zur Aufklärung von möglichen völkerrechtswidrigen Angriffen gefordert. Menschenrechtler beschuldigten den UN-Sicherheitsrat verschiedentlich wegen der Untätigkeit bzgl. des Einsatzes von Untersuchungsausschüssen.

#### Luftangriffe der saudisch geführten und von den USA unterstützten Militärkoalition
| Datum | Ort / Provinz | Getroffenes Objekt                                                                                                   | Getötete Zivilisten (Mindestangaben) | Getötete Zivilisten (Mindestangaben) | Getötete Zivilisten (Mindestangaben) | Getötete Zivilisten (Mindestangaben) | Verletzte Zivilisten (Mindestangabe) |
| Datum | Ort / Provinz | Getroffenes Objekt                                                                                                   | Männer                               | Frauen                               | Kinder                               | Summe                                | Verletzte Zivilisten (Mindestangabe) |
| --- | --- | --- | ------------------------------------ | ------------------------------------ | ------------------------------------ | ------------------------------------ | ------------------------------------ |
| 11. April 2015 | Amran / ʿAmrān | Wohngebäude in der Stadt                                                                                             | 1                                    | 2                                    | 1                                    | 4                                    | 1                                    |
| 12. Mai 2015 | Abs / Haddscha | Abs/Kholan-Gefängnis und andere Gebäude in der Stadt                                                                 | 21                                   | 1                                    | 3                                    | 25                                   | 18                                   |
| 12. Mai 2015 | Zabid / al-Hudaida                                                                                                   | Shagia-Markt und Zitronenhain in der Stadt                                                                           | 39                                   | 13                                   | 8                                    | 60                                   | 155                                  |
| 4. Juli 2015 | Muthalith Ahim / Haddscha                                                                                            | Marktplatz im Dorf                                                                                                   | ?                                    | ?                                    | 3                                    | 65                                   | 105                                  |
| 6. Juli 2015 | ʿAmrān | 1. Bawn-Markt zwischen Amran und Raydah; 2. Jawb-Markt außerhalb der Stadt Amran                                     | 13                                   | 1                                    | 15                                   | 29                                   | 20                                   |
| 12. Juli 2015 | Sanaa-Sawan / Sanaa                                                                                                  | Muhamasheen-Wohngebiet mit Wohngebäuden                                                                              | 2                                    | 7                                    | 14                                   | 23                                   | 31 Menschen                          |
| 19. Juli 2015 | Yarīm / Ibb | Wohngebäude und Gebäude in der Stadt                                                                                 | 4                                    | 3                                    | 9                                    | 16                                   | 16                                   |
| 24. Juli 2015 | Mokka / Taʿizz | Wohnanlagen des Dampfkraftwerks Mokka                                                                                | 42                                   | 13                                   | 10                                   | 65                                   | 55                                   |
| 8. August 2015 | Shara'a / Ibb | Wohngebäude im Dorf (Radhma-Distrikt)                                                                                | 2                                    | 3                                    | 3                                    | 8                                    | 2                                    |
| 30. August 2015 | Abs / Haddscha | Flaschenwasserfabrik Al-Sham im Außenbezirk der Stadt                                                                | 11                                   |                                      | 3                                    | 14                                   | 11                                   |
| Summe der Zivilopfer bei den 10 von HRW für den Bericht vom 26. November 2015 untersuchten Angriffen (Mindestangabe) | Summe der Zivilopfer bei den 10 von HRW für den Bericht vom 26. November 2015 untersuchten Angriffen (Mindestangabe) | Summe der Zivilopfer bei den 10 von HRW für den Bericht vom 26. November 2015 untersuchten Angriffen (Mindestangabe) | 309                                  | 309                                  | 309                                  | 309                                  | 414                                  |

| Datum | Ort / Provinz | Getroffenes Objekt                                                                                                  | Getötete Zivilisten (Mindestangaben) | Getötete Zivilisten (Mindestangaben) | Getötete Zivilisten (Mindestangaben) | Getötete Zivilisten (Mindestangaben) | Verletzte Zivilisten (Mindestangabe) |
| Datum | Ort / Provinz | Getroffenes Objekt                                                                                                  | Männer                               | Frauen                               | Kinder                               | Summe                                | Verletzte Zivilisten (Mindestangabe) |
| --- | --- | --- | ------------------------------------ | ------------------------------------ | ------------------------------------ | ------------------------------------ | ------------------------------------ |
| 4. September 2015                                                                                                   | Sanaa-Hadda | Wohngebäude im Stadtviertel                                                                                         | 0                                    | 1                                    | 2                                    | 3                                    |                                      |
| 18. September 2015                                                                                                  | Sanaa | Gebäude in der Marib-Straße                                                                                         | 3                                    | 1                                    | 1                                    | 5                                    | 8                                    |
| 18. September 2015                                                                                                  | Sanaa-Altstadt | Gebäude in der UNESCO-Welterbe-Altstadt                                                                             | 4                                    | 2                                    | 7                                    | 13                                   | 12                                   |
| 21. September 2015                                                                                                  | Sanaa-Al-Hassaba | Gebäude im dichtbesiedelten Wohngebiet                                                                              | 3                                    | 6                                    | 11                                   | 20                                   | ?                                    |
| 23. September 2015                                                                                                  | Sanaa-Al-Asbahi | Gebäude im Wohngebiet                                                                                               | 7                                    | 2                                    | 10                                   | 19                                   | ?                                    |
| 26. Oktober 2015 | Sanaa-Thabwa | Gebäude in der Vorstadt                                                                                             |                                      |                                      |                                      | 2                                    |                                      |
| Summe der Zivilopfer bei den 6 von HRW für den Bericht vom 21. Dezember 2015 untersuchten Angriffen (Mindestangabe) | Summe der Zivilopfer bei den 6 von HRW für den Bericht vom 21. Dezember 2015 untersuchten Angriffen (Mindestangabe) | Summe der Zivilopfer bei den 6 von HRW für den Bericht vom 21. Dezember 2015 untersuchten Angriffen (Mindestangabe) | 60                                   | 60                                   | 60                                   | 60                                   | ?                                    |

| Datum | Ort / Provinz                                                                                                 | Getroffenes Objekt                                                                                            | Getötete Zivilisten (Mindestangaben) | Getötete Zivilisten (Mindestangaben) | Getötete Zivilisten (Mindestangaben) | Getötete Zivilisten (Mindestangaben) | Verletzte Zivilisten (Mindestangabe) |
| Datum | Ort / Provinz                                                                                                 | Getroffenes Objekt                                                                                            | Männer                               | Frauen                               | Kinder                               | Summe                                | Verletzte Zivilisten (Mindestangabe) |
| --- | --- | --- | ------------------------------------ | ------------------------------------ | ------------------------------------ | ------------------------------------ | ------------------------------------ |
| 22. Januar 2016                                                                                               | Sanaa-Bait Baws                                                                                               | Wohnhaus und Lagereinrichtung für Kleidung im Stadtviertel                                                    | 0                                    | 0                                    | 1                                    | 1                                    | 4                                    |
| 25. Januar 2016                                                                                               | Sanaa | Wohnhaus des Richters Yahya Muhammad Rubaid                                                                   | 2                                    | 3                                    | 0                                    | 5                                    | 1                                    |
| 28. Januar 2016                                                                                               | Sanaa-Faj Attan                                                                                               | Wohnhaus im Wohnviertel                                                                                       | 1                                    | 4                                    | 1                                    | 6                                    |                                      |
| 9. Februar 2016                                                                                               | Sanaa-Bait Maiyad                                                                                             | Wohnhaus und Schule in 600 m Entfernung des Präsidentenpalastes                                               | 1                                    | 1                                    | 3                                    | 5                                    |                                      |
| 25. Februar 2016                                                                                              | Sanaa-Al-Lail                                                                                                 | Straße und Häuser in 450 m Entfernung des Präsidentenpalastes                                                 | 1                                    | 0                                    | 0                                    | 1                                    | 4                                    |
| 27. Februar 2016                                                                                              | District Nihm                                                                                                 | Belebter Markt im Dorf Khulqa                                                                                 | 5                                    | 1                                    | 4                                    | 10                                   | 4                                    |
| Summe der Zivilopfer bei den 6 von HRW für den Bericht vom 4. Mai 2016 untersuchten Angriffen (Mindestangabe) | Summe der Zivilopfer bei den 6 von HRW für den Bericht vom 4. Mai 2016 untersuchten Angriffen (Mindestangabe) | Summe der Zivilopfer bei den 6 von HRW für den Bericht vom 4. Mai 2016 untersuchten Angriffen (Mindestangabe) | 28                                   | 28                                   | 28                                   | 28                                   | 13                                   |

Menschenrechtsgruppen beschuldigten die saudisch geführte Militärkoalition wiederholt, mit ihren Luftangriffen Zivilisten zu töten und Gesundheitseinrichtungen sowie andere Infrastruktur zu zerstören.
Human Rights Watch (HRW) dokumentierte 36, offenbar widerrechtliche, willkürliche oder unverhältnismäßige Luftangriffe für die Zeit zwischen März 2015 und Januar 2016, die zum Tod von über 500 Zivilisten geführt hatten. Nach Angaben von November 2015 dokumentierte HRW nach eigenen Angaben zahlreiche Luftangriffe, die widerrechtlich nicht zwischen Zivilisten und Kombattanten unterschieden oder auf Plätze wie belebte Märkte abzielten, die keine evidenten militärischen Ziele darstellten und Hunderte von Zivilopfer forderten. HRW betonte, dass die USA nach Angaben von US-Militärvertretern eine direkte Rolle bei der Koordinierung der Luftoperationen der Militärkoalition spielten. Die Beteiligung der US-Kräfte bei spezifischen Angriffen mache sie verantwortlich für mögliche Verstöße gegen das Kriegsvölkerrecht durch die saudisch geführte Militärkoalition. Laut einer HRW-Untersuchung von zehn Luftangriffen der von Saudi-Arabien geführten Militärkoalition im Zeitraum von April bis August 2015 wurden mehr als 300 Zivilisten getötet und über 400 verletzt. HRW verurteilte die Angriffe als rechtswidrig, bezeichnete es als „erschütternd“, dass die saudisch geführte Militärkoalition „nicht bereit ist, auch nur einen einzigen der womöglich rechtswidrigen Angriffe zu untersuchen“ und beschuldigte zudem die USA und den UN-Sicherheitsrat der Untätigkeit. Bereits am 10. April 2015 hatte HRW in einem Brief an den US-amerikanischen Verteidigungsminister Ashton Carter erklärt, dass sie in den ersten Wochen der Militärkampagne der von der US-Regierung unterstützten saudisch-geführte Militärkoalition im Jemen die Tötungen Dutzender Zivilisten durch Luftangriffe dokumentiert habe, die Verletzungen des Kriegsvölkerrechts darstellen könnten.
Amnesty International (AI) untersuchte nach Angaben von Februar 2016 seit Beginn des Konflikts im März 2015 über 30 Luftangriffe in Sanaa, al-Hudaida, Haddscha und Saʿda, ihre Umstände und Auswirkungen. Amnesty International kam zu dem Ergebnis, dass die von Saudi-Arabien geführte Militärkoalition damit fortgefahren hatte, Verstöße gegen das Humanitäre Völkerrecht zu verüben, einschließlich durch offenbar vorsätzliche Angriffe auf zivile Objekte wie Krankenhäuser, Schulen und Fabriken. Nach eigenen Angaben vom 24. April 2015 dokumentierte Amnesty International acht Luftangriffe in fünf dicht besiedelten Gebieten (Saʿda, Sanaa, al-Hudaida, Haddscha und Ibb). Mehrere dieser Luftangriffe ließen AI zufolge Bedenken aufkommen über die Beachtung der Regelungen des humanitären Völkerrechts. Nach den Ergebnissen der Untersuchung von AI wurden während der Luftangriffe mindestens 139 Menschen getötet, darunter mindestens 97 Zivilisten, von denen 33 Kinder waren, während 460 Menschen verletzt wurden, darunter 157 Zivilisten. Luftangriffe und Granatfeuer hatten zudem Krankenhäuser, Schulen, Universitäten, Lufthäfen, Moscheen, Fahrzeuge zum Nahrungsmitteltransport, Fabriken, Tankstellen, Telefonnetze, Elektrizitätswerke und Stadien beschädigt oder zerstört, wodurch Tausende Menschen ohne Stromversorgung lebten und an Nahrungs- und Kraftstoffmittel litten. Bereits am 26. März 2015 hatte Amnesty International darauf hingewiesen, dass die große Zahl getöteter Zivilisten bei den Luftangriffen am frühen Morgen des 26. März 2015, bei denen in Sanaa Berichten zufolge 25 Menschen einschließlich von mindestens sechs Kindern im Alter von unter zehn Jahren getötet worden waren, Bedenken darüber aufkommen lasse, ob die saudi-arabisch geführten Luftangriffe in Übereinstimmung mit dem humanitären Völkerrecht erfolgt seien.
In einem am 30. Juni 2015 veröffentlichten, 47 Seiten umfassenden Bericht, der unter anderem auf HRW-Vorortermittlungen und Interviews mit 28 Opfern und Zeugen während der fünftägigen „humanitären Pause“ im Mai 2015 beruhte, beschuldigte HRW die von Saudi-Arabien geführte Militärkoalition, mit Luftangriffen auf die Stadt Saʿda in der Zeit vom 6. April bis zum 11. Mai 59 Menschen – darunter mindestens 35 Kinder – getötet zu haben, bei denen es sich Berichten zufolge um Zivilisten gehandelt habe. Dabei habe es sich scheinbar um schwerwiegende Kriegsvölkerrechtverletzungen gehandelt, die ordnungsgemäß untersucht werden müssten. Die Erklärung der Stadt Saada zum militärischen Ziel durch die saudisch geführte Militärkoalition unter Warnung an die Bewohner zum Verlassen des Gebiets stellte laut HRW eine Verletzung des Kriegsvölkerrechts dar, weil sie nicht zwischen Zivilisten und legitimen militärischen Zielen unterschieden habe. Möglicherweise stelle die Erklärung Saʿdas zum militärischen Ziel auch einen Verstoß gegen das Verbot dar, Gewaltandrohungen mit dem Zweck auszusprechen, die Zivilbevölkerung zu terrorisieren.
Am 11. Dezember 2015 warf AI der von Saudi-Arabien angeführten und – so AI – „von den USA und Großbritannien bewaffneten“ – Militärallianz in einem Bericht und Offenen Brief vor, unter Verletzung des Humanitären Völkerrechts im Betrieb befindliche Schulen im Jemen zu bombardieren und damit tausenden Kindern das Recht auf Bildung zu verwehren. Für den Bericht untersuchte AI nach eigenen Angaben fünf Luftangriffe auf Schulen zwischen August und Oktober 2015 in Sanaa und zwei weiteren Orten, bei denen laut AI mindestens fünf Zivilisten getötet sowie zehn Erwachsene und vier Kinder verletzt wurden. Einige Schulgebäude seien mehr als einmal bombardiert worden, was einen gezielten Angriff nahelege. Es geben in keinem Fall Hinweise darauf, dass die Schulen für militärische Zwecke genutzt worden seien. In keinem Fall ließen sich demnach etwa Gerüchte bestätigen, nach denen die Schulen zum Lagern von Waffen genutzt worden seien. In dem Berichtergebnis, dass die Schulen nicht für militärische Zwecke, sondern als Lehranstalten genutzt worden seien, sah AI einen Hinweis auf Kriegsverbrechen. Lama Fakih, Krisenexpertin von AI, sagte: „Absichtliche Angriffe auf Schulen, die nicht militärisch genutzt werden, sind ein Kriegsverbrechen“. Den Vor-Ort-Untersuchungen von AI zufolge konnten über 6500 Kinder aufgrund der Zerstörungen nicht mehr zur Schule gehen. AI betonte, dass damit neben den Toten und Verletzten auch viele andere Kinder zu den Opfern der Luftangriffe zählten, da ihre Bildung leiden werde. AI forderte in dem Bericht alle Staaten, die die saudisch geführte Militärallianz mit Waffen versorgten, dazu auf, Waffenlieferungen zu unterbinden, „die für Verstöße gegen internationales Recht genutzt werden“.

#### Tötungen, Entführungen und Geiselnahme durch pro-Huthi-Kräfte
Am 7. Mai 2015 berichtete HRW, dass pro-Huthi-Kräfte in Aden zwei Frauen am 17. und 18. April 2015 erschossen und zehn örtliche Entwicklungshelfer für die Dauer von sechs Tagen bis zwei Wochen im April in Geiselhaft gehalten hatten. Bei den Vorfällen handle es sich möglicherweise um Kriegsverbrechen.
Reporter ohne Grenzen (RSF) berichtete im Dezember 2015, dass Huthi-Rebellen Redaktionen mit schweren Waffen angriffen und politisch unliebsame Journalisten entführten. Die Entführung von Journalisten war laut RSF ein geläufiges Ereignis im Jemen geworden, seit Huthi-Milizen im September 2014 die Kontrolle über die Stadt Sanaa erlangt hatten. Mit mutmaßlich 13 Berufsjournalisten (zusätzlich eines Bürgerjournalisten und eines Media Workers) in Geiselhaft der Huthis war im Dezember 2015 im Jemen nach Syrien die weltweit zweithöchste Anzahl von Journalisten als Geiseln in der Hand von Entführern. So befand sich im Dezember 2015 auch der jemenitische Journalist Salah Al Qaidi im Jemen in Geiselhaft der Huthis, die ihn am 28. August 2015 in Sanaa entführten, weil er für einen Pressekanal arbeitete, der die sunnitische al-Islah-Partei unterstützte. Nach dem Informationsstand von RSF war er gefoltert und dann im Oktober 2015 in eine Hafteinrichtung im Distrikt Habra der Stadt Sanaa verbracht worden, wo Presseeinrichtungen geplündert worden und nur noch wenige unabhängige Journalisten anwesend waren. RSF schätzte die Situation für die in den Händen der Huthis befindlichen Journalisten mit der Begründung als besorgniserregend ein, dass die Huthis in dem das Land verheerenden Jemen-Konflikt die Genfer Konventionen missachten und bedenkenlos Geiseln als menschliche Schutzschilde einsetzen würden. RSF betonte die starke Zunahme der Fälle im Jahr 2015 im Jemen, wo 33 von den Huthi-Milizen und von al-Qaida entführten Journalisten im Jahr 2015 lediglich 2 Fälle im Vorjahr gegenüberstanden.
Im Januar 2016 dokumentierte HRW, für den Zeitraum von August 2014 bis Oktober 2015 die willkürliche oder missbräuchliche Verhaftung von mindestens 35 Menschen durch die Huthis in Sanaa dokumentiert zu haben, von denen sich im Januar noch 27 in Haft befanden. Als Motiv für viele der Verhaftungen nahm HRW Verbindungen der Verhafteten zur Islah-Partei an. Von sieben Personen, über deren Verbleib ihre Familien keine Kenntnis hatten, wurde ein gewaltsames Verschwinden angenommen. Ebenfalls im Januar wies HRW auf den bereits dreimonatig ungeklärten Verbleib von zwei am 12. Oktober in Ibb gewaltsam verschwundenen Demonstranten sowie auf Folter und widrige Behandlung von Demonstranten durch die Huthis hin.

#### Blockade von Hilfslieferungen in die belagerte Stadt Taizz durch Huthi-Rebellen
Am 31. Januar 2016 warf HRW den Huthi-Rebellen in einer Stellungnahme vor, die humanitäre Hilfe für die rund 600.000 Einwohner der Stadt Taizz zu blockieren. Lebensmittel und Medikamente würden aufgehalten und die Huthi-Rebellen begingen „schwerwiegende Verletzungen“ des internationalen humanitären Rechts. HRW erklärte, Huthi-Wachposten hätten zwischen dem 13. Dezember 2015 und dem 9. Januar 2016 sechzehn mal an den Stellungen um Taizz Zivilisten daran gehindert, Obst und Gemüse, Brennstoff, Sauerstoffflaschen und Medikamente in die Stadt zu bringen. Wiederholt seien solche Güter beschlagnahmt worden. Amnesty International warf bewaffneten Huthi-Gruppen und mit ihnen verbündeten Kräften am 9. Februar 2016 vor, das Leben tausender Zivilisten in der Stadt Taizz zu gefährden, in dem diese seit der drei vorangegangenen Monate die Versorgung mit wichtigen medizinischen Gütern und mit Nahrung sie unter „eklatanter Verletzung“ des Humanitären Völkerrechts blockierten.

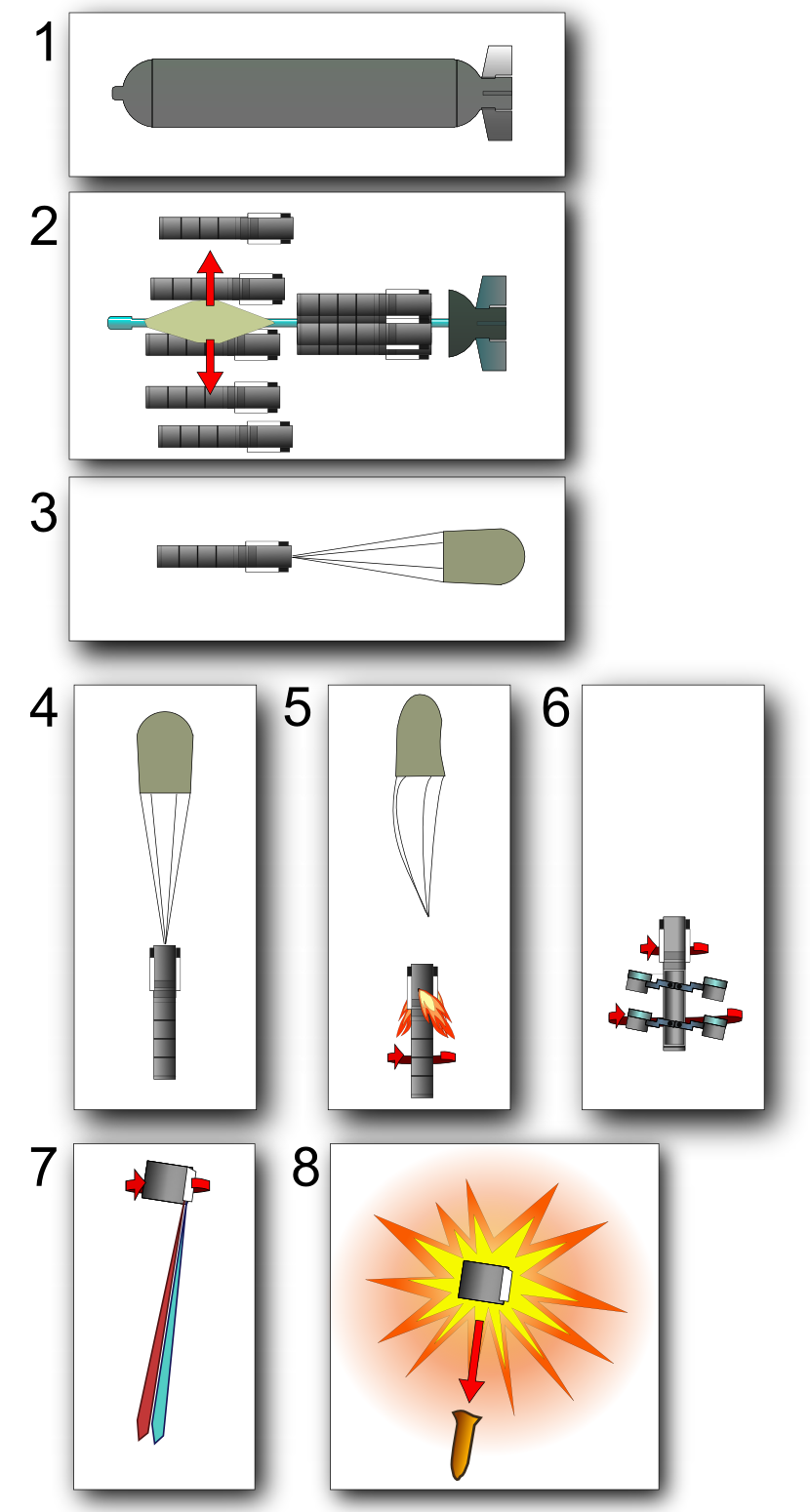
Wirkungsweise einer Streubombe des Typs CBU-97 SFW (und CBU-105)

### Einsatz von Landminen

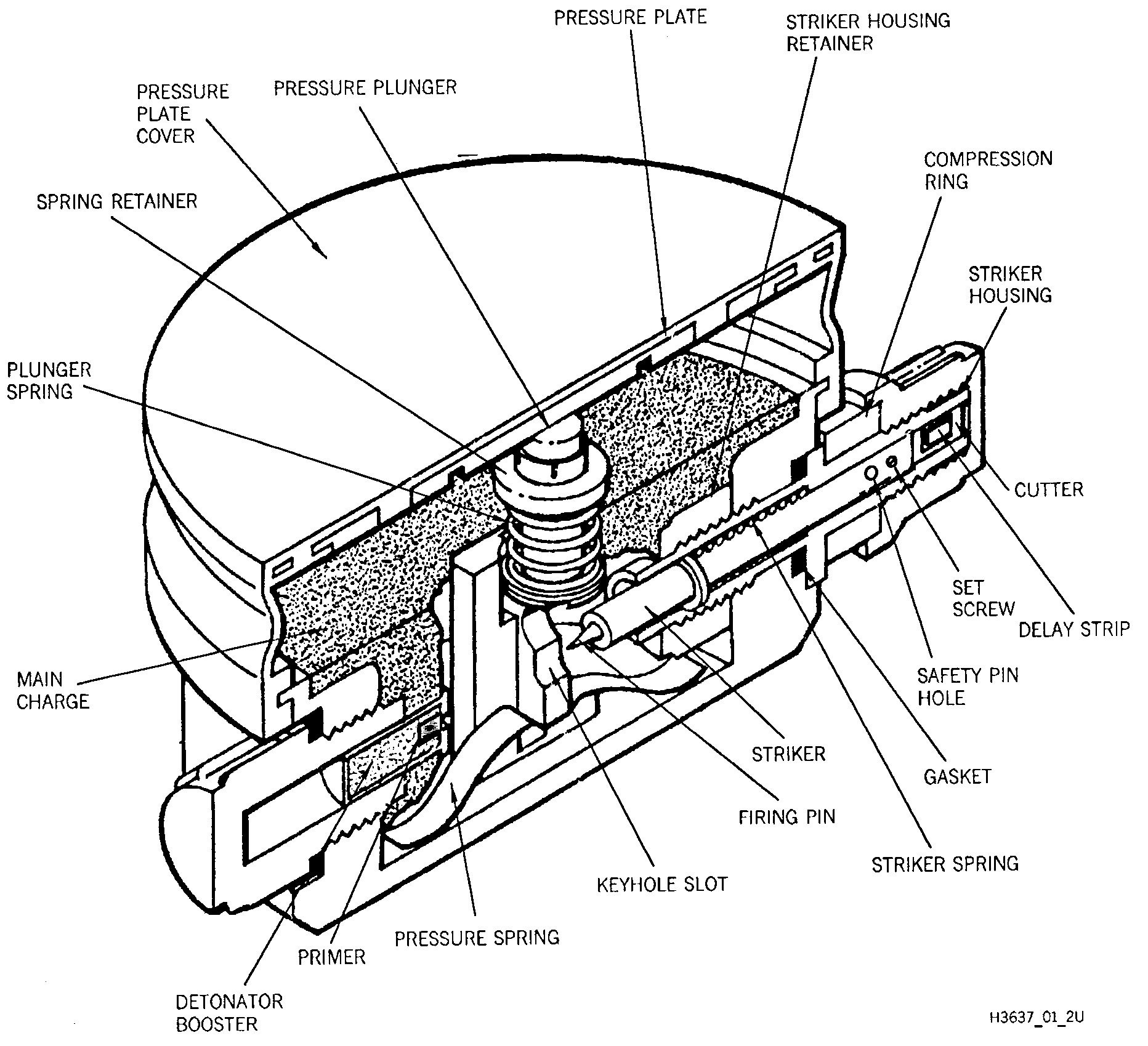
Aufbau einer Antipersonenmine, Typ GYATA-64. GYATA-64 aus ungarischer Produktion und PPM-2 aus DDR-Produktion wurden laut HRW zum Beispiel in den Provinzen ʿAdan und Taʿizz gefunden und geräumt.

Im November 2015 beklagte HRW den Einsatz von Antipersonenminen durch Huthi-Rebellen im Jemen, durch die zahlreiche Menschen getötet oder verletzt wurden, wobei besonders die südlichen Provinzen des Landes betroffen waren. Die tatsächliche Zahl ziviler Opfer ist nicht bekannt.
Laut Berichten von HRW hatten Huthi-Rebellen außerdem im Juli 2015 vor ihrem Rückzug aus der Stadt Aden trotz dem vom Jemen 1998 ratifizierten internationalen Übereinkommen von 1997 verbotene Landminen im Hafen von Aden verlegt. Im April 2017 sprach HRW von sechs betroffenen Provinzen und Hunderten von Getöteten oder Verstümmelten.

### Einsatz von Kindersoldaten
Der Jemen war eines von weltweit acht Ländern, dessen Staatsmilitär auch Kinder einsetzte. Die Ausbildung von Minderjährigen an der Schusswaffe galt bereits vor der Militärintervention als verbreitet. Besonders in den Stammesgebieten galt das Schiesstraining oftmals als Übergang zum Erwachsenwerden, doch soll im Jemen ein traditionelles Einvernehmen der Stämme darüber bestanden haben, dass die Teilnahme von Kindern an wirklichen Gefechten nicht gestattet war.
Seit der Konflikteskalation im März 2015 kam es durch alle Konfliktparteien zur Rekrutierung und zum Einsatz von Kindern. Als Hauptgrund für den verstärkten Anschluss von Kindern in allen Regionen des Landes wird die dramatisch zunehmende Armut benannt. Jugendliche Söldner konnten mit einem Lohn von mindestens 100 US-Dollar rechnen, einer erheblichen Summe im Jemen. Die verarmten Familien waren von diesem Einkommen der Kinder abhängig und gestatteten ihnen daher oftmals nicht, zur Familie zurückzukehren. Da die meisten Schulen wegen der Unruhen schließen mussten, hatte sich der Pool an potenziellen Kinderrekruten vergrößert.
Nach Schätzungen von Hilfsorganisationen beteiligten sich (Stand: Mai 2015) mehrere tausend Kindersoldaten an dem Krieg im Jemen. Sie wurden nicht nur an Checkpoints eingesetzt, sondern teilweise auch in Gefechten. Es wird zudem davon ausgegangen, dass mit der Intensivierung des Krieges Dutzende von Kindersoldaten getötet wurden.
Laut Human Rights Watch hatten auch die Huthi-Rebellen die Rekrutierung und Ausbildung von Kindern während des Krieges intensiviert und wie islamistische und Stammesmilizen oder bewaffnete Gruppen wie AQAP Kindersoldaten aufgestellt. Nach einigen Schätzungen waren möglicherweise nahezu ein Drittel der Huthi-Rebellenkräfte von etwa 25.000 Kämpfern jünger als 18 Jahre.

### Mangelnde Berichterstattung und Beachtung
Westliche Medien hatten über den Jemen trotz zahlreicher bewaffneter Konflikte in den vorangegangenen Jahren und Jahrzehnten wenig berichtet und den Fokus auf die anderen Krisenherde in der Region Nahost gelegt. Nachdem das Ausmaß des Elends der Zivilbevölkerung während der Militärintervention im Jemen 2015 größer als je zuvor geworden war, meldeten sich zunehmend Experten und Augenzeugen aus dem Jemen mit dem Ziel zu Wort, die Weltöffentlichkeit auf die humanitäre Notlage im Jemen aufmerksam zu machen.
Eine Berichterstattung über den Konflikt im Jemen fand in der internationalen Presse jedoch kaum statt. Von den westlichen Medien blieb die monatelange Bombardierung im Jemen durch die von Saudi-Arabien angeführte Militärkoalition weitgehend unbeachtet.
Human Rights Watch kritisierte den UN-Sicherheitsrat wiederholt, „bei Verstößen der Koalition nahezu stumm zu bleiben“.

#### Vorwurf des „vergessenen Krieges“
Häufig wurde der Krieg im Jemen von Seiten einiger Hilfsorganisationen, Menschenrechtsorganisationen, Korrespondenten, Journalisten und anderen Beobachtern als „vergessener Krieg“ tituliert. Es wurde der Vorwurf erhoben, dass ein „Aufschrei der Welt“ und der Weltmächte ausbleibe und der dramatische Konflikt weltweit vergleichsweise zu anderen weltweiten Kriegsschauplätzen ignoriert würde. Es wurde darauf hingewiesen, dass die Lage im Jemen ähnlich oder teilweise schlimmer sei und es sich den Zahlenangaben zufolge im Jemen um eine der größten derzeitigen weltweiten Krisen handele und selbst Hinweise auf deren Ausweitung sowie Aspekte wie u. a. die massiven Zerstörungen und die Hungersnot öffentlich nicht genug wahrgenommen würden.
Es erfolgten zahlreiche Aufrufe an die internationale Gemeinschaft und insbesondere den Sicherheitsrat der UN, einzuschreiten und die inakzeptable Situation zu beenden.
Auch bezüglich der Gelder für Hilfsmaßnahmen wurde kritisiert, dass dieser Konflikt scheinbar durch andere weltweite Krisen in den Schatten gestellt werden würde. Außerdem erging der Vorwurf, dass die Zerstörung des einzigartigen Kulturgutes fast unbemerkt verlief und nicht schärfer verurteilt wurde.
So hatte z. B. der regelmäßig für den UN-Informationsdienst IRIN tätige jemenitische Journalist Almigdad Mojalli, kurz bevor er selbst durch einen Luftangriff der saudisch geführten Militärkoalition im Jemen getötet wurde, eine Reise nach Jordanien unternommen und berichtet, dass der jemenitische Konflikt selbst in diesem arabischsprachigen Land kaum Schlagzeilen gemacht hatte.

#### Beschränkungen für Journalisten
Seit dem saudi-arabischen Überfall im Jemen war es für ausländische Journalisten schwierig, in das Land zu gelangen bzw. Visa zu erhalten, sodass ihnen die Berichterstattung nahezu unmöglich wurde. Gleichzeitig behinderten tagelange Stromausfälle und eine schwach entwickelte Internetinfrastruktur Bürgerjournalismus und Onlineaktivismus im Jemen. Für Journalisten war es vor allem schwierig, an authentische und von unabhängigen Seiten bestätigte Informationen zu gelangen.

#### Erklärungsversuche für das Ausbleiben eines „internationalen Aufschreis“
Als Gründe für die vorgeworfene vergleichsweise geringere Aufmerksamkeit für diesen Konflikt wurden in den Medien verschiedene Erklärungen angeführt, unter anderem eine Überschattung durch andere weltweite Konflikte. Der Jemen war als verarmtes und isoliertes Land außerdem bereits seit mehr als einem Jahrzehnt im Aufruhr und wegen z. B. geringer Erdölvorkommen und anderer Ressourcen nicht von weltwirtschaftlichem Interesse. Als wichtiger Faktor wurde auch angeführt, dass weltweit nur wenige Regierungen bereit seien, die Mineralölmacht Saudi-Arabien zu kritisieren, da viele Regierungen von Saudi-Arabiens Unterstützungen oder Investitionen profitieren würden, zumal Saudi-Arabien u. a. von den USA Unterstützung für die Intervention erhalten habe, um im Gegenzug den Einfluss des Iran bei der Unterstützung von Rebellen zurückzudrängen.
Bei offiziellen Partnern der saudischen Militärkoalition wie z. B. Ägypten gab es nur wenige und unkritische Berichterstattungen.
Als weiterer Grund wurde auch die Kompliziertheit der Konfliktlage angegeben – es handele sich bei dem Konflikt um einen komplizierten Zivilkonflikt mit lokalen und internationalen Allianzen, der allgemein wenig plausibel sei.
Laut Adam Baron vom European Council on Foreign Relations forcierte die schon längerfristige Verstrickung des Jemen in verschiedene Konflikte den Umstand, dass die Weltöffentlichkeit den Krieg als Selbstverständlichkeit betrachtete. Zur Situation der Eigeninteressen gehöre, dass die USA, Großbritannien und Frankreich die Saudis entweder logistisch oder durch Waffenverkäufe (Großbritannien allein in den ersten drei Quartalen 2015 in Höhe von 2,8 Milliarden Britischen Pfund, USA seit September 2014 in Höhe von über 21 Milliarden US-Dollar) unterstützten. Zur Interessenbindung gehöre auch, dass Informationsaustausch mit Saudi-Arabien seit Jahren ein Schlüsselelement US-amerikanischer und britischer Politik sei, die Saudi-Arabien als stabilisierende Kraft in der Region betrachtete. Es sei unwahrscheinlich, dass der Westen seinen Alliierten Saudi-Arabien einschränke, wenn die Huthis dessen Grenzen angriffen und Saudi-Arabien die Frage einer Bedrohung durch iranischen Einfluss aufwerfe.
Die Medien hätten zudem eher ein Interesse an den größeren regionalen Konflikten in Syrien und Irak, deren Auswirkungen auf den Westen in Bezug auf Flüchtlinge, extremistische Angriffe und geopolitische Gefahren klarer zu bestimmen seien.

### Forderungen internationaler Untersuchungen zu Menschenrechtsverletzungen und Kriegsverbrechen
Am 11. September 2015 veröffentlichte der UN-Hochkommissar für Menschenrechte, Seid al-Hussein, einen detaillierten Bericht über die hohe Zahl getöteter Zivilisten im Jemen. Er rief am 14. September dazu auf, einen Mechanismus für eine unabhängige Untersuchung von Menschenrechtsverletzungen und Kriegsverbrechen im Konflikt durch eine Kommission einzurichten. Am 15. September schlossen sich die UN-Sonderbeauftragten für die Verhinderung von Völkermord (Adama Dieng) und für die Responsibility to Protect (Jennifer Welsh) dem UN-Hochkommissar für Menschenrechte Seid al-Hussein mit dem Drängen auf die Schaffung eines entsprechenden internationalen Mechanismus' an.
Die Niederlande, deren Außenminister Bert Koenders bereits im August erklärt hatte, dass die niederländische Regierung nach einer Möglichkeit einer Resolution für eine internationale Untersuchung suche, reagierten kurz darauf auf die Empfehlungen des UN-Hochkommissars für Menschenrechte mit einem Resolutionsentwurf, der eine entsprechende UN-Mission mit dem Mandat versehen hätte, Verstöße aller Seite für den Zeitraum ab September 2014 zu dokumentieren. Der niederländische Resolutionsvorschlag rief die kriegführenden Parteien auch dazu auf, humanitären Gruppen den Zugang für Hilfslieferungen zu gestatten und Handelsimporte von Gütern wie dem zum Betrieb von Krankenhäusern benötigten Treibstoff zuzulassen, was beides durch die Seeblockade jemenitischer Häfen durch die saudisch geführte Militärkoalition gedrosselt war. Auch Menschenrechts- und humanitäre Organisationen hatten zu einer UN-Untersuchung von Missbräuchen aller Seiten im Jemen aufgerufen, darunter auch in einem gemeinsamen Brief zur Resolution für den Jemen während der vom 14. September bis zum 2. Oktober 2015 stattfindenden 30. Sitzung des UN-Menschenrechtsrats.
Am 30. September 2015 wurde der von den Niederlanden ausgearbeitete Resolutionsentwurf für den UN-Menschenrechtsrat, der umfassende internationale Untersuchungen zu Menschenrechtsverletzungen und Kriegsverbrechen im Jemen seit September 2014 vorsah, unter dem Druck Saudi-Arabiens und mit Unterstützung der USA und Großbritanniens von den Niederlanden zurückgezogen. Während Saudi-Arabien und mit Saudi-Arabien verbündete Golfstaaten intensiv Widerstand gegen den niederländischen Vorschlag geleistet hatten, war er von westlichen Regierungen – einschließlich den USA – kaum unterstützt worden. Die USA, die in scharfem Kontrast zu ihrer Haltung zu internationalen Untersuchungen und Missionen in Syrien, Nordkorea, Libyen, Sri Lanka und Eritrea lange zu der Frage im Jemen geschwiegen hatten, hatten zwar am 28. September zunächst ihre Unterstützung für die niederländische Resolution und ihren Aufruf zu einer internationalen Untersuchung, doch äußerten Menschenrechtsexperten, die die Verhandlungen zu den Resolutionen beobachteten, ihren Eindruck, dass die USA, Großbritannien und Frankreich sich kurz darauf dafür entschieden hatten, stattdessen eine Konsensresolution zu unterstützen, die für den 2. Oktober zur Abstimmung vor dem Menschenrechtsrat eingeplant wurde. Westliche Regierungen hatten so eine „180-Grad-Wende“ vollzogen und die Pläne für eine internationale Untersuchung zu Menschenrechtsverletzungen aller Kriegsparteien im Krieg im Jemen fallengelassen. Menschenrechtsgruppen zeigten sich bestürzt davon, dass das Konsensvorgehen zu einem Zeitpunkt erfolgte, als neue Beweise für steil steigende Zivilopferzahlen im Jemen bekannt wurden. Die Resolution der Niederlande für eine Menschenrechtskommission zugunsten des Jemen, die auch von der deutschen Regierung nicht unterstützt worden war, war mit der Entscheidung vom 30. September in der UNO gescheitert und eine internationale Untersuchung zu möglichen Menschenrechtsverletzungen und Kriegsverbrechen im Jemen abgewendet worden.
Stattdessen nahm der UN-Menschenrechtsrat am 2. Oktober 2015 per Konsens der 47 Mitgliedstaaten eine von Saudi-Arabien vorgelegte (von der jemenitischen Exil-Regierung Hadi in Saudi-Arabien ausgegebene) Resolution an, die keinerlei Bezug auf eine unabhängige internationale Untersuchung nahm, sondern den OHCHR der UNO lediglich dazu aufforderte, einer nationalen Untersuchungskommission der jemenitischen Exil-Regierung Hadi „technische Hilfe“ zu gewähren und damit die Untersuchung der von Saudi-Arabien unterstützten Kriegspartei überließ. Frankreich und Großbritannien zählten zu den wichtigsten Unterstützern der angenommenen Resolution für eine lediglich nationalen Untersuchungskommission, die als parteiisch kritisiert wurde, weil sie auf einer Beschlussfassung basierte, die von der jemenitischen Exilregierung Hadi und damit von einer der Konfliktparteien ausgegeben wurde. Amnesty International kritisierte daraufhin den UN-Menschenrechtsrat für das Scheitern der Einrichtung einer internationalen Untersuchung von Menschenrechtsverletzungen und Kriegsverbrechen im Jemen scharf und griff die stattdessen von Saudi-Arabien vorgelegte Resolution an, sie spiegele ein Versäumnis des UN-Menschenrechtsrates in seiner Verpflichtung wider, Recht und Rechenschaft zu gewährleisten und sende die Botschaft aus, die internationale Gemeinschaft wolle das Leid der Zivilisten nicht wirklich beenden.
Human Rights Watch warf dem UN-Menschenrechtsrat vor, eine entscheidende Gelegenheit verpasst zu haben, mutmaßliche Verletzungen des Kriegsrechts aller Seiten im Konflikt im Jemen anzusprechen.
Tariq Riebl, Oxfam-Programmleiter für den Hilfseinsatz im Jemen, nannte den Mangel an Widerspruch gegen die saudischen Angriffe auf den Jemen „enttäuschend“ und sagte, Oxfam habe mit der Aufforderung, dass eine Menschenrechtskommission, die die Geschehnisse seit März 2015 recherchiert, dringend zu gründen sei, „wenig Resonanz gefunden bei den Regierungen, die Saudi-Arabien unterstützen“. The Atlantic titelte Anfang Oktober 2015, die USA hätten es den Saudis ermöglicht, die UN-Untersuchung über den Tod tausender Menschen im Krieg im Jemen zu blockieren.
Nachdem das erste Gesuch vor dem UN-Menschenrechtsrat auf die Einrichtung einer Untersuchung an dem Widerstand Saudi-Arabiens 2015 gescheitert war, legte ein UN-Expertengremium im Januar 2016 einen Bericht vor, in dem es 119 das Humanitäre Völkerrecht verletzende Luftwaffeneinsätze der saudisch geführten Militärkoalition aufführte und zu einer internationalen Untersuchungskommission aufforderte. Das UN-Expertengremium rief den UN-Sicherheitsrat dazu auf, die Einrichtung der Untersuchung zu erwägen, um die „Berichte von Verstößen gegen das Humanitäre Völkerrecht und das internationale Menschenrecht im Jemen durch alle Parteien zu untersuchen und die Täter solcher Verstöße zu identifizieren“.
Daraufhin kündigte die von Saudi-Arabien angeführte Militärallianz Ende Januar 2016 eine Untersuchung möglicher Menschenrechtsverletzungen in dem Konflikt an. In einer von der amtlichen saudi-arabischen Nachrichtenagentur SPA am 31. Januar veröffentlichten Erklärung der saudisch geführten Militärkoalition hieß es, eine Kommission „unabhängiger Experten für Waffen und internationales Menschenrecht“ werde einen „deutlichen und vollständigen Bericht“ mit „Schlussfolgerungen, den daraus zu ziehenden Lehren, Forderungen und Maßnahmen“ vorlegen, wie Zivilisten geschützt werden können. In der Erklärung der saudi-arabischen Militärallianz wurde weder auf die am 27. Januar gegenüber dem UN-Sicherheitsrat erhobenen Forderungen der UN-Experten Bezug genommen, noch die Zusammensetzung der eigenen Kommission in Form von Namen oder Nationalitäten der Experten erläutert.
Am 2. Februar 2016 forderte das International Development Committee, ein überparteilich besetzter Sonderausschuss britischer Abgeordneter, eine internationale Untersuchung der Militärintervention im Jemen sowie die unverzügliche Suspendierung britischer Waffenverkäufe an Saudi-Arabien. In einem Brief an die britische Ministerin für Internationale Entwicklungszusammenarbeit (Secretary of State for International Development), Justine Greening, mahnte der Sonderausschuss Großbritannien, seinen Widerstand gegen eine unabhängigen internationale Untersuchung mutmaßlicher Verstöße gegen das Humanitäre Völkerrecht im Jemen zurückzunehmen. Der Sonderausschuss sagte, er sei verwundert über das Ausmaß, bis zu dem die britische Regierung den Aufruf nach einer unabhängigen Untersuchung, wie sie von den Niederlanden im September 2015 vor der UNO vorgeschlagen worden war, aufgeweicht habe. Der Ausschuss sei „schockiert“ darüber, dass die britische Regierung behaupten könne, es sei zu keinen Verstößen gegen das Humanitäre Völkerrecht gekommen und dass die britische Regierung die Waffenverkäufe an Saudi-Arabien seit Beginn seiner Militärintervention im Jemen noch gesteigert habe. Auch Amnesty International hatte bereits im November 2015 gewarnt, die Bemerkungen des britischen Außenministers Philip Hammond über Untersuchungen darüber, ob von Großbritannien an Saudi-Arabien gelieferte Waffen zur Verübung von Kriegsverbrechen oder anderer Brüche des Humanitären Völkerrechts im Konflikt im Jemen verwendet wurden, seien „in grober Weise irreführend“ gewesen.
Am 16. Februar 2016 erklärten die UN-Sonderbeauftragten für die Verhinderung von Völkermord und für Responsibility to Protect, dass sie nach der Erklärung der Konfliktparteien, die Zivilopfer zu bedauern, nunmehr von den jemenitischen Behörden und Saudi-Arabien erwarten würden, „eiligst“ ihrer Verpflichtung nachzukommen, glaubhafte und unabhängige Untersuchungen zu allen mutmaßlichen Rechtsverletzungen durchzuführen und Wiedergutmachungsleistungen für die Opfer vorzubereiten. Es sei unerlässlich, dass die internationale Gemeinschaft unverzüglich über die effizientesten Mittel beraten müsse, um dieses Ziel zu unterstützen, einschließlich der Möglichkeit zur Gründung eines internationalen unabhängigen und unparteiischen Mechanismus', um die Haftung im Jemen zu unterstützen.
Am 25. Februar 2016 verabschiedete das Europäische Parlament (EP) eine Resolution und rief zu einer unparteiischen und unabhängigen Untersuchung aller Vorwürfe von Verletzungen der internationalen Menschenrechtsnormen und des Humanitären Völkerrechts auf sowie zu einer Initiative der EU, die das Ziel verfolgen solle, ein Waffenembargo gegen Saudi-Arabien zu verhängen.

## Humanitäre Hilfe

### 2015
| Provinz          | Humanitäre Hilfsleistungen benötigende Menschen je Provinz (Stand: Juni 2015) | Humanitäre Hilfsleistungen benötigende Menschen je Provinz (Stand: Juni 2015) | Angezielte Empfänger für humanitäre Hilfsleistungen je Provinz (jemenweit 11,7 Millionen) und geschätzte Schwere der Zugangshemmnisse (Stand: 7. Juli 2015) Datenquelle: IDP Task Force, UNHCR | Angezielte Empfänger für humanitäre Hilfsleistungen je Provinz (jemenweit 11,7 Millionen) und geschätzte Schwere der Zugangshemmnisse (Stand: 7. Juli 2015) Datenquelle: IDP Task Force, UNHCR | Anzahl der Binnenflüchtlinge je Provinz und Bedarf an humanitärer Hilfe (Stand: 14. September 2015) Datenquelle: ECHO, UN OCHA, IDP Task Force, UNHCR, HumanitarianResponse | Anzahl der Binnenflüchtlinge je Provinz und Bedarf an humanitärer Hilfe (Stand: 14. September 2015) Datenquelle: ECHO, UN OCHA, IDP Task Force, UNHCR, HumanitarianResponse | Humanitäre Hilfsleistungen benötigende Menschen je Provinz (Stand: Oktober 2015) Datenquelle: Gesamtheit der Cluster | Anzahl der Binnenflüchtlinge je Provinz und Bedarf an humanitärer Hilfe (Stand: 26. November 2015) Datenquelle: ECHO, UN OCHA, Humanitarian Needs Overview 2016 | Anzahl der Binnenflüchtlinge je Provinz und Bedarf an humanitärer Hilfe (Stand: 26. November 2015) Datenquelle: ECHO, UN OCHA, Humanitarian Needs Overview 2016 |
| Provinz          | Bevölkerung                                                                   | Anzahl Hilfsbedürftiger                                                       | Anzahl | Schwere der Zugangshemmnisse | IDPs (laut OCHA, 5. August 2015) | Geschätzte Schwere der humanitären Hilfsbedürftigkeit | Anzahl | IDPs (Humanitarian Needs Overview 2016, Nov. 2015) | Geschätzte Schwere der humanitären Hilfsbedürftigkeit (Humanitarian Needs Overview 2016)                                                                        |
| ---------------- | ----------------------------------------------------------------------------- | ----------------------------------------------------------------------------- | --- | --- | --- | --- | --- | --- | --- |
| Amanat Al Asimah | 2,8 Mio.                                                                      | 2,5 Mio.                                                                      | 2.000.000 | 2 (einige Zugangsbeschränkungen) | 9.239 | 4 (hoch) | 2,8 Mio. | 0,09 Mio. | 4 |
| Taʿizz           | 3,0 Mio.                                                                      | 2,7 Mio.                                                                      | 1.784.452 | 4 (große Zugangsbeschränkungen) | 49.016 | 4 (hoch) | 2,3 Mio. | 0,3 Mio. | 5 (hoch) |
| Haddscha         | 2,0 Mio.                                                                      | 1,8 Mio.                                                                      | 976.247 | 3 (mäßige Zugangsbeschränkungen) | 298.788 | 4 (hoch) | 1,5 Mio. | 0,3 Mio. | 5 (hoch) |
| al-Hudaida       | 2,9 Mio.                                                                      | 1,5 Mio.                                                                      | 969.103 | 1 (keine oder sehr geringe Zugangsbeschränkungen) | 53.016 | 3 | 2,6 Mio. | 0,04 Mio. | 4 |
| ʿAdan            | 0,8 Mio.                                                                      | 0,8 Mio.                                                                      | 800.000 | 4 (große Zugangsbeschränkungen) | 195.325 | 4 (hoch) | 0,8 Mio. | 0,4 Mio. | 4 |
| Saʿda            | 1,0 Mio.                                                                      | 1,0 Mio.                                                                      | 648.504 | 5 (schwerwiegende Zugangsbeschränkungen) | 40.420 | 4 (hoch) | 1,0 Mio. | 0,08 Mio. | 5 (hoch) |
| Ibb              | 2,7 Mio.                                                                      | 2,1 Mio.                                                                      | 618.372 | 2 (einige Zugangsbeschränkungen) | 57.708 | 3 | 1,6 Mio. | 0,4 Mio. | 4 |
| ad-Dāliʿ         | 0,7 Mio.                                                                      | 0,6 Mio.                                                                      | 588.599 | 4 (große Zugangsbeschränkungen) | 235.656 | 4 (hoch) | 0,5 Mio. | 0,2 Mio. | 4 |
| Lahidsch         | 0,9 Mio.                                                                      | 0,8 Mio.                                                                      | 548.371 | 4 (große Zugangsbeschränkungen) | 38.484 | 4 (hoch) | 0,7 Mio. | 0,03 Mio. | 4 |
| Amran            | 1,0 Mio.                                                                      | 0,9 Mio.                                                                      | 486.240 | 2 (einige Zugangsbeschränkungen) | 58.185 | 4 (hoch) | 0,7 Mio. | 0,07 Mio. | 4 |
| Sanaa            | 1,1 Mio.                                                                      | 1,0 Mio.                                                                      | 398.984 | 2 (einige Zugangsbeschränkungen) | 4.146 | 4 (hoch) | 0,9 Mio. | 0,01 Mio. | 4 |
| Dhamār           | 1,8 Mio.                                                                      | 1,6 Mio.                                                                      | 351.030 | 2 (einige Zugangsbeschränkungen) | 37.009 | 3 | 1,6 Mio. | 0,06 Mio. | 2 |
| al-Dschauf       | 0,6 Mio.                                                                      | 0,5 Mio.                                                                      | 275.083 | 4 (große Zugangsbeschränkungen) | 48.053 | 3 | 0,4 Mio. | 0,07 Mio. | 3 |
| Schabwa          | 0,6 Mio.                                                                      | 0,4 Mio.                                                                      | 274.884 | 4 (große Zugangsbeschränkungen) | 36.654 | 4 (hoch) | 0,4 Mio. | 0,04 Mio. | 3 |
| Hadramaut        | 1,3 Mio.                                                                      | 0,6 Mio.                                                                      | 260.994 | 3 (mäßige Zugangsbeschränkungen) | 100.663 | 2 | 1,0 Mio. | 0,1 Mio. | 2 |
| Abyan            | 0,5 Mio.                                                                      | 0,4 Mio.                                                                      | 256.320 | 4 (große Zugangsbeschränkungen) | 52.541 | 4 (hoch) | 0,5 Mio. | 0,2 Mio. | 4 |
| al-Baidā'        | 0,7 Mio.                                                                      | 0,6 Mio.                                                                      | 237.209 | 3 (mäßige Zugangsbeschränkungen) | 7.675 | 3 | 0,6 Mio. | 0,1 Mio. | 4 |
| Ma'rib           | 0,3 Mio.                                                                      | 0,2 Mio.                                                                      | 142.325 | 4 (große Zugangsbeschränkungen) | 42.999 | 3 | 0,3 Mio. | 0,05 Mio. | 4 |
| Raima            | 0,5 Mio.                                                                      | 0,4 Mio.                                                                      | 44.176 | 2 (einige Zugangsbeschränkungen) | 36.813 | 2 | 0,3 Mio. | 0,04 Mio. | 2 |
| al-Mahwīt        | 0,6 Mio.                                                                      | 0,5 Mio.                                                                      | 42.724 | 2 (einige Zugangsbeschränkungen) | 36.618 | 2 | 0,4 Mio. | 0,03 Mio. | 2 |
| al-Mahra         | 0,1 Mio.                                                                      | 0,1 Mio.                                                                      | 13.300 | 1 (keine oder sehr geringe Zugangsbeschränkungen) | 110 | 1 (niedrig) | 0,1 Mio. | | 1 (niedrig) |
| Sokotra          | 0,1 Mio.                                                                      | 0,0 Mio.                                                                      | 3.899 | 1 (keine oder sehr geringe Zugangsbeschränkungen) | | 2 | | 0,1 Mio. | 1 (niedrig) |

| Cluster-Posten | Betrag in Millionen US$ |
| --- | ----------------------- |
| Ernährungssicherung | 805,9                   |
| Obdach, NFIs, CCCM | 159,4                   |
| Gesundheit | 151,8                   |
| Protection | 125,0                   |
| WASH | 102,5                   |
| Ernährung | 76,9                    |
| early recovery-Wiederaufbau | 48,5                    |
| Logistik | 39,8                    |
| Bildung | 30,0                    |
| Child Protection | 26,9                    |
| GBV | 10,6                    |
| Koordination | 8,8                     |
| ETC | 2,1                     |
| Gesamtbetrag | 1.600                   |
| Clusterbedarf für 2015: 757,7 Millionen US$ „kritischer“ Bedarf. 777,8 Millionen US$ Bedarf „hoher Priorität“ Zusätzlich (bereits finanziert): 65,3 Millionen US$ Vorkrisenbedarf |                         |

Im Jemen waren verschiedene Programme aktiv, die jedoch neu umgestellt werden mussten, um den Notfallanforderungen der Lage während der Militärintervention angepasst zu werden. Zu den Programmen zählten:
- Der Yemen Humanitarian Pooled Fund der UN sollte lebenssichernde Hilfe für die am meisten schutzbedürftigen Menschen im Jemen zur Verfügung stellen, einschließlich der von dem Konflikt am stärksten Betroffenen. In seinem Rahmen sollten medizinische Vorräte, Wasser, Nahrung und Notunterkünfte zur Verfügung gestellt werden sowie Unterstützung von Flüchtlingen und Migranten.[156]
- Das Nutrition Programme der UNICEF sollte an akuter starker Unterernährung leidende Kinder mit Hilfe von Gesundheitseinrichtungen und mobilen Kliniken behandeln.[156]
- Das von CARE, Save the Children, Oxfam, IOM and OCHA angebotene Humanitarian Resilience Programme sollte in den Gemeinden die Krisenanfälligkeit durch die Bereitstellung von Nahrung, sauberem Wasser, Notfallunterstützung für den Lebensunterhalt, Obdach und Schutzmaßnahmen erhöhen.[156]

Mit Stand vom 31. Mai 2015 verfügte der Sammelhilfsfonds Yemen Humanitarian Pooled Fund (Yemen HPF oder YHPF) über eine Budgeterwartung für 2015 von 299 US-Dollar, von denen 17 Millionen US-Dollar eingegangen waren und Beiträge von 282 Millionen US-Dollar von den Geberländern zugesichert worden waren. Trotz Bitten von Seiten des Westens und der UN zahlte Saudi-Arabien bis zu diesem Zeitpunkt keine Gelder aus der bereits von ihnen versprochenen Summe von 274 Millionen US-Dollar zur Finanzierung humanitärer Hilfen aus.
Am 10. Juni 2015 verkündete Kuweit, 100 Millionen US-Dollar staatliche Gelder zur Verbesserung der humanitären Lage im Jemen bereitzustellen.
In der Phase von April bis Mai führte der YHPF zwei Zuteilungen durch, um dringende lebenssichernde Maßnahmen für humanitäre Bedürfnisse im Jemen bereitzustellen.
Anfang Juni 2015 arbeiteten 58 UN-Partnerorganisationen im Jemen, darunter 4 Regierungsbehörden, 6 UN-Behörden sowie 24 internationale und 24 lokale Nichtregierungsorganisationen.
Die UN erhöhten die Schätzung für den Hilfsbedarf und appellierten am 19. Juni 2015 an die „internationale Gemeinschaft“, 1,6 Milliarden US-Dollar an Hilfsgeldern aufzubringen, während Saudi-Arabien seine zugesagten 540 Millionen Dollar bis zu diesem Zeitpunkt noch immer nicht eingezahlt hatte. Am gleichen Tag verkündete Großbritannien, außer den bereits zugesagten Geldern in Höhe von 15 Millionen britischen Pfund (4 Millionen an den Yemen Humanitarian Pooled Fund der UN, 5,5 Millionen an das UNICEF Nutrition Programme, 5,5 Millionen an das Humanitarian Resilience Programme) weitere Gelder in Höhe von 40 Millionen britische Pfund als humanitäre Unterstützung für jemenitische Menschen zur Verfügung zu stellen, die von dem anhaltenden Konflikt betroffen waren. Damit betrugen die von Großbritanniens zugesagten Gelder nach eigenen Angaben insgesamt 55 Millionen britische Pfund, wovon mindestens 45 Millionen als Beitrag zu dem humanitären Notfall-Appell der UN gedacht seien. Der überarbeitete und am 19. Juni eingeführte Yemen Humanitarian Response Plan (YHRP) mit seinem Aufruf zur 1,6-Millionen-Dollar-Hilfe gab einen vorrangigen Bedarf von 758 Millionen US-Dollar an, um den kritischsten Bedürfnissen zu begegnen. Im Jahr 2015 hatten bis zu diesem Zeitpunkt Geberländer und private Organisationen mit rund 167 Millionen US-Dollar lediglich 10 Prozent der laut UN benötigten Gesamtmittel von 1,6 Milliarden US-Dollar gespendet.
Ende Juni 2015 wurden die Maßnahmen der WHO gegen die humanitäre Krise im Jemen durch den Central Emergency Response Fund (CERF) der UN mit über 6 Millionen US-Dollar unterstützt, der größten finanziellen Zuwendung, die der CERF bis zu diesem Zeitpunkt der WHO je hatte zukommen lassen. Das Geld sollte für die Lieferung lebenswichtiger Medizin gegen nichtübertragbare Krankheiten wie Diabetes, Krebs und Bluthochdruck verwendet werden. Der WHO-Repräsentant für den Jemen, Ahmed F. Shadoul, erklärte, dass nichtübertragbare Krankheiten in der Öffentlichkeit während einer humanitären Krise zwar für nicht vorrangige Probleme gehalten würden, im Jemen aber ein kritischer Bedarf daran bestehe und mit dem finanziellen Beitrag des CERF die Möglichkeit bestehe, das Leiden von hunderttausenden Menschen, einschließlich einer halben Million Kinder, zu mindern. Die beispiellose Höhe des Beitrages des CERF spiegele das noch nie da gewesene Ausmaß der gesundheitlichen Notlage wider, das im Jemen mit seinem am Rande des Zusammenbruchs stehenden Gesundheitssystems zu diesem Zeitpunkt bestehe, so Shadoul.
Humanitäre Partnerorganisationen der UN strebten an, im Jahr 2015 11,7 der 21 Millionen humanitäre Hilfe benötigenden Menschen im Jemen humanitäre Hilfe zukommen zu lassen. Vom 26. März bis Ende Juni 2015 erhielten nach UN-Angaben 4,4 Millionen Menschen humanitäre Hilfe. Nach UN-Angaben bestand der dringende Bedarf für ungehinderten humanitären Zugang zum Schutz betroffener Menschen. Auf einem von UN-Nothilfekoordinator Stephen O’Brien einberufenen Treffen der UN-Behörden verständigten sich alle UN-Agenturen einstimmig am 1. Juli 2015 darauf, die Notfallstufe für den Jemen für sechs Monate auf das Level 3 zu heben, die höchstmögliche Maßnahme für die UN-Nothilfeeinstufung. Eine Zwischenprüfung wurde für September 2015 vorgesehen. Die Stufe 3 galt zu diesem Zeitpunkt weltweit lediglich für drei andere Staaten (Syrien, Irak und Südsudan; 2014 auch die Zentralafrikanische Republik), mit denen die UN den Jemen somit auf eine Krisenstufe stellten. Das „L3“ bedeutete nicht automatisch, dass bestimmte Prozesse in Gang gesetzt werden. Es sollte aber alle Mitgliedsstaaten aufmerksam machen, dass es sich um eine Krise handelt, die von mehreren UN-Organisationen zugleich bekämpft werden musste. Laut UN-Angaben ermöglicht die Erklärung eines Level-3-Notfalls, dass weltweit Mitarbeiter und Gelder für eine Erhöhung der Hilfen mobilisiert werden können.

#### Unterfinanzierung
UN-OCHA-Sprecher Jens Laerke sagte am 7. Juli gegenüber der Presse, die Hilfsoperationen der UN im Jemen seien „kritisch unterfinanziert“. Die UN hätten lediglich 13 Prozent (249 Millionen US$) der für Hilfsleistungen an den Jemen benötigten 1,6 Milliarden US-Dollar erhalten. Fast ein Drittel der erhaltenen Gelder stammte mit 63 Millionen US$ von den USA, während Japan 19 Millionen US$ und die Europäische Kommission 15 Millionen US$ beigesteuert hatten. Laerke warnte, die vorhandenen Barmittel würden nicht lange vorhalten, es spiele sich eindeutig eine „massive humanitäre Krise“ ab.
Ende Juli 2015 berichteten Medien, die UN seien offenbar zunehmend von der Vielzahl der Krisenherde überwältigt. Aufgrund der fehlenden Finanzmittel für den Jemen sei der Unter-Generalsekretär für humanitäre Hilfe erneut gezwungen gewesen, um die Aufbringung der für den Jemen benötigten 1,6 Milliarden US-Dollar zu bitten, von denen zu diesem Zeitpunkt erst 15 Prozent (241 Millionen Dollar) aufgebracht worden waren.
| Geberstaat                   | Gesamtsumme   | außerhalb des YHRP | Jemen 2015 (YHRP) | zugesichert, aber nicht gezahlt (mit Datum der Zusicherung) |
| ---------------------------- | ------------- | ------------------ | ----------------- | ----------------------------------------------------------- |
| Saudi-Arabien                | 313.586.084   | 60.488.196         | 253.097.888       | 524.937 (April 2015)                                        |
| Vereinigte Arabische Emirate | 207.787.252   | 207.634.297        | 152.955           |                                                             |
| Vereinigte Staaten           | 168.674.541   | 10.843.529         | 157.831.012       | 1.000.000 (September 2015)                                  |
| Vereinigtes Königreich       | 86.264.297    | 3.149.606          | 83.114.691        | 60.441.967 (Juni und September 2015)                        |
| Katar                        | 59.125.901    | 59.125.901         |                   |                                                             |
| CERF                         | 44.307.437    |                    | 44.307.437        |                                                             |
| Europäische Union            | 36.615.262    | 6.747.788          | 29.867.474        |                                                             |
| Deutschland                  | 35.442.009    | 3.855.327          | 31.586.682        |                                                             |
| Japan                        | 23.400.000    | 1.050.000          | 22.350.000        | 3.500.000 (Mai 2015)                                        |
| Schweden                     | 17.826.264    | 1.574.113          | 16.252.151        |                                                             |
| Kanada                       | 9.086.372     | 1.200.961          | 7.885.411         |                                                             |
| Dänemark                     | 7.471.130     | 3.270.946          | 4.200.184         | 1.506.932 (September 2015)                                  |
| Schweiz                      | 7.255.026     | 1.356.834          | 5.898.192         |                                                             |
| Niederlande                  | 5.555.720     |                    | 5.555.720         | 10.928.962 (September 2015)                                 |
| Kuwait                       | 5.198.770     | 5.198.770          |                   | 96.000.000 (Juni 2015)                                      |
| Belgien                      | 4.993.251     | 3.993.251          | 1.000.000         |                                                             |
| Iran                         | 3.959.451     |                    | 3.959.451         |                                                             |
| Finnland                     | 3.746.026     | 541.712            | 3.204.314         |                                                             |
| Norwegen                     | 2.965.665     | 1.719.121          | 1.246.544         | 2.442.301 (August 2015)                                     |
| Irland                       | 1.271.823     |                    | 1.271.823         |                                                             |
| Italien                      | 544.622       | 544.622            |                   |                                                             |
| Luxemburg                    | 544.662       |                    | 544.662           |                                                             |
| Südkorea                     | 500.000       | 300.000            | 200.000           | 500.000 (September 2015)                                    |
| Spanien                      | 218.579       |                    | 218.579           |                                                             |
| Tschechien                   | 118.250       |                    | 118.250           |                                                             |
| Island                       | 75.000        |                    | 75.000            |                                                             |
| Sudan                        |               |                    |                   |                                                             |
| Ägypten                      |               |                    |                   |                                                             |
| Bahrain                      |               |                    |                   |                                                             |
| Russland                     |               |                    |                   |                                                             |
| Andere Gelder                | 58.108.498    |                    | 58.108.498        |                                                             |
| Gesamt                       | 1.104.641.932 | 372.595.014        | 732.046.918       |                                                             |

Im August 2015 war die humanitäre Krise im Jemen nach UN-Angaben eine der weltweit am stärksten unterfinanziertesten. Lediglich 19 Prozent der laut UN für 2015 benötigten Gelder (298,1 Millionen von 1,6 Milliarden US-Dollar) für den YHRP waren bis Ende August 2015 eingegangen. Weitere 247,8 Millionen US-Dollar waren als Beiträge für humanitäre Programme außerhalb des YHRP eingegangen, hauptsächlich von Staaten oder Partnern aus der Region. Die zugesicherten, aber noch nicht gezahlten Beiträge der regionalen Partner (KSC in Saudi-Arabien, Kuwait, Qatar Charity in Katar) beliefen sich auf 370 Millionen US-Dollar, die der traditionellen Geberstaaten auf 67,6 Millionen US-Dollar.
Mit Stand vom 31. Dezember 2015 konnten von den benötigten 1,6 Milliarden US-Dollar für das Jahr 2015 etwa 892 Millionen abgesichert werden. Wie für Humanitarian Response-Pläne der UN üblich, blieb samit auch das Fundraising-Ergebnis für den Jemen für 2015 weit hinter dem gesteckten Ziel zurück und es wurden für das Jahr 2015 lediglich 56 Prozent der von den humanitären Organisationen im Jemen erbetenen 1,6 Milliarden US-Dollar als Spenden zur Verfügung gestellt.

#### Vorgehen Saudi-Arabiens
Am 17. April hatte die Regierung Saudi-Arabiens 274 Millionen US-Dollar Hilfe für den Jemen zugesagt, womit der UN-Notfall-„Flash Appeal“ für humanitäre Mittelbeschaffung weniger als 24 Stunden nach dessen Verkündung durch die UN erfüllt gewesen wäre. Doch auch nach mehr als zwei Monaten wurde das versprochene Geld von Saudi-Arabien nicht ausgezahlt.
Am 23. Juni 2015 kündigte Saudi-Arabien nach einem Treffen des King Salman Humanitarian Aid and Relief Centers mit den UN die Zuteilung der Hilfsgelder von 274 Millionen US-Dollar auf die UN-verbundenen Organisationen an, deren Zahlung Saudi-Arabien im April 2015 auf Bitte der UN zugesagt hatte. Demnach wurden 142,8 Millionen an das WFP, 31,1 Millionen an den UNHCR, 29,6 Millionen an UNICEF, 22,6 Millionen an die WHO, 8 Millionen an das OCHA, 5,8 Millionen an die FAO, 2,5 Millionen an den UNFPA, 1,7 Millionen an das UNDP und 525.000 US-Dollar an das OHCHR in Aussicht gestellt.
Doch ungeachtet der saudi-arabischen Ankündigung war auch Wochen später nach Angabe des UN-OCHA vom 7. Juli noch immer keinerlei Zahlung der zugesagten 274 Millionen US$ Saudi-Arabiens eingetroffen. Saudi-Arabien hatte auch außerhalb des UN-Spendenaufrufs fast noch einmal dieselbe Summe für humanitäre Hilfe zugesagt, doch blieb unklar, ob davon irgendwelche Geldzahlungen verwirklicht worden waren. UN-OCHA-Sprecher Jens Laerke beharrte darauf, dass die humanitäre Operation der UN für den Jemen nicht vom Beitrag Saudi-Arabiens abhängig sei: „die humanitäre Operation steht und fällt nicht damit. Es ist eine 1,6-Milliarden-Dollar-Operation und es gibt andere Spender“. Auch bis Ende August 2015 war Saudi-Arabien seiner Verpflichtung zur Übernahme der 274 Millionen US-Dollar weiterhin nicht nachgekommen.
Der Nachrichtensender Vice News berichtete Ende Juni 2015, dass Saudi-Arabien nach Angaben von Entwicklungshelfern und Funktionären seit seiner Zahlungszusage vom 17. April auf Restriktionen gedrängt habe, wie die Hilfe geleistet werden soll, einschließlich der Forderung, dass die Gelder nicht für Gebiete verwendet werden sollten, die von den Huthi-Rebellen kontrolliert werden. Auch die Korrespondentin Birgit Cerha berichtete, Saudi-Arabien habe auf den dringenden Hilfsappell der UN für 274 Millionen US-Dollar an die internationale Gemeinschaft von April 2015 zur Linderung der Not für drei Monate „sofort den vollen Betrag“ zu übernehmen angekündigt, aber dabei die humanitäre Unterstützung an „skandalöse Bedingungen an die Hilfsorganisationen“ geknüpft, nach denen „nur den Menschen in den von Riad genehmigten Gebieten des Jemens – ausschließlich sunnitischen, Riad gegenüber nicht feindlich eingestellten Zivilisten“ beigestanden werden dürfe. Cerha bezeichnete das Vorgehen Saudi-Arabiens als „Sabotage humanitärer Hilfe für die leidende Bevölkerung“ im Rahmen der „saudischen Kriegsstrategie“ zum Einsatz von „Hunger als Kriegswaffe“.
Im Herbst 2015 spendete das wenige Monate zuvor gegründete saudi-arabische King Salman Humanitarian Aid and Relief Centre in seiner ersten bedeutenden Aktion 274 Millionen Dollar. Damit deckte Saudi-Arabien in einer für eine Spendenaktion äußerst seltenen Aktion die Gesamtsumme für den im April 2015 von den UN für den Jemen angesetzten Spendenaufruf für den Jemen, der allerdings später von den UN zur Bewältigung der humanitären Krise im Jemen auf 1,6 Milliarden angehoben worden war. Über den UN-Informationsdienst IRIN wurde Anfang Oktober 2015 kritisiert, dass die saudi-arabische Spendenaktion nach dem rechnerischen Aspekt zwar den Eindruck einer außergewöhnlich karitativen Geste erwecken könne, man unter Berücksichtigung der weltpolitischen Umstände jedoch zu einer völlig anderen Perspektive gelange. Denn nach Schätzungen der UN seien die meisten der Tausenden zivilen Todesopfer und ein Großteil des Schadens an ziviler Infrastruktur seit Beginn der Bombardierungen der saudisch geführten Militärkoalition Ende März 2015 nicht auf Bodenkämpfe zwischen Huthi-Rebellen und Regierungstruppen, sondern auf die Bombardierungen der saudisch geführten Militärkoalition zurückzuführen. Der Zeitpunkt der Spende sei zudem denkbar heikel gewählt gewesen, da mitten in die Genfer Pressekonferenz die Nachricht gefallen sei, dass neue Bombardierungen im Jemen auf eine Hochzeitsgesellschaft mindestens 130 Tote – einschließlich Frauen und Kindern – gefordert habe. Während der saudische Botschafter bei den UN, Faisal Bin Hassan Trad, anlässlich der Spendenaktion gegenüber seiner Zuhörerschaft in Genf von der muslimischen Tradition gesprochen habe, den Armen und Bedürftigen Hilfe zu leisten, habe somit ein UN-Sprecher für den UNHCR gleichzeitig auf der anderen Straßenseite im UN-Pressezentrum „die von allen Seiten gezeigte Geringschätzung menschlichen Lebens“ kritisiert. Der erstmals im April 2015 debattierte saudische Finanzplan für den Jemen sei von Beginn an Gegenstand von Zweifel und Verärgerung bei vielen Sektionen der Hilfsgemeinschaft gewesen. Einige hätten ihn „die Verwafflichung“ der Hilfe genannt, andere – darunter Oxfam – hatten gefordert, dass humanitäre Organisationen kein saudisches Geld annehmen sollten. Für die UN stelle die Ablehnung von Geldern jedoch ein Problem dar, zumal sie mit zahlreichen Krisen weltweit und Austeritätsmaßnahmen in traditionellen Geberländern konfrontiert sei und unter starkem Finanzmangel leide.
Westliche Beobachter vertraten die Ansicht, dass das saudische Königshaus immer wieder Bemühungen zur Aufbringung von Hilfsgeldern für den Jemen hintertreibe, indem das Saudi-Arabien beispielsweise große Finanzmittel zusage, um diese dann jedoch an Bedingungen zu knüpfen.

### 2016
Am 18. Februar 2016 wurde der 2016 Yemen Humanitarian Response Plan eingeführt, der für das Jahr 2016 zu einer Hilfe in Höhe von 1,8 Milliarden US-Dollar aufrief, um die kritischsten und höchstprioritären Bedarfe in allen Provinzen des Jemen anzusprechen, wie die lebenssichernde Hilfe für 13,6 Millionen konfliktbetroffener Menschen, einschließlich Nahrungsmittelhilfe für fast 9 Millionen Menschen, Unterstützung im Wasser- und Abwassersektor für 7,4 Millionen Menschen, dringende Gesundheitshilfe für 10,6 Millionen Menschen und Notfallinterventionen zur Reduzierung wachsender und akuter Mangelernährungsraten.

### 2017
Im Jahr 2017 machte der UNHCR für die Hungerkrise und ein drohendes „Massensterben“ durch Verhungern im Jemen unter anderem unzureichende finanziellen Hilfen aus dem Ausland verantwortlich. Das Welternährungsprogramm veranschlagte zur Abwendung einer drohenden Hungersnot per internationalem Spendenaufruf als benötigte Hilfen im Jemen, Somalia, Südsudan und Nigeria bis September 2017 etwa eine Milliarde, für das gesamte Jahr 2017 2,8 Milliarden US-Dollar. Etwa ein Fünftel des Geldes standen bereits zur Verfügung. Das Welternährungsprogramm argumentierte, die Kosten zur Abwendung einer Hungersnot seien weit geringer als die Kosten zur Bekämpfung einer Hungersnot. UN-Generalsekretär António Guterres hatte bereits im Februar 2017 gemahnt, in „unserer Welt des Überflusses gebe es keine Ausrede für Nichtstun und Indifferenz“. Die Süddeutsche Zeitung verglich am 20. April 2017 in einer Grafik die Kosten für den Bedarf an Ernährungshilfe für Jemen, Nigeria, Somalia und Südsudan bis September 2017 mit den Baukosten der Elbphilharmonie und den Kosten der Olympischen Sommerspiele 2016. Bei einer Geberkonferenz der Vereinten Nationen in Genf, die im April 2017 stattfand, stand das Elend der Zivilbevölkerung im Jemen auf dem Tagesplan. Gefordert wurden weitere Hilfsgelder für die Versorgung und den Schutz der Bevölkerung. Der Generalsekretär der Vereinten Nationen, António Guterres, forderte von den Teilnehmerstaaten die Zusicherung einer Summe in Höhe von zwei Milliarden Euro. Bewilligt wurde anschließend eine Summe in Höhe von einer Milliarde Euro, die man bis zum Jahresende zusammenbekommen wolle. Guterres bezeichnete die Bewilligung als einen Erfolg. Zuvor bezeichnete er die Lage im Jemen als größte Hungerkrise in der Welt.

### 2020
Auf einer von den UN und Saudi-Arabien organisierten Geberkonferenz Anfang Juni 2020 wurden Zusagen in Höhe von 1,35 Milliarden US-Dollar (1,19 Milliarden Euro) ausgesprochen. Tatsächlich aber sind ausschließlich 637 Millionen US-Dollar (563 Millionen Euro) bis Mitte Juni überwiesen worden, teilte das UN-Büro zur Koordinierung humanitärer Hilfe mit. Laut dem Hochkommissariat für Menschenrechte werden Mitte 2020 mehr als 2,4 Milliarden US-Dollar (2,12 Milliarden Euro) benötigt, um 30 der 41 UN-Hilfsprogramme für den Jemen aufrechtzuerhalten.